# Список персонажей телесериала «Игра престолов»
Персонажи американского телесериала «Игра престолов» основаны на соответствующих персонажах серии романов писателя Джорджа Мартина «Песнь Льда и Огня». В романах описывается фэнтези мир, в котором ведётся гражданская война между различными претендентами на Железный Трон за власть над континентом Вестерос.

## Обзор персонажей
= Главная роль в сезоне
     = Второстепенная роль в сезоне
     = Гостевая роль в сезоне
     = Также в главной роли
     = Второстепенная роль, сыгранная другим актёром или другой актрисой
     = Не появляется

### Главные герои
| Актёр                           | Персонаж                        | Появление в сезонах | Появление в сезонах | Появление в сезонах | Появление в сезонах | Появление в сезонах | Появление в сезонах | Появление в сезонах | Появление в сезонах | Появление в сезонах |
| Актёр                           | Персонаж                        | 1                   | 2                   | 3                   | 4                   | 5                   | 6                   | 7                   | 8                   | Эпизоды             |
| ------------------------------- | ------------------------------- | ------------------- | ------------------- | ------------------- | ------------------- | ------------------- | ------------------- | ------------------- | ------------------- | ------------------- |
| Шон Бин                         | Эддард «Нед» Старк              | 10                  |                     |                     |                     |                     | 5                   | 1                   |                     | 16                  |
| Марк Эдди                       | Роберт Баратеон                 | 7                   |                     |                     |                     |                     |                     |                     |                     | 7                   |
| Николай Костер-Вальдау          | Джейме Ланнистер                | 8                   | 4                   | 7                   | 9                   | 7                   | 8                   | 6                   | 6                   | 55                  |
| Мишель Фэйрли                   | Кейтилин Старк                  | 9                   | 8                   | 8                   |                     |                     |                     |                     |                     | 25                  |
| Лина Хиди                       | Серсея Ланнистер                | 10                  | 9                   | 8                   | 9                   | 8                   | 8                   | 6                   | 4                   | 62                  |
| Эмилия Кларк                    | Дейенерис Таргариен             | 9                   | 8                   | 8                   | 8                   | 8                   | 8                   | 7                   | 6                   | 62                  |
| Иэн Глен                        | Джорах Мормонт                  | 9                   | 7                   | 8                   | 7                   | 8                   | 3                   | 6                   | 4                   | 52                  |
| Гарри Ллойд                     | Визерис Таргариен               | 5                   |                     |                     |                     |                     |                     |                     |                     | 5                   |
| Кит Харингтон                   | Джон Сноу / Эйгон Таргариен     | 8                   | 8                   | 8                   | 8                   | 9                   | 8                   | 7                   | 6                   | 62                  |
| Ричард Мэдден                   | Робб Старк                      | 8                   | 6                   | 7                   |                     |                     |                     |                     |                     | 21                  |
| Софи Тёрнер                     | Санса Старк                     | 9                   | 7                   | 8                   | 7                   | 9                   | 7                   | 7                   | 5                   | 59                  |
| Мэйси Уильямс                   | Арья Старк                      | 9                   | 9                   | 9                   | 6                   | 6                   | 8                   | 6                   | 6                   | 59                  |
| Альфи Аллен                     | Теон Грейджой                   | 9                   | 8                   | 6                   | 3                   | 6                   | 7                   | 4                   | 4                   | 47                  |
| Айзек Хэмпстед-Райт             | Бран Старк                      | 8                   | 7                   | 6                   | 4                   |                     | 5                   | 5                   | 5                   | 40                  |
| Джек Глисон                     | Джоффри Баратеон                | 10                  | 6                   | 7                   | 3                   |                     |                     |                     |                     | 26                  |
| Рори Макканн                    | Сандор «Пёс» Клиган             | 8                   | 5                   | 8                   | 6                   |                     | 2                   | 4                   | 5                   | 38                  |
| Питер Динклэйдж                 | Тирион Ланнистер                | 9                   | 10                  | 9                   | 8                   | 10                  | 8                   | 7                   | 6                   | 67                  |
| Джейсон Момоа                   | Кхал Дрого                      | 9                   | 1                   |                     |                     |                     |                     |                     |                     | 10                  |
| Эйдан Гиллен                    | Петир «Мизинец» Бейлиш          | 8                   | 7                   | 4                   | 5                   | 6                   | 4                   | 7                   |                     | 41                  |
| Лиам Каннингем                  | Давос Сиворт                    |                     | 6                   | 4                   | 4                   | 7                   | 8                   | 7                   | 6                   | 42                  |
| Джон Брэдли                     | Сэмвелл Тарли                   | 5                   | 6                   | 8                   | 7                   | 8                   | 3                   | 5                   | 5                   | 47                  |
| Стивен Диллэйн                  | Станнис Баратеон                |                     | 7                   | 5                   | 4                   | 8                   |                     |                     |                     | 24                  |
| Кэрис ван Хаутен                | Мелисандра                      |                     | 4                   | 6                   | 3                   | 6                   | 7                   | 2                   | 1                   | 29                  |
| Джеймс Космо                    | Джиор Мормонт                   | 5                   | 3                   | 4                   |                     |                     |                     |                     |                     | 12                  |
| Джером Флинн                    | Бронн Черноводный               | 5                   | 7                   | 4                   | 4                   | 6                   | 3                   | 4                   | 3                   | 36                  |
| Конлет Хилл                     | Варис «Паук»                    | 7                   | 6                   | 5                   | 6                   | 4                   | 7                   | 6                   | 5                   | 46                  |
| Сибель Кекилли                  | Шая                             | 2                   | 8                   | 6                   | 4                   |                     |                     |                     |                     | 20                  |
| Натали Дормер                   | Маргери Тирелл                  |                     | 4                   | 6                   | 6                   | 5                   | 5                   |                     |                     | 26                  |
| Чарльз Дэнс                     | Тайвин Ланнистер                | 4                   | 7                   | 8                   | 7                   | 1                   |                     |                     |                     | 27                  |
| Уна Чаплин                      | Талиса Старк                    |                     | 5                   | 6                   |                     |                     |                     |                     |                     | 11                  |
| Роуз Лесли                      | Игритт                          |                     | 4                   | 8                   | 5                   |                     |                     |                     |                     | 17                  |
| Джозеф Демпси                   | Джендри                         | 2                   | 7                   | 8                   |                     |                     |                     | 2                   | 5                   | 24                  |
| Кристофер Хивью                 | Тормунд Великанья Смерть        |                     |                     | 7                   | 5                   | 5                   | 7                   | 4                   | 5                   | 33                  |
| Гвендолин Кристи                | Бриенна Тарт                    |                     | 7                   | 7                   | 7                   | 6                   | 5                   | 5                   | 5                   | 42                  |
| Иван Реон                       | Рамси Болтон                    |                     |                     | 6                   | 3                   | 6                   | 5                   |                     |                     | 20                  |
| Ханна Мюрей                     | Лилли                           |                     | 3                   | 6                   | 3                   | 6                   | 3                   | 3                   | 3                   | 27                  |
| Михиль Хаусман                  | Даарио Нахарис                  |                     |                     | 3                   | 5                   | 7                   | 6                   |                     |                     | 21                  |
| Натали Эммануэль                | Миссандея                       |                     |                     | 8                   | 7                   | 7                   | 7                   | 5                   | 4                   | 38                  |
| Дин-Чарльз Чэпмен               | Томмен Баратеон                 | 4                   | 4                   |                     | 5                   | 5                   | 6                   |                     |                     | 24                  |
| Индира Варма                    | Эллария Сэнд                    |                     |                     |                     | 4                   | 5                   | 2                   | 2                   |                     | 13                  |
| Том Влашиха                     | Якен Хгар                       | 1                   | 6                   |                     |                     | 6                   | 5                   |                     |                     | 18                  |
| Майкл Макэлхаттон               | Русе Болтон                     |                     | 4                   | 7                   | 2                   | 4                   | 2                   |                     |                     | 19                  |
| Джонатан Прайс                  | Его Воробейшество               |                     |                     |                     |                     | 5                   | 7                   |                     |                     | 12                  |
| Джейкоб Андерсон                | Серый Червь                     |                     |                     | 5                   | 7                   | 5                   | 7                   | 4                   | 6                   | 34                  |
| Всего эпизодов                  | Всего эпизодов                  | 10                  | 10                  | 10                  | 10                  | 10                  | 10                  | 7                   | 6                   | 73                  |
| Общее количество главных героев | Общее количество главных героев | 18                  | 25                  | 28                  | 27                  | 28                  | 29                  | 23                  | 22                  | 44                  |

1. ↑  В финальной серии первого сезона Шон Бин указан в числе исполнителей главных ролей в титрах, однако сам актёр в этой серии не появляется (хотя его образ всё же был использован). Во флешбэк сценах шестого сезона роль Эддарда Старка в детстве исполнил Себастьян Крофт, а роль Эддарда Старка в молодости исполнил Роберт Арамайо. В шестой серии шестого сезона Роберт Арамайо присутствует в титрах, поскольку в данной серии присутствует отрывок из сцены с ним, показанной в финальной серии первого сезона.
2. ↑  Во флешбэк сценах пятого сезона роль юной Серсеи Ланнистер исполнила Нелл Уильямс.
3. ↑  В третьем сезоне роль Даарио Нахариса исполнил Эд Скрейн.
4. ↑  В первом и втором сезонах роль Томмена Баратеона исполнил Каллум Уорри. Дин-Чарльз Чэпмен в третьем сезоне исполнил роль Мартина Ланнистера.
5. ↑  В первом сезоне роль Якена Хгара исполнил неизвестный статист.

### Второстепенные герои
Следующие персонажи появились в десяти и более десяти эпизодах, при этом оставаясь второстепенными героями; или исполнители их ролей получили статус приглашённого актёра, чьё имя в титрах стоит отдельно, но при этом не были включены в основной состав.
| Актёр                      | Персонаж                      | Появление в сезонах | Появление в сезонах | Появление в сезонах | Появление в сезонах | Появление в сезонах | Появление в сезонах | Появление в сезонах | Появление в сезонах | Появление в сезонах |
| Актёр                      | Персонаж                      | 1                   | 2                   | 3                   | 4                   | 5                   | 6                   | 7                   | 8                   | Эпизоды             |
| -------------------------- | ----------------------------- | ------------------- | ------------------- | ------------------- | ------------------- | ------------------- | ------------------- | ------------------- | ------------------- | ------------------- |
| Дональд Самптер            | Мейстер Лювин                 | 7                   | 7                   |                     |                     |                     |                     |                     |                     | 14                  |
| Джейми Сивес               | Джори Кассель                 | 5                   |                     |                     |                     |                     |                     |                     |                     | 5                   |
| Рон Донахи                 | Родрик Кассель                | 9                   | 4                   |                     |                     |                     | 2                   |                     |                     | 15                  |
| Джозеф Моул                | Бенджен Старк                 | 3                   |                     |                     |                     |                     | 2                   | 1                   |                     | 6                   |
| Дар Салим                  | Квото                         | 6                   |                     |                     |                     |                     |                     |                     |                     | 6                   |
| Эсме Бьянко                | Рос                           | 5                   | 5                   | 4                   |                     |                     |                     |                     |                     | 14                  |
| Сьюзан Браун               | Септа Мордейн                 | 7                   |                     |                     |                     |                     |                     |                     |                     | 7                   |
| Арт Паркинсон              | Рикон Старк                   | 3                   | 5                   | 4                   |                     |                     | 2                   |                     |                     | 14                  |
| Нелл Тайгер Фри            | Мирцелла Баратеон             | 4                   | 4                   |                     |                     | 5                   | 1                   |                     |                     | 14                  |
| Кристиан Нэрн              | Уилис / Ходор                 | 5                   | 7                   | 5                   | 4                   |                     | 2                   |                     |                     | 23                  |
| Роксанна Макки             | Дореа                         | 6                   | 5                   |                     |                     |                     |                     |                     |                     | 11                  |
| Амрита Ашария              | Ирри                          | 8                   | 5                   |                     |                     |                     |                     |                     |                     | 13                  |
| Уилко Джонсон              | Илин Пейн                     | 3                   | 1                   |                     |                     |                     |                     |                     |                     | 4                   |
| Люк Барнс                  | Раст                          | 6                   |                     | 4                   | 2                   |                     |                     |                     |                     | 12                  |
| Оуэн Тил                   | Аллисер Торн                  | 4                   |                     |                     | 5                   | 7                   | 3                   |                     |                     | 19                  |
| Иэн Макэлхинни             | Барристан Селми               | 6                   |                     | 8                   | 7                   | 4                   |                     |                     |                     | 25                  |
| Френсис Маджи              | Йорен                         | 5                   | 2                   |                     |                     |                     |                     |                     |                     | 7                   |
| Джулиан Гловер             | Великий мейстер Пицель        | 8                   | 5                   | 3                   | 6                   | 5                   | 4                   |                     |                     | 31                  |
| Гетин Энтони               | Ренли Баратеон                | 5                   | 3                   |                     |                     |                     |                     |                     |                     | 8                   |
| Питер Вон                  | Мейстер Эймон                 | 3                   |                     | 1                   | 4                   | 3                   |                     |                     |                     | 11                  |
| Мильтос Йеролему           | Сирио Форель                  | 3                   |                     |                     |                     |                     |                     |                     |                     | 3                   |
| Марк Стэнли                | Гренн                         | 6                   | 5                   | 4                   | 7                   |                     |                     |                     |                     | 22                  |
| Джозеф Алтин               | Пипар                         | 6                   |                     | 1                   | 6                   |                     |                     |                     |                     | 13                  |
| Элиес Габел                | Ракхаро                       | 5                   | 2                   |                     |                     |                     |                     |                     |                     | 7                   |
| Юджин Саймон               | Лансель Ланнистер             | 5                   | 3                   |                     |                     | 5                   | 3                   |                     |                     | 16                  |
| Доминик Картер             | Янос Слинт                    | 4                   | 2                   |                     | 6                   | 3                   |                     |                     |                     | 15                  |
| Иман Эллиот                | Мариллион                     | 4                   |                     |                     |                     |                     |                     |                     |                     | 4                   |
| Кейт Дики                  | Лиза Аррен                    | 3                   |                     |                     | 2                   |                     |                     |                     |                     | 5                   |
| Лино Фасиоль               | Робин Аррен                   | 3                   |                     |                     | 3                   | 1                   | 1                   |                     | 1                   | 9                   |
| Наталия Тена               | Оша                           | 4                   | 6                   | 4                   |                     |                     | 2                   |                     |                     | 16                  |
| Клив Мантл                 | Большой Джон Амбер            | 3                   |                     |                     |                     |                     |                     |                     |                     | 3                   |
| Мия Сотериу                | Мирри Маз Дуур                | 3                   |                     |                     |                     |                     |                     |                     |                     | 3                   |
| Иэн Гелдер                 | Киван Ланнистер               | 3                   | 1                   |                     |                     | 3                   | 5                   |                     |                     | 12                  |
| Роберт Пью                 | Крастер                       |                     | 3                   | 2                   |                     |                     |                     |                     |                     | 5                   |
| Бен Кромптон               | Эддисон Толлетт               |                     | 5                   | 4                   | 7                   | 8                   | 5                   | 1                   | 4                   | 34                  |
| Бен Хоуки                  | Пирожок                       | 1                   | 7                   | 2                   | 1                   |                     |                     | 1                   |                     | 12                  |
| Эрос Влахос                | Ломми Зеленорукий             | 1                   | 3                   |                     |                     |                     |                     |                     |                     | 4                   |
| Стивен Коул                | Коварро                       |                     | 7                   |                     |                     |                     |                     |                     |                     | 7                   |
| Керр Логан                 | Маттос Сиворт                 |                     | 4                   |                     |                     |                     |                     |                     |                     | 4                   |
| Тони Уэй                   | Донтос Холлард                |                     | 3                   |                     | 3                   |                     |                     |                     |                     | 6                   |
| Иэн Битти                  | Мерин Трант                   | 2                   | 3                   | 3                   | 4                   | 6                   |                     |                     |                     | 18                  |
| Анди Бекуит                | Рорж                          | 1                   | 3                   |                     | 1                   |                     |                     |                     |                     | 5                   |
| Джемма Уилан               | Яра Грейджой                  |                     | 4                   | 1                   | 1                   |                     | 6                   | 2                   | 2                   | 16                  |
| Дэниел Портман             | Подрик Пейн                   |                     | 4                   | 5                   | 7                   | 6                   | 5                   | 3                   | 5                   | 35                  |
| Финн Джонс                 | Лорас Тирелл                  | 1                   | 5                   | 5                   | 3                   | 4                   | 2                   |                     |                     | 20                  |
| Хафтор Юлиус Бьёрнссон     | Григор Клиган / Роберт Стронг | 2                   | 3                   |                     | 3                   | 1                   | 6                   | 4                   | 3                   | 22                  |
| Нонсо Анози                | Ксаро Ксоан Даксос            |                     | 5                   |                     |                     |                     |                     |                     |                     | 5                   |
| Иэн Ханмор                 | Пиат Прей                     |                     | 5                   |                     |                     |                     |                     |                     |                     | 5                   |
| Ральф Айнесон              | Дагмер Щербатый               |                     | 5                   |                     |                     |                     |                     |                     |                     | 5                   |
| Саймон Армстронг           | Куорен Полурукий              |                     | 4                   |                     |                     |                     |                     |                     |                     | 4                   |
| Киаран Хайндс              | Манс-Налётчик                 |                     |                     | 3                   | 1                   | 1                   |                     |                     |                     | 5                   |
| Антон Лессер               | Квиберн                       |                     |                     | 4                   | 2                   | 5                   | 3                   | 5                   | 3                   | 22                  |
| Джон Стал                  | Рикард Карстарк               | 1                   | 2                   | 3                   |                     |                     |                     |                     |                     | 6                   |
| Дэн Хильдебранд            | Кразнис мо Наклоз             |                     |                     | 3                   |                     |                     |                     |                     |                     | 3                   |
| Дайана Ригг                | Оленна Тирелл                 |                     |                     | 5                   | 4                   | 2                   | 5                   | 2                   |                     | 18                  |
| Маккензи Крук              | Орелл                         |                     |                     | 6                   |                     |                     |                     |                     |                     | 6                   |
| Пол Кэй                    | Торос из Мира                 |                     |                     | 6                   |                     |                     | 1                   | 3                   |                     | 10                  |
| Ноа Тейлор                 | Локк                          |                     |                     | 5                   | 3                   |                     |                     |                     |                     | 8                   |
| Томас Броди Сангстер       | Жойен Рид                     |                     |                     | 6                   | 4                   |                     |                     |                     |                     | 10                  |
| Элли Кендрик               | Мира Рид                      |                     |                     | 5                   | 4                   |                     | 4                   | 3                   |                     | 16                  |
| Филип Макгинли             | Энгай                         |                     |                     | 6                   |                     |                     |                     |                     |                     | 6                   |
| Клайв Рассел               | Бринден Талли                 |                     |                     | 5                   |                     |                     | 2                   |                     |                     | 7                   |
| Тобиас Мензис              | Эдмур Талли                   |                     |                     | 5                   |                     |                     | 3                   |                     | 1                   | 9                   |
| Ричард Дормер              | Берик Дондаррион              | 1                   |                     | 4                   |                     |                     | 1                   | 4                   | 4                   | 14                  |
| Педро Паскаль              | Оберин Мартелл                |                     |                     |                     | 7                   |                     |                     |                     |                     | 7                   |
| Юрий Колокольников         | Стир                          |                     |                     |                     | 4                   |                     |                     |                     |                     | 4                   |
| Брайан Форчун              | Отелл Ярвик                   | 2                   |                     |                     | 3                   | 6                   | 3                   |                     |                     | 14                  |
| Тара Фицджеральд           | Селиса Баратеон               |                     | 1                   | 1                   | 3                   | 6                   |                     |                     |                     | 11                  |
| Роджер Эштон-Гриффитс      | Мейс Тирелл                   |                     |                     |                     | 4                   | 5                   | 4                   |                     |                     | 13                  |
| Керри Инграм               | Ширен Баратеон                |                     |                     | 2                   | 3                   | 5                   |                     |                     |                     | 10                  |
| Бренок О’Коннор            | Олли                          |                     |                     |                     | 5                   | 9                   | 3                   |                     |                     | 17                  |
| Джоэл Фрай                 | Хиздар зо Лорак               |                     |                     |                     | 2                   | 6                   |                     |                     |                     | 8                   |
| Уилл Тюдор                 | Оливар                        |                     |                     | 1                   | 2                   | 4                   |                     |                     |                     | 7                   |
| Майкл Кондрон              | Боуэн Марш                    |                     |                     |                     |                     | 7                   | 3                   |                     |                     | 10                  |
| Александр Сиддиг           | Доран Мартелл                 |                     |                     |                     |                     | 4                   | 1                   |                     |                     | 5                   |
| Деобия Опарей              | Арео Хотах                    |                     |                     |                     |                     | 5                   | 1                   |                     |                     | 6                   |
| Тоби Себастьян             | Тристан Мартелл               |                     |                     |                     |                     | 4                   | 1                   |                     |                     | 5                   |
| Фэй Марсей                 | Бродяжка                      |                     |                     |                     |                     | 4                   | 7                   |                     |                     | 11                  |
| Шарлотта Хоуп              | Миранда                       |                     |                     | 1                   | 2                   | 4                   | 1                   |                     |                     | 8                   |
| Элизабетт Уэбстер          | Уолда Болтон                  |                     |                     |                     | 1                   | 3                   | 1                   |                     |                     | 5                   |
| Кейша Касл-Хьюз            | Обара Сэнд                    |                     |                     |                     |                     | 5                   | 2                   | 1                   |                     | 8                   |
| Розабелла Лауренти Селлерс | Тиена Сэнд                    |                     |                     |                     |                     | 5                   | 2                   | 2                   |                     | 9                   |
| Джессика Хенвик            | Нимерия Сэнд                  |                     |                     |                     |                     | 5                   | 2                   | 1                   |                     | 8                   |
| Ханна Уэддингем            | Септа Юнелла                  |                     |                     |                     |                     | 3                   | 5                   |                     |                     | 8                   |
| Стаз Наир                  | Квоно                         |                     |                     |                     |                     |                     | 3                   | 4                   | 4                   | 11                  |
| Макс фон Сюдов             | Трёхглазый Ворон              |                     |                     |                     | 1                   |                     | 3                   |                     |                     | 4                   |
| Иэн Уайт                   | Вун Вун                       |                     |                     |                     |                     | 2                   | 3                   |                     |                     | 5                   |
| Каэ Александр              | Листочек                      |                     |                     |                     | 1                   |                     | 3                   |                     |                     | 4                   |
| Белла Рамзи                | Лианна Мормонт                |                     |                     |                     |                     |                     | 3                   | 2                   | 4                   | 9                   |
| Джим Бродбент              | Архимейстер Эброз             |                     |                     |                     |                     |                     |                     | 4                   |                     | 4                   |
| Пилу Асбек                 | Эурон Грейджой                |                     |                     |                     |                     |                     | 2                   | 4                   | 3                   | 9                   |
| Руперт Ванситтарт          | Йон Ройс                      |                     |                     |                     | 1                   | 1                   | 2                   | 5                   | 4                   | 13                  |
| Ричард Райкрофт            | мейстер Волкан                |                     |                     |                     |                     |                     | 2                   | 6                   | 4                   | 12                  |
| Джеймс Фолкнер             | Рендилл Тарли                 |                     |                     |                     |                     |                     | 1                   | 4                   |                     | 5                   |
| Том Хоппер                 | Дикон Тарли                   |                     |                     |                     |                     |                     | 1                   | 4                   |                     | 5                   |
| Владимир Фурдик            | Король Ночи                   |                     |                     |                     | 2                   | 1                   | 2                   | 4                   | 1                   | 10                  |
| Эндрю МакКлэй              | Абердольф Длиннобородый       |                     |                     |                     |                     | 1                   | 2                   | 1                   | 6                   | 10                  |
| Меган Паркинсон            | Элис Карстарк                 |                     |                     |                     |                     |                     |                     | 2                   | 3                   | 5                   |
| Всего эпизодов             | Всего эпизодов                | 10                  | 10                  | 10                  | 10                  | 10                  | 10                  | 7                   | 6                   | 73                  |

1. ↑  Во флешбэк сценах шестого сезона роль молодого Родрика Касселя исполнил Фергус Литем.
2. ↑  В первом и втором сезонах роль Мирцеллы Баратеон исполнила Эйми Ричардсон.
3. ↑  Во флешбэк сценах шестого сезона роль Уилиса (молодой Ходор) исполнил Сэм Коулман.
4. ↑  В первом сезоне роль Роржа исполнил неизвестный статист.
5. ↑  В первом сезоне роль Григора Клигана исполнил Конан Стивенс, а во втором сезоне — Иэн Уайт.
6. ↑  В первом сезоне роль Рикарда Карстарка исполнил Стив Блаунт.
7. ↑  В первом сезоне роль Берика Дондарриона исполнил Дэвид Майкл Скотт.
8. ↑  Во втором сезоне эпизодическую роль Селисы Баратеон исполнила Сара Маккивер.
9. ↑  В финальной серии четвёртого сезона эпизодическую роль Трёхглазого Ворона исполнил Струан Роджер, который также озвучил Трёхглазого Ворона во второй серии четвёртого сезона, но при этом в эпизоде он не появился и в титрах указан не был.
10. ↑  В финальной серии четвёртого сезона эпизодическую роль Листочек исполнила Октавия Александру.
11. ↑  В шестом сезоне эпизодическую роль Дикона Тарли исполнил Фредди Строма.
12. ↑  В 4 и 5 сезонах роль Короля Ночи исполнил Ричард Брейк.

### Гостевой состав
| Актёр                          | Персонаж                      | Появление в сезонах | Появление в сезонах | Появление в сезонах | Появление в сезонах | Появление в сезонах | Появление в сезонах | Появление в сезонах | Появление в сезонах | Появление в сезонах |
| Актёр                          | Персонаж                      | 1                   | 2                   | 3                   | 4                   | 5                   | 6                   | 7                   | 8                   | Эпизоды             |
| ------------------------------ | ----------------------------- | ------------------- | ------------------- | ------------------- | ------------------- | ------------------- | ------------------- | ------------------- | ------------------- | ------------------- |
| Джон Стэндинг                  | Джон Аррен                    | 1                   |                     |                     |                     |                     |                     |                     |                     | 1                   |
| Бронсон Уэбб                   | Уилл                          | 1                   |                     |                     |                     |                     |                     |                     |                     | 1                   |
| Роб Остлер                     | Уэймар Ройс                   | 1                   |                     |                     |                     |                     |                     |                     |                     | 1                   |
| Дермонт Кини                   | Гаред                         | 1                   |                     |                     |                     |                     |                     |                     |                     | 1                   |
| Роджер Аллам                   | Иллирио Мопатис               | 2                   |                     |                     |                     |                     |                     |                     |                     | 2                   |
| Дэвид Брэдли                   | Уолдер Фрей                   | 1                   |                     | 2                   |                     |                     | 2                   | 1                   |                     | 6                   |
| Эндрю Уайлд                    | Тобхо Мотт                    | 1                   | 1                   |                     |                     |                     |                     |                     |                     | 2                   |
| Антония Кристоферс             | Мэйген                        | 1                   | 1                   |                     |                     |                     |                     |                     |                     | 2                   |
| Рой Дотрис                     | Галлин                        |                     | 2                   |                     |                     |                     |                     |                     |                     | 2                   |
| Энтони Моррис                  | Щекотун                       |                     | 2                   |                     |                     |                     |                     |                     |                     | 2                   |
| Лаура Прадельска               | Куэйта                        |                     | 2                   |                     |                     |                     |                     |                     |                     | 2                   |
| Джозефин Гиллан                | Марея                         |                     | 2                   | 1                   | 2                   | 1                   | 1                   |                     | 1                   | 8                   |
| Сара Дилан                     | Бернадетт                     |                     | 1                   | 1                   | 1                   |                     | 2                   | 1                   |                     | 6                   |
| Патрик Малахайд                | Бейлон Грейджой               |                     | 2                   | 1                   |                     |                     | 1                   |                     |                     | 4                   |
| Лусиан Мсамати                 | Салладор Саан                 |                     | 1                   | 1                   | 1                   |                     |                     |                     |                     | 3                   |
| Энди Келлегер                  | Полливер                      |                     | 2                   |                     | 1                   |                     |                     |                     |                     | 3                   |
| Иэн Уайт                       | Донго                         |                     |                     | 1                   | 2                   |                     |                     |                     |                     | 3                   |
| Марк Киллин                    | Меро                          |                     |                     | 1                   |                     |                     |                     |                     |                     | 1                   |
| Рамон Тикарам                  | Прендаль на Гхезн             |                     |                     | 1                   |                     |                     |                     |                     |                     | 1                   |
| Дин-Чарльз Чампан              | Мартин Ланнистер              |                     |                     | 2                   |                     |                     |                     |                     |                     | 2                   |
| Тимоти Гиббонс                 | Уиллем Ланнистер              |                     |                     | 2                   |                     |                     |                     |                     |                     | 2                   |
| Александра Доулинг             | Рослин Талли                  |                     |                     | 1                   |                     |                     |                     |                     |                     | 1                   |
| Джордж Джорджиу                | Раздал мо Эраз                |                     |                     | 1                   |                     |                     | 2                   |                     |                     | 3                   |
| Марк Гэттис                    | Тихо Несторис                 |                     |                     |                     | 1                   | 1                   |                     | 2                   |                     | 4                   |
| Бёрн Горман                    | Карл Таннер                   |                     |                     |                     | 2                   | 2                   |                     |                     |                     | 4                   |
| Биргитта Йорт Сёренсен         | Карси                         |                     |                     |                     |                     | 1                   |                     |                     |                     | 1                   |
| Энцо Чиленти                   | Еззан зо Каггаз               |                     |                     |                     |                     | 2                   | 2                   |                     |                     | 4                   |
| Захари Бахаров                 | Лобода                        |                     |                     |                     |                     | 1                   |                     |                     |                     | 1                   |
| Мина Райанн                    | Вала                          |                     |                     |                     |                     | 2                   | 1                   |                     |                     | 3                   |
| Майкл Фист                     | Эйрон Грейджой (Мокроголовый) |                     |                     |                     |                     |                     | 2                   |                     |                     | 2                   |
| Иэн Макшейн                    | Рэй                           |                     |                     |                     |                     |                     | 1                   |                     |                     | 1                   |
| Дэвид Ринтул                   | Эйерис II Таргариен           |                     |                     |                     |                     |                     | 1                   |                     |                     | 1                   |
| Люк Робертс                    | Артур Дейн                    |                     |                     |                     |                     |                     | 1                   |                     |                     | 1                   |
| Саманта Спиро                  | Мелесса Тарли                 |                     |                     |                     |                     |                     | 1                   |                     |                     | 1                   |
| Ребекка Бенсон                 | Талла Тарли                   |                     |                     |                     |                     |                     | 1                   |                     |                     | 1                   |
| Аня Букштейн                   | Кинвара                       |                     |                     |                     |                     |                     | 1                   |                     |                     | 1                   |
| Эдди Джексон                   | Белико Паенемион              |                     |                     |                     |                     |                     | 2                   |                     |                     | 2                   |
| Йоуханнес Хёйкьюр Йоуханнессон | Лим Жёлтый Плащ               |                     |                     |                     |                     |                     | 2                   |                     |                     | 2                   |
| Гарри Грасбер                  | Нед Амбер                     |                     |                     |                     |                     |                     |                     | 2                   | 1                   | 3                   |
| Уилф Сколдинг                  | Рейгар Таргариен              |                     |                     |                     |                     |                     |                     | 1                   |                     | 1                   |
| Эд Ширан                       | Эдди                          |                     |                     |                     |                     |                     |                     | 1                   |                     | 1                   |
| Марк Рисман                    | Гарри Стрикленд               |                     |                     |                     |                     |                     |                     |                     | 2                   | 2                   |
| Всего эпизодов                 | Всего эпизодов                | 10                  | 10                  | 10                  | 10                  | 10                  | 10                  | 7                   | 6                   | 73                  |

## «Легенда»
| Дом Арренов Дом Баратеонов Дом Болтонов Дом Фреев | Дом Грейджоев Дом Ланнистеров Дом Мартеллов Дом Старков | Дом Таргариенов Дом Талли Дом Тиреллов Ночной Дозор | Люди Эссоса Люди Вестероса Королевский двор Обитатели Застенья |

## Основной состав
| Имя на русском | Имя на английском            | Актёр                                                                                       | Главная роль в сезонах | Второстепенная роль в сезонах | Количество эпизодов |  |
| --- | ---------------------------- | ------------------------------------------------------------------------------------------- | ---------------------- | ----------------------------- | ------------------- |  |
| |                              |                                                                                             |                        |                               |                     |  |
| Тирион Ланнистер (Бес) | Tyrion Lannister (Imp)       | Питер Динклэйдж                                                                             | 1, 2, 3, 4, 5, 6, 7, 8 | -                             | 67                  |  |
| Младший сын лорда Тайвина, брат Серсеи и Джейме, карлик. Мать Тириона умерла при его родах, в чём его постоянно винят родные. Тирион не отличается ростом и силой, имеет слабость к вину и доступным женщинам, но при этом очень умён, хитёр и часто пользуется тем, что другие недооценивают его. В начале 2 сезона по приказу отца прибыл в Королевскую Гавань, где приступил к обязанностям Десницы короля. Неоднократно защищал Сансу от издевательств короля Джоффри. Принял активное участие в Битве на Черноводной; награду за спасение Королевской Гавани потребовал у лорда Тайвина Утёс Кастерли, родовой замок Ланнистеров, но получил жёсткий отказ. В 8 серии третьего сезона Тайвин принудительно женил Тириона на Сансе Старк, но Тирион отказался консуммировать брак против её воли. Был объявлен виновным в отравлении Джоффри и посажен в темницу. На суде обвинил жителей Королевской Гавани в неблагодарности за их спасение в битве при Черноводной и потребовал суда поединком. За него вызвался сражаться Оберин Мартелл, жаждущий отомстить Григору Клигану за убийство своей сестры; Оберин пал в бою, и Тириона приговорили к смерти. В ночь перед казнью Джейме освободил брата, и тот перед бегством из города убил своего отца и бывшую любовницу Шаю, которую нашёл в его покоях. Вместе с Варисом отправился в Вольные Города. В Пентосе Варису удалось убедить его отправиться вместе с ним в Миэрин к Дейенерис Таргириен и помочь ей вернуть Железный Трон. В Волантисе был взят в плен Джорахом Мормонтом, вместе с ним попал в плен к работорговцу Малко и был продан на невольничьем аукционе работорговцу из Юнкая. В бойцовой яме Миэрина предстал перед Дейенерис Таргариен, затем стал её советником. В 10 серии 6 сезона получил от Дейенерис значок Десницы и отправился вместе с ней на завоевание Вестероса. В 7 сезоне Тирион Ланнистер прибывает на Драконий Камень вместе с Дейенерис Таргариен. В начале финального сезона Тирион прибывает с Дейенерис в Винтерфелл. В финале сериала становится десницей новоизбранного короля Брана Сломленного. |                              |                                                                                             |                        |                               |                     |  |
| |                              |                                                                                             |                        |                               |                     |  |
| |                              |                                                                                             |                        |                               |                     |  |
| Серсея Ланнистер | Cersei Lannister             | Лина Хиди                                                                                   | 1, 2, 3, 4, 5, 6, 7, 8 | -                             | 62                  |  |
| Дочь лорда Тайвина, сестра Тириона и сестра-близнец Джейме. Считает врагами всех, кто не принадлежит к дому Ланнистеров. В детстве колдунья Мейега напророчила ей, что она станет королевой, родит троих детей и всех их переживёт. Вышла замуж за Роберта Баратеона, когда последний, низвергнув Таргариенов, стал новым королём Вестероса. Имеет тайную кровосмесительную связь с Джейме, от которого родила всех своих детей; также состояла в интимной связи со своим кузеном Ланселем Ланнистером. По её приказу королю Роберту на охоте подали слишком крепкое вино, отчего он потерял бдительность и был смертельно ранен вепрем. После смерти мужа организовала переворот в пользу своего сына Джоффри, став королевой-регентшей. Убедила Сансу написать письмо Роббу и остальным Старкам с просьбой присягнуть на верность новому правителю Семи Королевств. Во время битвы на Черноводной чуть не отравила себя и Томмена. Выступила против задуманного Тайвином её брака с Лорасом Тиреллом, угрожая публично подтвердить слухи о её связи с Джейме. В 5 сезоне возродила Святое Воинство, секту религиозных фанатиков во главе с Его Воробейшейством, по приказу которого впоследствии была арестована, брошена в темницу и подвержена унизительному покаянному шествию по улицам Королевской Гавани. Должна была предстать перед Судом Семерых в Септе Бейлора, но взорвала Септу с помощью дикого огня, уничтожив всех воробьёв и младших Тиреллов, и после самоубийства своего сына Томмена стала новой правительницей Семи Королевств. Для вида пообещала Джону Сноу и Дейенерис поддержку в борьбе против Армии Мёртвых, намереваясь переждать войну в Вестеросе. Выплатив Железному Банку весь долг короны захваченным золотом Хайгардена, наняла войско Золотых Мечей. В начале финального сезона получает от Эурона Грейджоя армию наёмников. Погибла с Джейме под обломками замка. |                              |                                                                                             |                        |                               |                     |  |
| |                              |                                                                                             |                        |                               |                     |  |
| Дейенерис Таргариен | Daenerys Targaryen           | Эмилия Кларк                                                                                | 1, 2, 3, 4, 5, 6, 7, 8 | -                             | 62                  |  |
| Младший ребёнок Эйриса II. «Принцесса в изгнании», «Матерь драконов». Также получила прозвище «Бурерождённая», потому что в ночь её рождения на море была сильная буря, уничтожившая флот Таргариенов. Ещё до взятия Драконьего Камня Станнисом Баратеоном сумела бежать вместе с братом Визерисом в Вольные Города, нашла убежище в Пентосе у магистра Иллирио Мопатиса. Была выдана братом замуж за кхала Дрого, став кхалиси дотракийцев. На неё было совершено несколько покушений, в том числе по приказу Роберта Баратеона. Нашла верного соратника в лице Джораха Мормонта. В одном из набегов спасла лхазарянскую ведунью, которая впоследствии отомстила ей, фактически убив и Дрого, и нерождённого сына Дейенерис. На свадьбу получила в дар 3 окаменелых драконьих яйца, которые положила в погребальный костёр супруга, после чего из яиц вылупились три дракона. После скитаний по Красной Пустыне с остатками кхаласара Дрого нашла приют в Кварте, где стала свидетельницей государственного переворота. Приобретя армию Безупречных в Астапоре, начала войну с работорговцами. Захватила Юнкай, бывшие рабы которого назвали её «Миса», что по-валирийски означает «мать». Стала королевой Миэрина, где вела войну с сектой убийц Дети Гарпии. В 5 сезоне увидела в бойцовой яме Миэрина изгнанного ею Джораха, привёзшего ей в искупление вины Тириона Ланнистера, которого назначила своим советником. В начале 6 сезона встретилась с кхалом Моро, который намеревался отправить её в Вэйс Дотрак, чтобы она разделила участь всех вдов кхалов. Устроила пожар в священном шатре, в котором все кхалы сгорели заживо, а Дейенерис осталась невредимой. Рассталась с Джорахом, приказав ему вылечиться от серой хвори, и повела орду дотракийцев на Миэрин, где уничтожила флот работорговцев. Оставив Миэрин на попечение своего любовника Даарио Нахариса, отправилась на завоевание Вестероса. В начале 7 сезона прибыла на Драконий Камень, где провела совет с новыми союзниками. Встретилась с Джоном Сноу, пообещав помощь в борьбе с Армией Мёртвых, если он преклонит перед ней колено. Пришла на помощь Джону Сноу во время его экспедиции в Застенье, после чего между ними возникла любовная связь. В начале финального сезона Дейенерис прибывает в Винтерфелл, где впервые встречается с Сансой Старк. В финале сериала погибает от рук Джона Сноу. Дрогон уносит её тело на восток.                                                                    |                              |                                                                                             |                        |                               |                     |  |
| |                              |                                                                                             |                        |                               |                     |  |
| |                              |                                                                                             |                        |                               |                     |  |
| |                              |                                                                                             |                        |                               |                     |  |
| Джон Сноу (Эйгон Таргариен) | Jon Snow (Aegon Targaryen)   | Кит Харингтон                                                                               | 1, 2, 3, 4, 5, 6, 7, 8 | -                             | 62                  |  |
| Тайный сын Лианны Старк, сестры лорда Эддарда, и принца Драконьего Камня Рейегара Таргариена; при рождении получил имя Эйгон. Воспитывался как бастард Эддарда Старка. Прозвища — Лорд Сноу, Белый Волк. Имеет лютоволка-альбиноса по кличке Призрак. В начале 1 сезона поступил на службу в Ночной Дозор, стал личным стюардом главы Ночного Дозора Джиора Мормонта, которого спас от живого мертвеца. Принял под свою защиту новобранца Сэмвелла Тарли. Пытался дезертировать со Стены, когда узнал о казни лорда Эддарда, однако друзья отговорили его. Во время похода за Стену встретил одичалую разведчицу Игритт, с которой у него завязались отношения. Попал в плен к одичалым, но сумел бежать, хотя едва не был убит Игритт. В 4 сезоне возглавил оборону Чёрного Замка от армии Манса Налётчика, во время которой погибла Игритт. Совершил удачную вылазку против мятежников Дозора, убивших Джиора Мормонта. В 5 сезоне возглавил Ночной Дозор, заключил перемирие с одичалыми. Во время похода в Суровый Дом убедил одичалых переселиться на земли Дара, в сражении с Иными и живыми мертвецами убил Белого Ходока своим мечом из валирийской стали. Вместе с Тормундом привёл выживших одичалых из Сурового Дома на Стену. За перемирие с одичалыми был заколот чёрными братьями в ходе заговора. Благодаря магии Мелисандры воскрес из мёртвых. Казнив заговорщиков, передал пост Лорда-Командующего Скорбному Эдду. Воссоединился с Сансой, согласившись отбить Винтерфелл у Рамси Болтона. В Битве Бастардов чудом выжил, но не смог спасти Рикона Старка. В конце 6 сезона был провозглашён Королём Севера. В начале 7 сезона провёл большой совет в Винтерфелле и отправился на Драконий Камень, где с разрешения Дейенерис начал добычу драконьего стекла. Вместе с Джорахом, Джендри, Тормундом, Псом, Торосом и Бериком Дондаррионом отправился в экспедицию в Застенье, в ходе которой сумел взять в плен упыря. В конце 7 сезона присягнул на верность Дейенерис, с которой у него возникла любовная связь. В начале финального сезона Джон Сноу прибывает в Винтерфелл вместе с Дейенерис Таргариен, где он воссоединяется со своими двоюродными сёстрами и двоюродным братом. Является законным наследником Железного трона. Поняв, что его возлюбленная, Дейенерис Таргариен, желает подчинить себе не только Семь королевств, но и весь мир, заколол её кинжалом, за что был отправлен новоиспечённым королём Браном Старком в пожизненную ссылку на Север. |                              |                                                                                             |                        |                               |                     |  |
| |                              |                                                                                             |                        |                               |                     |  |
| Санса Старк | Sansa Stark                  | Софи Тёрнер                                                                                 | 1, 2, 3, 4, 5, 6, 7, 8 | -                             | 59                  |  |
| Старшая дочь Эддарда Старка. Была обручена с Джоффри Баратеоном. После назначения её отца на должность Десницы приехала вместе с ним и Арьей в Королевскую Гавань. Была свидетельницей казни отца, после этого возненавидела Джоффри, но так как находилась у него в плену, старалась не показывать этого и достойно переносила все его издевательства. Позже Джоффри было позволено расторгнуть помолвку с ней как с дочерью предателя, чтобы жениться на Маргери Тирелл. В 3 сезоне была насильно выдана замуж за Тириона Ланнистера. После отравления Джоффри сбежала при содействии Мизинца и спасённого ею рыцаря Донтоса Холларда в Долину Аррен, на время приняв имя Алейны Стоун. Была спасена Мизинцем от своей тёти Лизы Аррен, когда та пыталась убить её в приступе ревности. Мизинец организовал её помолвку с Рамси Болтоном под предлогом помочь ей вернуться в родовой замок. Выйдя замуж за Рамси, в первую же ночь подверглась насилию с его стороны. В 5 сезоне сбежала вместе с Теоном от Рамси, спрыгнув со стены Винтерфелла. Вместе с Бриенной, спасшей её от погони Болтонов, прибыла на Стену, где воссоединилась с Джоном. Участвовала в военном совете в Чёрном замке, в переговорах с лордами Севера. После победы в Битве Бастардов скормила Рамси заживо его собакам. В 7 сезоне Джон Сноу, отправляясь на Драконий Камень, передал ей все полномочия. Воссоединилась с Браном и Арьей. Публично уличила Мизинца в многократном предательстве, после чего тот был убит Арьей. В начале финального сезона Санса Старк воссоединяется со своим двоюродным братом Джоном Сноу в Винтерфелле, а также встречает Дейенерис Таргариен. В финале сериала добивается полной независимости Севера и становится его единоличной правительницей. |                              |                                                                                             |                        |                               |                     |  |
| |                              |                                                                                             |                        |                               |                     |  |
| Арья Старк | Arya Stark                   | Мэйси Уильямс                                                                               | 1, 2, 3, 4, 5, 6, 7, 8 | -                             | 59                  |  |
| Младшая дочь лорда Эддарда Старка. С детства мечтала стать «рыцарем», нежели леди. Отправляясь в Королевскую Гавань, получила в подарок от Джона Сноу тонкий меч, который назвала Иглой. Из-за конфликта с Джоффри Баратеоном прогнала от себя лютоволка Нимерию, спасая ей жизнь. Обучалась фехтованию с Сирио Форелем. Во время устроенного Серсеей переворота сбежала из дворца. Стала свидетельницей публичного признания своего отца в измене и его казни. Сбежала из Королевской Гавани с новобранцами Ночного Дозора. В какой-то момент начала периодически повторять имена тех, кто причинил вред её семье, составив таким образом список людей, с которыми она должна расправиться. Была захвачена в плен и провела некоторое время в Харренхолле, где прислуживала лорду Тайвину Ланнистеру, не знавшему, кто перед ним; сбежала при содействии Якена Хгара, члена тайного общества убийц Безликие. Попала к Братству без знамён, где встретила ушедшего со службы в Королевской Гавани Сандора Клигана, который решил доставить её родственникам за выкуп. После поражения Пса в схватке с Бриенной Тарт бросила его на произвол судьбы. В 5 сезоне прибыла в Браавос, где встретилась с Якеном Хгаром и поступила на обучение в Чёрно-Белый дом, храм Безликих. Получила от Якена задание убить страховщика, но вместо этого, без спроса взяв лицо из Чёрно-Белого Дома, убила приехавшего в Браавос сира Меррина Транта, попавшего в её «список», и в наказание была лишена зрения. Став нищенкой, продолжала обучение с Безликой по имени Бродяжка, затем была взята обратно в Чёрно-Белый Дом, где после долгих тренировок Якен Хгар вернул ей зрение. Получила от Якена задание убить актрису Леди Крейн, которое снова не выполнила, проникшись симпатией к актрисе, за что подверглась нападению и преследованию Бродяжки. Убив Бродяжку, ушла из Чёрно-Белого Дома и отправилась домой. В 6 сезоне прибыла в Вестерос, убила лорда Уолдера Фрея, затем, приняв его облик, отравила всех представителей мужского пола из рода Фреев. Вернулась в Винтерфелл, где Мизинец попытался поссорить её с Сансой. Убила Мизинца после того, как Санса публично уличила его в многократном предательстве. В начале финального сезона Арья воссоединяется с Джоном Сноу в Винтерфелле. Уничтожила Короля Ночи, вонзив в него валирийский кинжал. В финале сериала отправляется в путешествие на запад.                                                                           |                              |                                                                                             |                        |                               |                     |  |
| |                              |                                                                                             |                        |                               |                     |  |
| Джейме Ланнистер | Jaime Lannister              | Николай Костер-Вальдау                                                                      | 1, 2, 3, 4, 5, 6, 7, 8 | -                             | 55                  |  |
| Сын лорда Тайвина, брат Тириона, брат-близнец Серсеи. Рыцарь, впоследствии лорд-командующий Королевской Гвардии. Первоклассный фехтовальщик, неоднократный победитель различных турниров. Имеет тайную связь с Серсеей, отец всех её детей. Получил прозвище Цареубийца после того, как во время восстания Роберта Баратеона убил Эйриса II Таргариена, Безумного Короля. Во время визита в Винтерфелл столкнул Брана Старка, заставшего близнецов Ланнистеров за половым актом, с окна башни, из-за чего тот стал калекой. Потерпев поражение в битве при Шепчущем Лесе, попал в плен к Роббу Старку. Совершил неудачную попытку побега, во время которой убил Элтона Ланнистера и Торрхена Карстарка. Был отпущен леди Кейтилин «в обмен» на её дочерей. Вместе с Бриенной Тарт был схвачен людьми Болтонов, их вожак Локк отрубил ему кисть правой руки; позже Квиберн сделал ему золотой протез. По возвращении в Королевскую Гавань пытался научиться сражаться левой рукой под руководством Бронна. В 4 сезоне получил в подарок от отца меч Верный Клятве — один из двух, отлитых из переплавленного валирийского меча Эддарда Старка, — который затем передал Бриенне. Помог Тириону бежать из темницы после вынесения ему смертного приговора. В 5 сезоне отправился вместе с Бронном в Дорн за Мирцеллой, которая умерла у него на руках по дороге домой. В 6 сезоне по просьбе Серсеи и по приказу Томмена отправился вместе с Бронном в Речные Земли, чтобы помочь Фреям вновь овладеть сданным ими Риверраном. В 7 сезоне захватил Хайгарден, предложил леди Оленне смерть от яда, который она приняла, успев признаться, что организовала отравление Джоффри. На обратном пути армия Джейме была атакована армией дотракийцев, сам он едва не погиб от огня Дрогона, но был спасён Бронном. После переговоров в Драконьем Логове, поняв, что Серсея заключила перемирие лишь для вида, оставил её и отправился на Север. В начале финального сезона Джейме прибывает в Винтерфелл, где его встречает Бран. Погиб вместе с Серсеей под обломками замка. |                              |                                                                                             |                        |                               |                     |  |
| |                              |                                                                                             |                        |                               |                     |  |
| Джорах Мормонт | Jorah Mormont                | Иэн Глен                                                                                    | 1, 2, 3, 4, 5, 6, 7, 8 | -                             | 52                  |  |
| Сын лорда-командующего Ночного Дозора Джиора Мормонта. Был изгнан из Вестероса за работорговлю. Некоторое время был наёмником, затем стал спутником и телохранителем Дейенерис, к которой испытывает романтические чувства, однако не решается заявить о них. Среди дотракийцев имел прозвище Андал. Принял активное участие в войне Дейенерис с работорговцами. В 4 сезоне Дейенерис прогнала его, узнав, что он изначально был подослан к ней в качестве шпиона. В 5 сезоне взял в плен Тириона в Волантисе, надеясь привезти его Дейенерис и тем искупить вину. Во время путешествия через Валирию спас Тириона от каменных людей, но сам заразился серой хворью. Был схвачен вместе с Тирионом людьми работорговца Малко, был продан в бойцовые ямы Миэрина, где представил Дейенерис Тириона. Был вторично изгнан Дейенерис, позднее вернулся в ямы как простой боец. Стал победителем боёв в Яме Дазнака, позднее участвовал в схватке с Детьми Гарпии. В Вэйс Дотраке вместе с Даарио помог организовать поджог, в котором погибли кхалы, державшие Дейенерис в плену. Расстался с Дейенерис из-за серой хвори, получил от неё приказ вылечиться и вернуться. Чтобы найти лекарство, поехал в Старомест, где был исцелён от серой хвори Сэмом Тарли. Познакомившись с Джоном Сноу на Драконьем Камне, отправился в составе его отряда в Застенье. В начале финального сезона Джорах Мормонт вместе с Дейенерис Таргариен прибывает в Винтерфелл. Погиб от многочисленных ран в попытке защитить Дейенерис Таргариен от мертвецов Короля Ночи. |                              |                                                                                             |                        |                               |                     |  |
| |                              |                                                                                             |                        |                               |                     |  |
| Теон Грейджой (Вонючка) | Theon Greyjoy («Reek»)       | Альфи Аллен                                                                                 | 1, 2, 3, 4, 5, 6, 7, 8 | -                             | 47                  |  |
| Младший сын Бейлона Грейджоя, лорда Железных островов. Прозвище — Перевёртыш. Заложник и воспитанник Эддарда Старка. По поручению Робба Старка отправился на переговоры о союзе с железнорождёнными. Был принят отцом и сестрой Ярой очень холодно. Вспомнив о долге перед своим домом, вступил в войну на стороне Грейджоев и атаковал крепость Торрхенов Удел. Во 2 сезоне захватил Винтерфелл, чем заслужил ненависть местных жителей; обезглавил пленённого его людьми Родрика Касселя. Упустив Брана и Рикона, под видом их трупов вывесил на воротах донжона Винтерфелла сожжённые трупы детей местного фермера. Был выдан железнорождёнными Рамси Болтону. В 3 сезоне стал Вонючкой — оскоплённым рабом Рамси Болтона. В 4 сезоне отказался вернуться на Железные Острова с приехавшей для его спасения Ярой, заставил железнорождённых сдать Ров Кайлин Болтонам. В 5 сезоне принял участие в свадьбе Рамси и Сансы, стал свидетелем их первой брачной ночи. Убив Миранду, бежал вместе с Сансой из Винтерфелла; от преследователей их спасли Бриенна и Подрик. Вернулся на Пайк, где узнал о смерти отца. Принял участие в Вече Железнорождённых, на котором поддержал Яру в качестве правителя Железных Островов, но сбежал вместе с ней на лучших кораблях Железного Флота после избрания королём Эурона. Вместе с Ярой заключил союз с Дейенерис и Тирионом. Спасся во время нападения Эурона на флот Яры, был подобран экипажем одного из кораблей. Побывав на Драконьем Камне, отправился на спасение Яры. В начале финального сезона спасает свою сестру из плена и отправляется в Винтерфелл. Погиб, защищая Брана от Короля Ночи. |                              |                                                                                             |                        |                               |                     |  |
| |                              |                                                                                             |                        |                               |                     |  |
| |                              |                                                                                             |                        |                               |                     |  |
| Сэмвелл Тарли | Samwell Tarly                | Джон Брэдли                                                                                 | 2, 3, 4, 5, 6, 7, 8    | 1                             | 47                  |  |
| Старший сын лорда Рогова Холма Рендилла Тарли, брат Ночного Дозора. С детства был труслив и слаб, тренировкам с мечом предпочитал чтение. В Ночном дозоре его не затравили только благодаря Джону Сноу. Принял участие в походе Джиора Мормонта в Застенье, во время которого познакомился с одичалой Лилли. В 3 сезоне, защищая Лилли, случайно убил Белого Ходока. В 5 сезоне произнёс речь в защиту Джона Сноу перед выборами главы Ночного Дозора, затем отправился вместе с Лилли и её ребёнком в Старомест, мечтая выучиться на мейстера. В 6 сезоне прибыл в Рогов Холм, где был холодно принят своим отцом. Ушёл из Рогова Холма вместе с Лилли и её ребёнком, взяв фамильный валирийский меч Губитель Сердец. В 7 сезоне прибыл в Старомест, где тайком взял из тайной секции библиотеки книгу со сведениями о залежах драконьего стекла на Драконьем Камне. Исцелил Джораха от серой хвори. Разочаровавшись, покинул Цитадель Староместа вместе с Лилли и её сыном. В конце 7 сезона, прибыв в Винтерфелл, встретился с Браном; совместно они установили происхождение Джона Сноу. В начале финального сезона узнаёт от Дейенерис о гибели своего отца и младшего брата. В финале сериала становится Великим мейстером Красного Замка. |                              |                                                                                             |                        |                               |                     |  |
| |                              |                                                                                             |                        |                               |                     |  |
| |                              |                                                                                             |                        |                               |                     |  |
| Варис | Varys                        | Конлет Хилл                                                                                 | 2, 3, 4, 5, 6, 7, 8    | 1                             | 46                  |  |
| Евнух по прозвищу Паук, член Малого совета. Мастер над шептунами (шпионами), всюду имеет детей-шпионов («пташек»). Во 2 сезоне помог Тириону укрепить оборону Королевской Гавани и пристроить Шаю в служанки к Сансе. После того как Тириону вынесли смертный приговор, помог ему бежать из тюрьмы, вместе с ним отправился в Вольные Города. Прибыв в Пентос, уговорил Тириона ехать вместе с ним в Миэрин и поступил на службу к Дейенерис. В Дорне встретился с Элларией Сэнд и леди Оленной, которые предоставили Дейенерис флот Дорна и Хайгардена для завоевания Вестероса. В начале финального сезона Варис прибывает с Дейенерис в Винтерфелл. Первым понял, что Дейенерис — тиран, желающий власти, за что и был ею казнён. |                              |                                                                                             |                        |                               |                     |  |
| |                              |                                                                                             |                        |                               |                     |  |
| Давос Сиворт | Davos Seaworth               | Лиам Каннингем                                                                              | 2, 3, 4, 5, 6, 7, 8    | -                             | 42                  |  |
| Бывший контрабандист. Служил Станнису Баратеону, затем стал соратником Джона Сноу. Родом из Блошиного Конца Королевской Гавани. В молодости спас гарнизон Штормового Предела от голодной смерти, но Станнис собственноручно отсёк ему часть пальцев на руке за прошлые грехи. После смерти короля Роберта был послан Станнисом на переговоры со Штормовыми Лордами для привлечения их к борьбе за трон, однако потерпел неудачу, так как лорды хранили верность Ренли. Присутствовал при рождении Мелисандрой колдовской Тени. Участвовал в битве при Черноводной, был заброшен на необитаемый островок, откуда его спас Салладор Саан. По прибытии на Драконий Камень был на некоторое время брошен в темницу за попытку покушения на Мелисандру. Спас Джендри от смерти на жертвенном костре. В 4 сезоне расположил к Станнису Железный Банк Браавоса. В 6 сезоне обнаружил убитого Джона Сноу и обратился к Мелисандре с просьбой попытаться воскресить его. Во время похода на Винтерфелл нашёл место сожжения Ширен, обличил Мелисандру, после чего она была изгнана с Севера под угрозой смерти. В 7 сезоне отправился вместе с Джоном Сноу на Драконий Камень для переговоров с Дейенерис. Контрабандой доставил в Королевскую Гавань Тириона для переговоров с Джейме, сам тем временем отыскал Джендри и привёз его на Драконий Камень. В начале финального сезона Давос прибывает с Джоном Сноу в Винтерфелл. |                              |                                                                                             |                        |                               |                     |  |
| |                              |                                                                                             |                        |                               |                     |  |
| Бриенна Тарт | Brienne of Tarth             | Гвендолин Кристи                                                                            | 4, 5, 6, 7, 8          | 2, 3                          | 42                  |  |
| Воительница, дочь одного из лордов-знаменосцев Баратеонов. Служила в Королевской Гвардии короля Ренли, после его убийства была вынуждена бежать вместе с леди Кейтилин Старк, поклявшись отомстить Станнису за смерть Ренли. Сопровождала Джейме Ланнистера в Королевскую Гавань после его освобождения из плена Робба Старка, вместе с ним оказалась в плену у людей Болтонов. Будучи пленницей Локка, чуть не погибла в медвежьей яме Харренхолла, но была спасена Джейме. В Королевской Гавани получила от Джейме его валирийский меч Верный Клятве и вместе с Подриком Пейном отправилась на поиски дочерей лорда Эддарда. В 4 сезоне натолкнулась в Долине Аррен на Арью в сопровождении Пса, над которым одержала победу в поединке. В начале 5 сезона встретила Мизинца и Сансу в гостинице, но была вынуждена спасаться бегством от людей Арренов; несмотря на неудачу, решила не упускать Сансу из вида. Обнаружив на поле Снежной битвы под Винтерфеллом смертельно раненного Станниса, казнила его за убийство брата. В 6 сезоне вместе с Подриком спасла Сансу и Теона от высланной Болтонами погони, затем сопровождала Сансу на Стену, где та воссоединилась с Джоном Сноу. В начале финального сезона Бриенна Тарт воссоединяется с Сансой Старк в Винтерфелле. |                              |                                                                                             |                        |                               |                     |  |
| |                              |                                                                                             |                        |                               |                     |  |
| Петир Бейлиш (Мизинец) | Petyr Baelish (Littlefinger) | Эйдан Гиллен                                                                                | 1, 2, 3, 4, 5, 6, 7    | -                             | 41                  |  |
| Лорд-владетель Перстов на востоке Долины Аррен, владелец публичного дома в Королевской Гавани. В годы правления Роберта Баратеона входил в состав Малого совета в качестве мастера над монетой (казначея). Испытывал тёплые чувства к Кейтилин Старк, с которой вместе рос, будучи воспитанником лорда Хостера Талли. Один из организаторов смерти Джона Аррена. Преследуя личные интересы, предал Эддарда Старка и обрёк его на казнь, заслужив благодарность Джоффри и титул лорда Харренхола. Отплыл в Долину Аррен, чтобы по повелению Тайвина Ланнистера стать мужем Лизы Аррен. Организовал побег Сансы из Королевской Гавани после отравления Джоффри. Убил Лизу Аррен, представив её смерть как самоубийство, и стал лордом-регентом Орлиного Гнезда. В 5 сезоне отправился вместе с Сансой на Север, устроив её помолвку с Рамси Болтоном. В 6 сезоне привёл армию Долины Аррен на помощь Джону и Сансе во время Битвы Бастардов. После воссоединения Сансы с Арьей пытался поссорить их. Погиб от руки Арьи после того, как Санса публично уличила его в многократном предательстве. |                              |                                                                                             |                        |                               |                     |  |
| |                              |                                                                                             |                        |                               |                     |  |
| Брандон (Бран) Старк | Brandon (Bran) Stark         | Айзек Хэмпстед-Райт                                                                         | 1, 2, 3, 4, 6, 7, 8    | -                             | 40                  |  |
| Средний сын лорда Эддарда. Имея обыкновение лазить по стенам Винтерфелла, случайно застал Серсею и Джейме за половым актом, после чего Джейме столкнул его с окна, сделав калекой. Находясь в коме, был спасён леди Кейтилин Старк и своим лютоволком от наёмного убийцы. Когда его брат Робб отправился в поход на Королевскую Гавань, остался управлять Винтерфеллом при помощи мейстера Лювина. Подружился с одичалой Ошей, взятой в плен Роббом и Теоном. Его сны оказывались пророческими, в том числе он неоднократно видел в них своих родителей и трёхглазого ворона. После нападения Теона на Винтерфелл был спасён Ошей, некоторое время прятался в крипте. Вместе с Риконом, Ошей и Ходором отправился за Стену на поиски трёхглазого ворона; по пути к ним присоединились Жойенн и Мира. Недолго пробыв в плену у мятежников из Ночного Дозора, оказался в пещере Бриндена Риверса — трёхглазого ворона, возле которой был спасён Детьми Леса от упырей. Проходя обучение под руководством трёхглазого ворона, видел прошлое своих близких, обстоятельства возникновения Белых Ходоков. После нападения упырей на пещеру спасся благодаря своим спутникам, из которых выжила только Мира; после гибели Бриндена Риверса стал новым Трёхглазым Вороном. Вместе с Мирой добрался до богорощи Чёрного Замка, увидел в своих видениях сына Лианны Старк, которым оказался Джон Сноу. В 7 сезоне вместе с Мирой прибыл на Стену, оттуда вернулся в Винтерфелл. Получил от Мизинца валирийский кинжал, которым его пытались убить в 1 сезоне, позднее передал его Арье. Приказал мейстеру отправить во все концы Семи Королевств письма с предупреждением об приближении армии Короля Ночи к Стене. В конце 7 сезона увидел в видении свадьбу Лианны Старк и Рейегара Таргариена, совместно с Сэмвеллом Тарли установив происхождение Джона Сноу. В начале финального сезона встречает Джона Сноу и Дейенерис Таргариен, а позже Джейме Ланнистера прибывших в Винтерфелл. В финале сериала становится новым королём Шести Королевств, получая эпитет «Сломленный». |                              |                                                                                             |                        |                               |                     |  |
| |                              |                                                                                             |                        |                               |                     |  |
| Сандор Клиган (Пёс) | Sandor Clegane (Hound)       | Рори Макканн                                                                                | 1, 2, 3, 4, 6, 7, 8    | -                             | 38                  |  |
| Вассал дома Ланнистеров, телохранитель принца Джоффри. Младший брат Григора «Горы» Клигана, покалечившего его в раннем детстве. По приказу Джоффри убил сына мясника Мику, с которым тренировалась Арья. Спасал Сансу от издевательств со стороны Джоффри. Дезертировал во время битвы на Черноводной. Попал в руки Братства без знамён, убил на импровизированном судебном поединке Берика Дондарриона, после чего тот был воскрешён. Сопровождал пленённую им Арью Старк в Близнецы в надежде получить выкуп. После «Красной свадьбы» отправился с Арьей в Орлиное Гнездо, но в очередной раз потерпел неудачу — её тётя Лиза Аррен погибла от руки Мизинца. В 4 сезоне был тяжело ранен в бою с Бриенной Тарт и брошен Арьей на произвол судьбы. Выжил благодаря брату Рэю и поселился в обители на Тихом острове. Снова встретившись с Бериком Дондаррионом и Торосом из Мира, получил предложение войти в Братство Без Знамён. Был взят в плен Тормундом, находился под стражей в замке Восточный Дозор, откуда в составе отряда Джона Сноу отправился в Застенье на поимку упыря. В начале финального сезона прибывает в Винтерфелл, где встречает Арью Старк и Джендри. Погиб вместе с Робертом Стронгом (Горой), выбросившись с ним из башни. |                              |                                                                                             |                        |                               |                     |  |
| |                              |                                                                                             |                        |                               |                     |  |
| |                              |                                                                                             |                        |                               |                     |  |
| Миссандея | Missandei                    | Натали Эммануэль                                                                            | 5, 6, 7, 8             | 3, 4                          | 38                  |  |
| Рабыня-переводчица наатийского происхождения из Астапора, позже служанка и поверенная Дейенерис Таргариен, возлюбленная Серого Червя. В 4 сезоне помогала Дейенерис устанавливать правление в Миэрине, выхаживала раненного после схватки с Детьми Гарпии Серого Червя. Узнав от Вариса о поддержке Сынов Гарпии работорговцами, посоветовала Тириону начать с ними войну и поддержала его во время разговора с представителями свободных жителей Миэрина. Отправилась вместе с Дейенерис на завоевание Вестероса. В начале финального сезона Миссандея вместе с Дейенерис прибывает в Винтерфелл. Казнена Серсеей Ланнистер. |                              |                                                                                             |                        |                               |                     |  |
| |                              |                                                                                             |                        |                               |                     |  |
| |                              |                                                                                             |                        |                               |                     |  |
| |                              |                                                                                             |                        |                               |                     |  |
| Бронн (Черноводный) | Bronn (of the Blackwater)    | Джером Флинн                                                                                | 2, 3, 4, 5, 6, 7, 8    | 1                             | 36                  |  |
| Наёмник, мастер меча. Когда в Долине Аррен Тирион потребовал суда поединком, выступил за него и выиграл. Привёл Тириону Шаю. После ареста Яноса Слинта возглавил городскую стражу Королевской Гавани. Принимал активное участие в битве на Черноводной, за что был посвящён в рыцари. Помогал Джейме обучаться фехтованию левой рукой, когда тот потерял правую. Не согласился выступить за Тириона второй раз на испытании поединком, так как противник в лице Горы был сильнее, а Бронну к тому же предложили выгодный брак. В 5 сезоне отправился вместе с Джейме в Дорн, где едва не погиб от яда Тиены, одной из Песчаных Змеек. В 7 сезоне вместе с Джейме участвовал в захвате Хайгардена и в сражении с армией дотракийцев, в ходе которого ранил Дрогона из баллисты Квиберна и спас Джейме от драконьего огня. В начале финального сезона Квиберн передаёт ему поручение от Серсеи. Назначен Джейме и Тирионом Ланнистерами новым лордом Хайгардена. |                              |                                                                                             |                        |                               |                     |  |
| |                              |                                                                                             |                        |                               |                     |  |
| Серый Червь | Grey Worm                    | Джейкоб Андерсон                                                                            | 8                      | 3, 4, 5, 6, 7                 | 34                  |  |
| Солдат-евнух, капитан Безупречных. Хотя своё имя получил от рабовладельцев в Астапоре, решил сохранить его, поскольку так его звали в тот день, когда Дейенерис освободила Безупречных. В стычке с Сыновьями Гарпии получил тяжёлое ранение, но выжил. В отсутствие Дейенерис помогал Тириону управлять городом и налаживать мир с рабовладельцами, затем отправился вместе с Дейенерис на завоевание Вестероса. При захвате Утёса Кастерли попал вместе с Безупречными в западню, устроенную Джейме, но сумел вырваться и привести Безупречных к стенам Королевской Гавани. В начале финального сезона Серый Червь вместе с Дейенерис прибывает в Винтерфелл. В конце уплывает с войском на родину Миссандеи. |                              |                                                                                             |                        |                               |                     |  |
| |                              |                                                                                             |                        |                               |                     |  |
| Тормунд Великанья Смерть | Tormund Giantsbane           | Кристофер Хивью                                                                             | 4, 5, 6, 7, 8          | 3                             | 33                  |  |
| Один из вождей одичалых. Был претендентом на место Короля-за-Стеной, но позже подчинился Мансу и стал его правой рукой. Подружился с Джоном Сноу, с которым познакомился в шатре Манса. По поручению Манса возглавил вылазку за Стену, в ходе которой Джон Сноу сбежал от одичалых. При штурме Чёрного Замка победил в поединке Аллисера Торне, но позже сам получил несколько ранений от стрел дозорных и был взят в плен Джоном Сноу. После казни Манса отправился в Суровый Дом, где участвовал в битве с Иными и живыми мертвецами, и вместе с Джоном Сноу привёл выживших одичалых на Стену. В 6 сезоне помог усмирить мятежников Дозора, убивших Джона Сноу. Отправился вместе с Джоном и лояльными ему знаменосцами в поход на Винтерфелл, участвовал в Битве Бастардов, в ходе которой убил Младшего Джона Амбера. В 7 сезоне по приказу Джона отправился с одичалыми охранять Восточный Дозор. Заключил в темницу Пса, Берика и Тороса, вместе с которыми в составе отряда Джона Сноу отправился в земли за Стеной. Участвовал в поимке упыря, при этом получив ранение в бою с армией Короля Ночи. Сумел спастись бегством из Восточного Дозора при разрушении Стены восставшим из мёртвых Визерионом. В начале финального сезона в Последнем Очаге встречает Скорбного Эдда. В конце восьмого сезона уезжает с Джоном за Стену. |                              |                                                                                             |                        |                               |                     |  |
| |                              |                                                                                             |                        |                               |                     |  |
| |                              |                                                                                             |                        |                               |                     |  |
| Мелисандра | Melisandre                   | Кэрис ван Хаутен                                                                            | 2, 3, 4, 5, 6, 7, 8    | -                             | 29                  |  |
| Жрица Красного бога на службе у Станниса Баратеона. Очень красива, однако в 6 сезоне показано, что она скрывает свой истинный возраст и облик с помощью магии. Родила от Станниса колдовскую Тень, убившую Ренли Баратеона. Во время поездки в Речные Земли выменяла Джендри у Братства без Знамён и сообщила ему о его благородном происхождении. Соблазнила Джендри и провела колдовской обряд с пиявками, насылающий проклятие на соперников Станниса в борьбе за Железный Трон. В 5 сезоне по её указанию Ширен Баратеон была сожжена на жертвенном костре. После самоубийства королевы Селисы и поражения Станниса в битве за Винтерфелл вернулась в Чёрный Замок. Утратив веру после гибели Джона Сноу, неожиданно для самой себя вернула его к жизни. Была уличена Давосом в сожжении Ширен и изгнана Джоном Сноу с Севера под угрозой смерти. В 7 сезоне встретилась с Дейенерис на Драконьем Камне, после чего отправилась в Волантис. Участвовала в финальной битве с Королём Ночи, после которой сбросила свой амулет и умерла. |                              |                                                                                             |                        |                               |                     |  |
| |                              |                                                                                             |                        |                               |                     |  |
| Тайвин Ланнистер | Tywin Lannister              | Чарльз Дэнс                                                                                 | 2, 3, 4,               | 1, 5                          | 27                  |  |
| Лорд Утёса Кастерли, Щит Ланниспорта, Хранитель Запада. Отец Серсеи, Джейме и Тириона. Один из самых опасных и ненавидимых людей в Семи королевствах. Властный, хладнокровный, расчётливый, упорный в достижении своей цели. Превыше всего ставит благополучие Дома. Ненавидит Тириона, хотя признаёт его блестящий ум. В ходе восстания Роберта Баратеона захватил Королевскую Гавань, организовал свадьбу Серсеи и Роберта, став главным заимодавцем королевской короны. Узнав, что Тирион взят в плен леди Кейтилин Старк, направил Григора Клигана разорять Речные Земли. Во 2 сезоне одержал в союзе с Тиреллами победу над Станнисом в битве на Черноводной. Во время Войны Пяти Королей имел военную ставку в Харренхолле, где держал в качестве виночерпия пленную Арью Старк, не догадываясь, кто она. Был восстановлен в должности десницы Джоффри Баратеоном. В 3 сезоне женил Тириона на Сансе. После отравления Джоффри был председателем суда над Тирионом. Убит освобождённым из темницы Тирионом из арбалета в уборной. |                              |                                                                                             |                        |                               |                     |  |
| |                              |                                                                                             |                        |                               |                     |  |
| Лилли | Gilly                        | Ханна Мюррей                                                                                | 4, 5, 6, 7, 8          | 2, 3                          | 27                  |  |
| Одичалая, дочь и жена Крастера, от которого имеет сына. Подруга и любовница Сэмвелла Тарли, который неоднократно спасал её — от мятежников Дозора в усадьбе Крастера, от Иного в заброшенной хижине, от вздумавших изнасиловать её двух братьев в Чёрном Замке. В 5 сезоне отправилась вместе с Сэмом в Старомест, но затем он решил отправить её с сыном в Рогов Холм к своей семье. После того как ненавидящий одичалых Рэндилл Тарли милостиво позволил ей остаться при кухне, Сэм взял её и маленького Сэма с собой. В Староместе обнаружила книгу «Легенды Долгой Ночи», где нашла запись о расторжении брака Рейегара Таргариена и Элии Мартелл. В 7 сезоне прибыла вместе с Сэмом в Винтерфелл. Во 2 серии финального сезона увела женщин и детей в Крипту Винтерфелла. В финале остаётся с Сэмом Тарли. |                              |                                                                                             |                        |                               |                     |  |
| |                              |                                                                                             |                        |                               |                     |  |
| |                              |                                                                                             |                        |                               |                     |  |
| Джоффри Баратеон | Joffrey Baratheon            | Джек Глисон                                                                                 | 1, 2, 3, 4             | -                             | 26                  |  |
| Старший сын Серсеи и Джейме Ланнистеров, наследник Железного Трона. Капризен, честолюбив, малодушен, лжив, выраженный садист. После того как Роберт Баратеон предложил Эддарду Старку породниться с ним, был обручён с Сансой Старк, над которой затем неоднократно издевался. Стал королём в ходе переворота после смерти Роберта, его правление пришлось на период Войны Пяти Королей. Вопреки обещанию помиловать Неда Старка приказал отрубить ему голову. После битвы при Черноводной расторг помолвку с Сансой и обручился с Маргери Тирелл. В 4 сезоне получил в подарок от лорда Тайвина валирийский меч Вдовий Плач. Отравлен на собственной свадьбе, вошедшей в историю как Пурпурная. В убийстве короля обвинили Тириона, хотя на самом деле за его отравлением стояли леди Оленна Тирелл и Мизинец. В 2016 году журнал «Rolling Stone» поместил его на четвёртую позицию в своём списке «40 величайших телевизионных злодеев всех времён». |                              |                                                                                             |                        |                               |                     |  |
| |                              |                                                                                             |                        |                               |                     |  |
| Маргери Тирелл | Margaery Tyrell              | Натали Дормер                                                                               | 2, 3, 4, 5, 6          | -                             | 26                  |  |
| Дочь лорда Хайгардена Мейса Тирелла, внучка леди Оленны, сестра Лораса. Вышла замуж за Ренли Баратеона, после того как он провозгласил себя Королём Юга. После смерти Ренли согласилась стать женой Джоффри Баратеона. В 3 сезоне прибыла с благотворительным визитом в трущобы Блошиного Конца, чем снискала любовь простого народа. В 4 сезоне, после отравления Джоффри на Пурпурной свадьбе, вышла замуж за Томмена Баратеона. Во время допроса Лораса Его Воробейшеством сама была арестована воробьями. После официального перехода Томмена на сторону Его Воробейшества была отпущена на свободу и освобождена от покаянного шествия по улицам города. Погибла вместе с родными в Септе Бейлора от взрыва дикого огня. |                              |                                                                                             |                        |                               |                     |  |
| |                              |                                                                                             |                        |                               |                     |  |
| |                              |                                                                                             |                        |                               |                     |  |
| Кейтилин Старк | Catelyn Stark                | Мишель Фэйрли                                                                               | 1, 2, 3                | -                             | 25                  |  |
| Леди Винтерфелла, жена лорда Эддарда Старка, дочь лорда Риверрана Хостера Талли и леди Минисы Уэнт, старшая сестра Лизы Аррен. Ради своих детей готова на самые отчаянные поступки. Единственная любовь лорда Петира Бейлиша. В 1 сезоне взяла в плен Тириона, позже была спасена им во время нападения горцев в Лунных Горах. Сопровождала Робба в военном походе на столицу Семи Королевств, в качестве его посла обращалась за помощью к лорду Близнецов Уолдеру Фрею и Ренли Баратеону. После гибели Ренли бежала из его лагеря вместе с Бриенной, которая присягнула ей на верность. Отпустила Джейме в сопровождении Бриенны, понадеявшись на возвращение своих дочерей из Королевской Гавани, за это была взята под стражу по приказу Робба. Погибла от руки Чёрного Уолдера Фрея в результате резни на Красной Свадьбе. В 4 сезоне Санса рассказала Тириону, что после Красной Свадьбы труп её матери раздели донага и бросили в реку, издеваясь над похоронным обрядом дома Талли. |                              |                                                                                             |                        |                               |                     |  |
| |                              |                                                                                             |                        |                               |                     |  |
| Станнис Баратеон | Stannis Baratheon            | Стивен Диллэйн                                                                              | 2, 3, 4, 5             | -                             | 24                  |  |
| Средний из троих братьев Баратеонов. Мастер над кораблями в Малом Совете короля Роберта. Женат на Селисе Флорент, у них есть дочь Ширен Баратеон. Раскрыл вместе с Джоном Арреном тайну рождения детей Серсеи, после чего бежал на Драконий Камень. После смерти Роберта провозгласил себя законным королём Семи королевств, бросив вызов Джоффри Баратеону и своему брату Ренли. Его поддержали красная жрица Мелисандра, объявившая его мессией своей религии — Азором Ахаем, Воином Света, — и бывалый контрабандист Давос Сиворт, спасший его во время восстания Роберта. Был соблазнён Мелисандрой, которая родила от него колдовскую Тень. После того как Ренли был убит Тенью, возглавил часть его армии и захватил Штормовой Предел. В битве при Черноводной был разбит Ланнистерами и Тиреллами и бежал на Драконий Камень. Участвовал в колдовском обряде с пиявками, наслав проклятие на других претендентов на Железный Трон. По совету Давоса отправился на помощь Ночному Дозору. В Браавосе получил поддержку от Железного Банка. В 4 сезоне разбил армию Манса Налётчика в битве под Стеной, после чего решил покорить Север. В 5 сезоне обрёк Манса на казнь. Был деморализован вестью о самоубийстве Селисы после сожжения Ширен и массовом дезертирстве наёмников из своего отряда, потерпел поражение от Болтонов в Снежной битве под Винтерфеллом. Казнён Бриенной Тарт на поле битвы за убийство Ренли. |                              |                                                                                             |                        |                               |                     |  |
| |                              |                                                                                             |                        |                               |                     |  |
| |                              |                                                                                             |                        |                               |                     |  |
| Джендри | Gendry                       | Джо Демпси                                                                                  | 3, 7, 8                | 1, 2                          | 24                  |  |
| Бастард короля Роберта Баратеона. Помощник кузнеца из Королевской гавани. Общался с Джоном Арреном, который и обнаружил его после того, как раскрылось происхождение детей Серсеи. Был разыскан Эддардом Старком во время поиска бастардов по следам Джона Аррена. Вместе с Арьей присоединился к новобранцам Ночного Дозора. После гибели вербовщика Йорена от рук Ланнистеров попал в плен, стал подмастерьем кузнеца в Харренхолле. Сбежав оттуда вместе с Арьей, попал к воинам Братства без Знамён, которые продали его Мелисандре. Во время путешествия на Драконий Камень узнал от Мелисандры тайну своего происхождения. В Драконьем Камне был соблазнён Мелисандрой, которая использовала пиявок, чтобы добыть его королевскую кровь для ритуала, насылавшего проклятье на претендентов на Железный Трон. После ритуала его хотели принести в жертву, но Давос Сиворт помог ему бежать. В 7 сезоне был найден Давосом в Королевской Гавани и приехал на Драконий Камень. Отправился в Застенье вместе с отрядом Джона Сноу. После нападения упырей сумел добежать до Стены и передать просьбу отправить ворона к Дейенерис за помощью. В начале финального сезона прибывает в Винтерфелл, где встречает Арью Старк. Назначен Дейенерис королём Штормовых Земель, так как по происхождению Баратеон. |                              |                                                                                             |                        |                               |                     |  |
| |                              |                                                                                             |                        |                               |                     |  |
| Томмен Баратеон | Tommen Baratheon             | Каллум Уорри (Сезоны 1—2) Дин-Чарльз Чэпмен (Сезоны 4—6)                                    | 5, 6                   | 1, 2, 4                       | 24                  |  |
| Младший брат Джоффри Баратеона. Тихий, спокойный, легко управляемый. Во время битвы на Черноводной едва не был отравлен Серсеей, не желавшей сдаваться в плен. После отравления Джоффри стал королём, женился на Маргери Тирелл. Заключил союз с Его Воробейшеством, что способствовало освобождению Маргери. Принял закон об отмене суда поединком и сообщил королевскому двору, что Серсею и Лораса будет судить Суд Семерых. В день суда был задержан в своих покоях Робертом Стронгом. После уничтожения Септы Бейлора диким огнём выбросился из окна. С его смертью род Баратеонов официально окончательно пресёкся. |                              |                                                                                             |                        |                               |                     |  |
| |                              |                                                                                             |                        |                               |                     |  |
| Робб Старк | Robb Stark                   | Ричард Мэдден                                                                               | 1, 2, 3                | -                             | 21                  |  |
| Старший сын Эддарда Старка, лорд Винтерфелла. Прозвище — Молодой Волк. Имеет лютоволка по кличке Серый Ветер. Узнав о смерти Роберта Баратеона и аресте отца, собрал армию лордов Севера и отправился в поход на Королевскую Гавань. Во время Войны Пяти Королей после битвы в Шепчущем Лесу был объявлен Королём Севера и Трезубца. При посредничестве своей матери заключил союз с лордом Уолдером Фреем при условии, что женится на одной из его дочерей. Несмотря на юный возраст, проявил себя как отличный полководец, выиграв все сражения, однако оказался посредственным правителем, совершая одну ошибку за другой. На поле боя встретил сестру милосердия Талису Мейегир, с которой вскоре обвенчался, нарушив данное лорду Фрею обещание. Отправил Теона послом на Железные Острова, после чего Грейджои расторгли союз со Старками и напали на Север. Казнил лорда Рикарда Карстарка за убийство двух мальчиков из рода Ланнистеров, после чего значительная часть войск покинула его. Был предан лордами Русе Болтоном и Уолдером Фреем и убит на Красной Свадьбе в Близнецах. Солдаты Фреев долго глумились над его трупом, пришив к нему отрубленную голову Серого Ветра. |                              |                                                                                             |                        |                               |                     |  |
| |                              |                                                                                             |                        |                               |                     |  |
| |                              |                                                                                             |                        |                               |                     |  |
| Даарио Нахарис | Daario Naharis               | Эд Скрейн (Сезон 3) Михиль Хаусман (Сезоны 4—6)                                             | 5, 6                   | 3, 4                          | 21                  |  |
| Офицер отряда наёмников Младшие Сыновья. В молодости сражался в бойцовых ямах. Любовник Дейенерис Таргариен, присягнувший ей на верность. Стал командиром Младших Сыновей, лично убив двух предыдущих капитанов. Активно участвовал в освобождении от рабства городов Залива Рабовладельцев. Расстался с Дейенерис, став новым правителем Миэрина. |                              |                                                                                             |                        |                               |                     |  |
| |                              |                                                                                             |                        |                               |                     |  |
| |                              |                                                                                             |                        |                               |                     |  |
| Шая | Shae                         | Сибель Кекилли                                                                              | 2, 3, 4                | 1                             | 20                  |  |
| Лагерная девка. Любовница Тириона, была приведена к нему Бронном перед битвой на Зелёном Зубце. Несмотря на запрет Тайвина, приехала вместе с Тирионом в Королевскую Гавань, где служила горничной у Сансы Старк. Во 2 сезоне просила Тириона бежать вместе с ней в Пентос, но получила отказ. На суде свидетельствовала против Тириона, затем стала любовницей Тайвина. Задушена Тирионом после его побега. |                              |                                                                                             |                        |                               |                     |  |
| |                              |                                                                                             |                        |                               |                     |  |
| Рамси Болтон | Ramsay Bolton                | Иван Реон                                                                                   | 4, 5, 6                | 3                             | 20                  |  |
| Бастард лорда Русе Болтона. Кастелян Дредфорта. Отличается садистскими наклонностями. Освободил Винтерфелл от железнорождённых, выдавших ему Теона Грейджоя. Втянул Теона в жестокую игру с «побегом», а затем, оскопив, сделал его своим рабом — Вонючкой. Благодаря Теону захватил Ров Кайлин и учинил кровавую расправу над его защитниками. Женился на Сансе и в первую же ночь изнасиловал её на глазах у Теона. Став законным сыном и наследником Русе Болтона, убил его, приказав объявить, что отца отравили враги, а свою мачеху Толстую Уолду и её новорождённого сына скормил псам. Получил от Младшего Джона Амбера пойманных им Рикона Старка и Ошу, которую убил в своих покоях, когда та попыталась зарезать его. Убил Рикона Старка, когда тот почти был спасён Джоном Сноу. Проиграв Битву Бастардов, бежал за стены Винтерфелла, где после штурма был избит Джоном Сноу. Был отдан Сансой на съедение собственным голодным псам. С его смертью род Болтонов окончательно пресёкся. |                              |                                                                                             |                        |                               |                     |  |
| |                              |                                                                                             |                        |                               |                     |  |
| Русе Болтон | Roose Bolton                 | Майкл Макэлхаттон                                                                           | 3, 4, 5, 6             | 2                             | 19                  |  |
| Лорд Дредфорта. Вассал Старков. Зять Уолдера Фрея. Отец Рамси. Принял активное участие в Войне Пяти Королей, во время которой дал бой Тайвину Ланнистеру на Зелёном Зубце. Перешёл на сторону Тайвина после битвы на Черноводной. После захвата Роббом Старком Харренхолла стал его кастеляном. Находясь в Харренхолле, принял Джейме в качестве почётного гостя, а также выдал Бриенну Локку. Добил на Красной Свадьбе Робба Старка, после чего стал новым Хранителем Севера. В 4 сезоне прибыл со своей второй женой Толстой Уолдой Фрей в Дредфорт. Узаконил Рамси после взятия им Рва Кейлин. В 5 сезоне разбил Станниса в Снежной битве под Винтерфеллом. Убит Рамси после получения известия о том, что Толстая Уолда родила мальчика. |                              |                                                                                             |                        |                               |                     |  |
| |                              |                                                                                             |                        |                               |                     |  |
| |                              |                                                                                             |                        |                               |                     |  |
| Якен Хгар | Jaqen H’ghar                 | Том Влашиха                                                                                 | 5, 6                   | 1, 2                          | 18                  |  |
| Безликий из Браавоса. Находился в заключении в Королевской Гавани, откуда был отправлен на Стену. Познакомился с Арьей, которая спасла его во время стычки Йорена с людьми Ланнистеров. После этого оказался в Харренхоле под видом солдата Ланнистеров. В отплату за спасение убил по выбору Арьи двух ненавистных ей людей. Вместо третьей смерти помог Арье спастись из плена, подарил ей железную монету из Браавоса и, сменив лицо, скрылся. В 5 сезоне встретил Арью по её приезде в Браавос в Чёрно-Белом Доме, где начал её обучение. Наказал Арью за убийство Меррина Транта, лишив её зрения. После усиленных тренировок Арьи с Бродяжкой вернул ей зрение. Разрешил Бродяжке убить Арью после того, как она не выполнила очередное задание. По возвращении Арьи в Чёрно-Белый Дом с лицом Бродяжки объявил ей, что она наконец-то стала Никем (Безликой), и позволил ей уйти. |                              |                                                                                             |                        |                               |                     |  |
| |                              |                                                                                             |                        |                               |                     |  |
| Игритт | Ygritte                      | Роуз Лесли                                                                                  | 3, 4                   | 2                             | 17                  |  |
| Одичалая-разведчица. Попала в плен к Джону, но сумела заманить его в засаду. Соблазнила Джона в пещере, когда он был в плену у одичалых. Познакомила Джона с Мансом Налётчиком и помогла войти в доверие у одичалых. Была спасена Джоном во время подъёма на Стену. Тяжело переживала побег Джона в Чёрный замок, позже нагнала его и выпустила в него три стрелы, однако Джону удалось уйти. Убила родителей мальчика Олли при налёте на деревню в Даре. Была смертельно ранена Олли при нападении одичалых на Чёрный Замок, умерла на руках Джона Сноу. |                              |                                                                                             |                        |                               |                     |  |
| |                              |                                                                                             |                        |                               |                     |  |
| Эддард (Нед) Старк | Eddard (Ned) Stark           | Шон Бин (1 сезон) Роберт Арамайо (6—7 сезоны, флешбэки) Себастьян Крофт (6 сезон, флешбэки) | 1                      | 6, 7                          | 16                  |  |
| Лорд Винтерфелла, Хранитель Севера, зять верховного лорда Трезубца Хостера Талли. Придерживается старых взглядов и понятий о чести и справедливости, слишком прямолинеен и доверчив. Участник восстания Роберта Баратеона, ставший в конце его правления Десницей. Участвовал в подавлении мятежа Бейлона Грейджоя, взял в заложники его сына Теона. В ходе расследования смерти Джона Аррена узнал о связи Серсеи с её братом-близнецом Джейме, от которой родились все её дети. Признал Станниса законным наследником Железного Трона, из-за чего подделал предсмертное завещание Роберта Баратеона. Был ранен во время стычки с Джейме у борделя, где им был обнаружен один из бастардов Роберта. Был предан и арестован во время устроенного Серсеей переворота, объявлен изменником и брошен в темницу. За отречение от своих слов и признание Джоффри Баратеона королём ему была обещана жизнь и ссылка в Ночной Дозор, однако после публичного самооговора ему по приказу Джоффри отрубили голову его собственным мечом, что стало поводом для начала Войны Пяти Королей. Во 2 сезоне Петир Бейлиш по просьбе Тириона доставил леди Кейтилин останки Эддарда, которые были погребены в Крипте Винтерфелла. В видениях Брана в 6 сезоне Эддард сначала появляется 12-летним вместе с Лианной, Бендженом, Ходором, Нэн и Родриком Касселем, затем — 23-летним, когда он в сопровождении своих знаменосцев отправился спасать Лианну, заточённую Рейегаром Таргариеном в Башне Радости. Умирающая Лианна передала Эддарду своего новорождённого сына — Джона Сноу. |                              |                                                                                             |                        |                               |                     |  |
| |                              |                                                                                             |                        |                               |                     |  |
| Эллария Сэнд | Ellaria Sand                 | Индира Варма                                                                                | 5, 6, 7                | 4                             | 13                  |  |
| Бастард главы дома Уллеров — знаменосцев Мартеллов. Возлюбленная Оберина Мартелла, мать Песчаных Змеек. В 4 сезоне вместе с Оберином приехала в Королевскую Гавань на свадьбу Джоффри. После гибели Оберина безуспешно убеждала его брата Дорана отомстить Ланнистерам. В 5 сезоне отравила Мирцеллу во время её проводов в Королевскую Гавань. В 6 сезоне убила Дорана и захватила власть в Дорне. Предоставила флот Дорна Дейенерис для завоевания Вестероса. Вместе с Ярой выступила за быстрое нападение на Королевскую Гавань. Во время нападения Эурона на флот Яры попала в плен вместе со своей дочерью Тиеной. В Королевской Гавани вместе с Тиеной была передана Серсее Эуроном. Осталась закованной в цепи в темнице до конца своих дней; отравленную Тиену приковали напротив, чтобы Эллария могла наблюдать её смерть. Вероятно погибла при разрушении Королевской Гавани в предпоследней серии сериала. В финале сериала на собрании лордов в Драконьем Логове присутствует дорнийский принц Мартелл, ставший новым правителем Дорна. |                              |                                                                                             |                        |                               |                     |  |
| |                              |                                                                                             |                        |                               |                     |  |
| Джиор Мормонт | Jeor Mormont                 | Джеймс Космо                                                                                | 2, 3                   | 1                             | 12                  |  |
| 997-й лорд-командующий Ночного Дозора, бывший лорд Медвежьего острова по прозвищу Старый Медведь, отец сира Джораха Мормонта. Отказался от земель и семьи, чтобы служить Ночному дозору. Отрёкся от сына, узнав, что тот занимается работорговлей. В качестве нового сына выбрал Джона Сноу, подарив ему родовой валирийский меч Мормонтов — Длинный Коготь. Возглавил поход Ночного Дозора за Стену, в ходе которого потерпел поражение от Белых Ходоков и живых мертвецов в битве на Кулаке Первых Людей. В 3 сезоне с остатками своего отряда отступил в поместье Крастера, где был заколот в спину во время бунта своих подчинённых. |                              |                                                                                             |                        |                               |                     |  |
| |                              |                                                                                             |                        |                               |                     |  |
| Его Воробейшество | The High Sparrow             | Джонатан Прайс                                                                              | 6                      | 5                             | 12                  |  |
| Лидер религиозного движения Воробьёв. Настоящее имя неизвестно. Раньше был странствующим и никому не известным септоном из Речных Земель. После встречи с Серсеей в Блошином Конце, где раздавал еду нищим, стал новым Верховным септоном, затем лидером Святого воинства. Арестовал Лораса и Маргери Тирелл, а позже и саму Серсею. В 5 сезоне исповедовал Серсею и приговорил её к покаянному пути по улицам Королевской Гавани. Заключил союз с Томменом. В день Суда Семерых над Серсеей погиб в Септе Бейлора, взорванной диким огнём. |                              |                                                                                             |                        |                               |                     |  |
| |                              |                                                                                             |                        |                               |                     |  |
| |                              |                                                                                             |                        |                               |                     |  |
| Талиса Старк | Talisa Stark                 | Уна Чаплин                                                                                  | 3                      | 2                             | 11                  |  |
| Уроженка Волантиса, сестра милосердия. Познакомилась с Роббом Старком на поле битвы при Оскроссе, позже вышла за него замуж, ждала от него ребёнка. В 3 сезоне по приезде в Близнецы предстала перед лордом Уолдером Фреем, с которым Робб был связан обещанием, нарушенным женитьбой на Талисе. Зарезана Хромым Лотарем Фреем на Красной Свадьбе. |                              |                                                                                             |                        |                               |                     |  |
| |                              |                                                                                             |                        |                               |                     |  |
| Дрого | Drogo                        | Джейсон Момоа                                                                               | 1                      | 2                             | 10                  |  |
| Кхал (вождь) самого большого дотракийского кхаласара. Женился на Дейенерис Таргариен. После покушения Визериса на беременную Дейенерис убил его, «короновав» расплавленным золотом. Провозгласил о начале похода его кхаласара на Семь Королевств. Был ранен в стычке во время разорения дотракийцами поселения лхазарян. После колдовского обряда впал в «растительное» состояние и был задушен Дейенерис. Его погребальный костёр послужил местом рождения драконов Дейенерис. Во 2 сезоне появлялся в видениях Дейенерис в Доме Бессмертных вместе с их нерождённым сыном Рейего. |                              |                                                                                             |                        |                               |                     |  |
| |                              |                                                                                             |                        |                               |                     |  |
| Роберт Баратеон | Robert Baratheon             | Марк Эдди                                                                                   | 1                      | -                             | 7                   |  |
| Лорд Штормового Предела, король Вестероса. Старший брат Станниса и Ренли. Лучший друг Эддарда Старка, в юности находился вместе с ним под опекой лорда Орлиного Гнезда — Джона Аррена. Был обручён с сестрой Эддарда Лианной, но свадьба не состоялась: считалось, что Лианна была похищена принцем Драконьего Камня Рейегаром Таргариеном и умерла в заточении в горах Дорна. Это послужило толчком к началу гражданской войны, которую позже назвали Восстанием Баратеона. В ходе войны юный Роберт убил Рейегара во время битвы на Трезубце и стал королём Вестероса. Женился на Серсее Ланнистер и назначил Джона Аррена новым Десницей. Ввёл в состав Малого Совета своих братьев, отдав во владение Ренли Штормовой Предел, а Станнису — Драконий Камень. За 15 лет правления из доблестного полководца, искусно владеющего боевым молотом, превратился в толстого пьяницу и распутника. Имел множество любовниц и бастардов. После гибели Джона Аррена назначил Эддарда Старка новым Десницей, имел с ним конфликт из-за судьбы Дейенерис. Охотясь на кабана, по указу Серсеи был опоен её любовником и кузеном Ланселем и получил смертельное ранение. Перед смертью продиктовал завещание, в котором назначил Неда Старка регентом своего наследника. |                              |                                                                                             |                        |                               |                     |  |
| |                              |                                                                                             |                        |                               |                     |  |
| Визерис Таргариен | Viserys Targaryen            | Гарри Ллойд                                                                                 | 1                      | -                             | 5                   |  |
| Старший брат Дейенерис. Был спасён вместе с сестрой мастером над оружием в Красном Замке во время мятежа Роберта Баратеона. Вынужден жить, скитаясь по Эссосу и выискивая поддержку своих притязаний на трон, что сделало его холодным и озлобленным. Считает себя сыном Дракона. Фактически продал родную сестру в жёны кхалу Дрого в обмен на обещание военной поддержки с его стороны. Пытался украсть драконьи яйца, но был остановлен Джорахом. Будучи пьян, угрожал беременной Дейенерис и требовал обещанную кхалом Дрого золотую корону, за что разгневанный кхал «короновал» его расплавленным золотом. |                              |                                                                                             |                        |                               |                     |  |

## Второстепенный состав

### Дом Арренов
| Имя на русском | Имя на английском | Актёр             | Появление в сезонах | Количество эпизодов |
| --- | ----------------- | ----------------- | ------------------- | ------------------- |
| |                   |                   |                     |                     |
| Джон Ройс | Yohn Royce        | Руперт Ванситтарт | 4, 5, 6, 7, 8       | 13                  |
| Бронзовый Джон — Лорд Рунного Камня, глава дома Ройсов. Вассал Арренов. Отец брата Ночного Дозора Уэймара Ройса, погибшего от руки Иного в 1 сезоне. Другой его сын, Робар, вступил в Радужную Гвардию Ренли Баратеона, но во 2 сезоне погиб от руки Бриенны Тарт. В 5 сезоне принял под свою опеку осиротевшего Робина Аррена, по его приказу начал готовить армию для войны с Болтонами. Командовал армией Арренов в ходе Битвы Бастардов. Поначалу не хотел признавать Джона Сноу королём Севера из-за вражды к одичалым, но позже изменил мнение. В 7 сезоне выступил против поездки Джона Сноу на Драконий Камень. В начале финального сезона присутствовал на собраниях в Винтерфелле, организованных после прибытия Дейенерис Таргариен и Джона Сноу. В финале сериала присутствует на собрании лордов в Драконьем Логове. |                   |                   |                     |                     |
| |                   |                   |                     |                     |
| Робин Аррен | Robin Arryn       | Лино Фасиоль      | 1, 4, 5, 6, 8       | 9                   |
| Лорд Орлиного Гнезда, Хранитель Востока. Единственный ребёнок Джона Аррена и Лизы Талли, сильно привязанный к матери. Страдает от эпилепсии, отстаёт в умственном развитии. В 4 сезоне потерял мать. В 5 сезоне оказался под опекой Бронзового Джона Ройса. Согласившись с предложением Мизинца начать войну против Болтонов, послал армию Арренов на помощь Сансе и Джону во время Битвы Бастардов. В финале сериала присутствует на собрании лордов в Драконьем Логове. |                   |                   |                     |                     |
| |                   |                   |                     |                     |
| |                   |                   |                     |                     |
| Лиза Аррен | Lysa Arryn        | Кейт Дики         | 1, 4                | 5                   |
| Дочь лорда Риверрана Хостера Талли, младшая сестра Кейтилин Старк и Эдмура Талли, регентша Долины Аррен. Влюблена в Мизинца с тех пор, когда тот был воспитанником её отца. Во время восстания Роберта Баратеона вышла замуж за лорда Орлиного Гнезда Джона Аррена, но семейная жизнь не сложилась. Имеет недоразвитого сына Робина, которому до самой своей смерти давала грудь. В 1 сезоне прислала письмо сестре, в котором обвинила Ланнистеров в смерти своего мужа. Принимала участие в суде над Тирионом за убийство Джона Аррена, настаивая на смертной казни. Отказалась помочь Роббу в войне против Ланнистеров, зато подчинилась Железному Трону. В 4 сезоне приняла под свою защиту Сансу, хотя позднее пыталась убить её в приступе ревности. Убита Петиром Бейлишем, за которого вышла замуж.                       |                   |                   |                     |                     |
| |                   |                   |                     |                     |
| Морд | Mord              | Киаран Бермингэм  | 1                   | 2                   |
| Тюремщик Орлиного Гнезда. Надзирал за Тирионом Ланистером, когда тот был заключён Лизой Аррен в Небесную камеру. За обещание вознаграждения помог ему передать сообщение леди Долины о готовности сознаться в преступлении. |                   |                   |                     |                     |
| |                   |                   |                     |                     |
| Вардис Иген | Vardis Egen       | Брендан МакКормак | 1                   | 2                   |
| Капитан стражи Орлиного Гнезда. Лиза Аррен просит Вардиса сразиться на стороне дома Арренов во время суда поединком над Тирионом Ланистером. Убит и столкнут в Лунную дверь Бронном. |                   |                   |                     |                     |
| |                   |                   |                     |                     |
| Хью | Hugh              | Джефферсон Холл   | 1                   | 2                   |
| Хью четыре года служил оруженосцем десницы Джона Аррена, а после его смерти был посвящён в рыцари указом короля Роберта. Когда вдова Джона Лиза Аррен вернулась в Орлиное Гнездо вместе со своим сыном Робином, Хью предпочёл остаться в Королевской Гавани. Во время турнира, организованного в честь назначения Неда Старка новым десницей, сира Хью в схватке убил Григор Клиган. |                   |                   |                     |                     |
| |                   |                   |                     |                     |
| Анья Уэйнвуд | Anya Waynwood     | Паола Дионисотти  | 4                   | 1                   |
| Леди Железного Дуба, глава дома Уэйнвудов. Мать Доннела Уэйнвуда, рыцаря, охраняющего Кровавые Врата. Вассал Арренов. В 4 сезоне присутствовала на допросе Сансы по поводу смерти Лизы Аррен. |                   |                   |                     |                     |
| |                   |                   |                     |                     |
| Джон Аррен | Jon Arryn         | Джон Стандинг     | 1                   | 1                   |
| Лорд Орлиного Гнезда, верховный лорд Долины и Хранитель Востока. После восшествия на трон короля Роберта Баратеона занял при нём пост десницы. Обнаружил, что дети Роберта и Серсеи абсолютно не похожи на короля. Вскоре после этого он тяжело заболел и скоропостижно скончался. Его последними словами, которые слышал мейстер Пицель, стала фраза «крепкое семя». В сериале появляется уже после смерти, когда его тело было выставлено в тронном зале Красного замка для исполнения соответствующих обрядов. |                   |                   |                     |                     |

### Дом Баратеонов
| Имя на русском | Имя на английском  | Актёр                                                    | Появление в сезонах | Количество эпизодов |
| --- | ------------------ | -------------------------------------------------------- | ------------------- | ------------------- |
| |                    |                                                          |                     |                     |
| Мирцелла Баратеон | Myrcella Baratheon | Эйми Ричардсон (Сезоны 1—2) Нелл Тайгер Фри (Сезоны 5—6) | 1, 2, 5, 6          | 14                  |
| Единственная дочь Серсеи Ланнистер. Добрая и отзывчивая девушка. Была отправлена в Дорн Тирионом, стремившимся заключить союз с Мартеллами, причём её отплытие вызвало стихийный бунт в Королевской Гавани. Обручилась с Тристаном Мартеллом. Перед возвращением в Королевскую гавань была отравлена Элларией Сэнд с помощью «ядовитого» поцелуя, умерла на корабле на руках у Джейме. |                    |                                                          |                     |                     |
| |                    |                                                          |                     |                     |
| |                    |                                                          |                     |                     |
| Селиса Баратеон | Selyse Baratheon   | Тара Фицджеральд                                         | 2, 3, 4, 5          | 11                  |
| Урождённая Флорент. Жена Станниса Баратеона, мать Ширен. Ревностная поклонница Рглора. Хранит в стеклянных сосудах трупы своих умерших детей. Считает свой брак со Станнисом проклятым, так как в их брачную ночь Роберт Баратеон лишил девственности её кузину Делену. Смирилась с тем, что Станнис предпочёл ей Мелисандру. В 5 сезоне отправилась вместе со Станнисом в поход на Винтерфелл. Шокированная сожжением на костре своей дочери Ширен, повесилась. |                    |                                                          |                     |                     |
| |                    |                                                          |                     |                     |
| Ширен Баратеон | Shireen Baratheon  | Керри Инграм                                             | 3, 4, 5             | 10                  |
| Дочь Станниса Баратеона и Селисы Флорент. В детстве болела серой хворью, следы от которой обезобразили её лицо. Дружит с Давосом Сивортом, которого учила грамоте. Не любит Мелисандру и не принимает веру во Владыку Света. В 5 сезоне отправилась вместе со своими родителями в поход на Винтерфелл. Сожжена Мелисандрой на жертвенном костре на глазах у войска Станниса. |                    |                                                          |                     |                     |
| |                    |                                                          |                     |                     |
| Ренли Баратеон | Renly Baratheon    | Гетин Энтони                                             | 1, 2                | 8                   |
| Лорд Штормового предела. Младший брат Роберта и Станниса. Не имеет страсти к женщинам, пирам и войне, отличается весёлым нравом. Был Мастером над законом (верховный судья) в Малом совете при короле Роберте. Тепло приветствовал Эддарда Старка как Десницу, поддержал Роберта в решении лишить Дейенерис жизни. Принимал участие в роковой охоте, завершившейся смертельным ранением Роберта; после его смерти пытался уговорить Эддарда на сговор с целью захвата власти, однако, получив отказ, покинул Королевскую гавань. Собрав армию Штормовых Лордов, провозгласил себя Королём Юга; создал Радужную Гвардию. Заручился поддержкой Мейса Тирелла, женившись на его дочери Маргери, при этом его любовником был и её брат Лорас. Убит Тенью, рождённой Мелисандрой, на глазах у Бриенны и Кейтилин Старк. |                    |                                                          |                     |                     |
| |                    |                                                          |                     |                     |
| Маттос Сиворт | Matthos Seaworth   | Керр Логан                                               | 2                   | 4                   |
| Сын Давоса и его помощник на корабле. Неистовый последователь Владыки Света. Безуспешно пытался обратить в новую веру и научить читать своего отца. Погиб от дикого огня в битве на Черноводной. |                    |                                                          |                     |                     |
| |                    |                                                          |                     |                     |
| |                    |                                                          |                     |                     |
| Салладор Саан | Salladhor Saan     | Лусиан Мсамати                                           | 2, 3, 4             | 3                   |
| Пират из Лисса, друг Давоса Сиворта, соратник Станниса Баратеона. Спас Давоса после битвы на Черноводной. В 4 сезоне вновь перешёл на сторону Станниса после встречи с Давосом в термах Браавоса. В 5 сезоне его флот участвовал в эвакуации одичалых из Сурового Дома. |                    |                                                          |                     |                     |
| |                    |                                                          |                     |                     |
| Крессен | Maester Cressen    | Оливер Форд Дэвис                                        | 2                   | 1                   |
| Бывший мейстер Штормового Предела. Мейстер Драконьего Камня. Давал Станнису вполне разумные советы: заключить союз с братом Ренли и/или Старками против Ланнистеров, выдать Ширен за Робина Аррена и ни в коем случае не развязывать гражданскую войну. Не принял перехода Станниса в рглорианскую веру и сожжение Мелисандрой статуй Семерых. Стал жертвой организованного им неудачного покушения на Мелисандру. |                    |                                                          |                     |                     |
| |                    |                                                          |                     |                     |
| |                    |                                                          |                     |                     |
| Аксель Флорент | Axel Florent       | Джеймс МакХейл                                           | 4                   | 1                   |
| Брат королевы Селисы, жены короля Станниса Баратеона. Глава дома Флорентов из Ясноводной крепости, вассалов дома Тиреллов. Во время Войны пяти королей Флоренты поначалу поддержали Ренли Баратеона, но после его смерти перешли на сторону Станниса Баратеона, женатого на Селисе Флорент. За отказ отречься от веры в Семерых Мелисандра заживо сжигает Акселя на пляже у стен Драконьего Камня. Аксель умоляет свою сестру Селису пощадить его, но та остаётся глуха к мольбам. |                    |                                                          |                     |                     |

### Дом Болтонов
| Имя на русском | Имя на английском        | Актёр            | Появление в сезонах | Количество эпизодов |
| --- | ------------------------ | ---------------- | ------------------- | ------------------- |
| |                          |                  |                     |                     |
| Миранда | Myranda                  | Шарлотта Хоуп    | 3, 4, 5, 6          | 8                   |
| Дочь хозяина псарни Дредфорта. Служанка у Болтонов. Любовница Рамси и участница его садистских развлечений. В 3 сезоне способствовала оскоплению Теона, в 4 сезоне приняла участие в охоте на Танси, наложницу Рамси. Готовилась расстрелять Сансу из лука, но была сброшена Теоном со стены замка и разбилась; её тело по приказу Рамси было отдано на съедение псам. |                          |                  |                     |                     |
| |                          |                  |                     |                     |
| Локк | Locke                    | Ноа Тейлор       | 3, 4                | 8                   |
| Наёмник на службе у Болтонов. Мастер над оружием в Дредфорте. В 3 сезоне пленил Джейме и отрубил ему кисть правой руки. Став кастеляном Харренхолла, бросил Бриенну в медвежью яму, из которой её спас Джейме. В 4 сезоне по заданию Русе Болтона стал братом Ночного Дозора. Участвовал в вылазке Джона Сноу против мятежников в замке Крастера. Во время осады попытался выкрасть Брана; погиб от руки Ходора, в которого вселился Бран. |                          |                  |                     |                     |
| |                          |                  |                     |                     |
| |                          |                  |                     |                     |
| Уолда Болтон (Толстая Уолда) | Walda Bolton (Fat Walda) | Элизабет Уэбстер | 4, 5, 6             | 5                   |
| Внучка лорда Переправы Уолдера Фрея. Вторая жена Русе Болтона. В 4 сезоне прибыла вместе с мужем в Дредфорт, затем в Винтерфелл. В 6 сезоне родила сына. После убийства Русе Болтона была отдана Рамси вместе со своим новорождённым ребёнком на растерзание собакам. |                          |                  |                     |                     |
| |                          |                  |                     |                     |
| Харальд Карстарк | Harald Karstark          | Пол Раттри       | 6                   | 3                   |
| Лорд Кархолда. Старший сын Рикарда Карстарка, казнённого Роббом Старком. В 6 сезоне заверил Русе Болтона в своей преданности и вражде к Старкам, оповестил его, что отряд Рамси, посланный за Сансой и Теоном, перебит и, следовательно, положение Русе как Хранителя Севера и Лорда Винтерфелла весьма шатко. Погиб в Битве Бастардов. |                          |                  |                     |                     |
| |                          |                  |                     |                     |
| Джон Амбер (Маленький) | Jon Umber (Small)        | Дин С. Джаггер   | 6                   | 2                   |
| Сын и наследник Большого Джона Амбера. Хотя его называют «Маленьким», он лишь немногим ниже своего отца — человека огромного роста и силы. Именно к нему (в сторону его замка Последний Очаг) по совету Брана ушли Оша и Рикон в 3 сезоне. В 6 сезоне встретился в Винтерфелле с Рамси Болтоном и Харальдом Карстарком, сообщил им о смерти своего отца. Из-за того что Джон Сноу пропустил заклятых врагов Амберов (Одичалых) за Стену, выдал Рамси Болтону Рикона и Ошу, предъявил голову убитого по его приказу лютоволка Рикона — Лохматика. Убит Тормундом в ходе Битвы Бастардов. |                          |                  |                     |                     |

### Дом Фреев
| Имя на русском | Имя на английском          | Актёр                                    | Появление в сезонах | Количество эпизодов |
| --- | -------------------------- | ---------------------------------------- | ------------------- | ------------------- |
| |                            |                                          |                     |                     |
| Уолдер Фрей | Walder Frey                | Дэвид Брэдли                             | 1, 3, 6, 7          | 6                   |
| Лорд Переправы и владетель замка Близнецы по прозвищу «Покойный лорд Фрей». Вассал Талли, женивший своего сына Эммона на сестре Тайвина Ланнистера леди Дженне. Участник восстания Роберта Баратеона, не приведший свою армию на битву на Трезубце. Долголетие Уолдера Фрея отчасти связано с его исключительной осторожностью, доходящей до трусости и предательства: он заботится прежде всего о себе и своих близких, стараясь всякий раз принять сторону победителя. Несмотря на преклонный возраст, держит все нити правления подвластными ему землями. Возраст всех его жён редко превышал 19 лет; имеет многочисленное потомство, в семье настоящий, хотя и заботливый, тиран. Контролируя важнейший замок на Трезубце, бесстыже диктует свои условия не только лордам, но и королям. Единственный, кого он боится, — лорд Тайвин. Очень раздражителен и остёр на язык, не признаёт элементарной вежливости. В 1 сезоне провёл переговоры с леди Кейтилин Старк и заключил с Роббом Старком союз, одним из условий которого была женитьба Робба на одной из дочерей Уолдера. После того как Робб нарушил условие, женившись на Талисе, лорд Уолдер перешёл на сторону Ланнистеров и, подстрекаемый Русе Болтоном, организовал расправу над Старками на Красной Свадьбе, став фактическим правителем Речных Земель. Убит Арьей, которая затем, приняв его облик, отравила всех представителей мужского пола из рода Фреев. |                            |                                          |                     |                     |
| |                            |                                          |                     |                     |
| Уолдер Риверс (Чёрный Уолдер) | Walder Frey (Black Walder) | Тим Плестер                              | 3, 6                | 6                   |
| Один из многочисленных бастардов лорда Уолдера. Жилистый, чернобородый. Известен вспыльчивым нравом и воинственным характером, а также успехами у женщин. На Красной Свадьбе убил леди Кейтилин Старк. Погиб от руки Арьи; его труп был размолот и запечён в пироге, поданном лорду Уолдеру. |                            |                                          |                     |                     |
| |                            |                                          |                     |                     |
| Лотар Фрей (Хромой Лотар) | Lothar Frey (Lame Lothar)  | Том Брук (Сезон 3) Дэниел Туит (Сезон 6) | 3, 6                | 5                   |
| Один из многочисленных сыновей лорда Уолдера. Из-за ноги, вывихнутой при рождении, получил прозвище Хромой. Последний десяток лет служил отцу как стюард. На Красной Свадьбе убил Талису Старк. Погиб от руки Арьи; его труп был размолот и запечён в пироге, поданном лорду Уолдеру. |                            |                                          |                     |                     |
| |                            |                                          |                     |                     |
| Жойез Эренфорд | Joyeuse Erenford           | Келли Лонг                               | 1, 3                | 2                   |
| Восьмая жена лорда Уолдера Фрея. Во время резни на Красной свадьбе Жойез прячется под столом. Кейтилин хватает Жойез и хочет обменять её на жизнь своего сына, но лорд Уолдер Фрей не соглашается. Когда Русе Болтон на глазах Кейтилин убивает Робба, она перерезает горло жене Уолдера Фрея. |                            |                                          |                     |                     |

### Дом Грейджоев
| Имя на русском | Имя на английском          | Актёр           | Появление в сезонах | Количество эпизодов |
| --- | -------------------------- | --------------- | ------------------- | ------------------- |
| |                            |                 |                     |                     |
| Яра Грейджой | Yara Greyjoy               | Джемма Уилан    | 2, 3, 4, 6, 7, 8    | 16                  |
| Дочь лорда Пайка Бейлона Грейджоя и его жены леди Аланнис Харлоу, старшая сестра Теона. Заменила Теона в глазах Бейлона после того, как Теон оказался заложником в Винтерфелле. Во 2 сезоне захватила Темнолесье, безуспешно упрашивала Теона оставить захваченный им ранее Винтерфелл. В 3 сезоне набрала команду добровольцев и отправилась на выручку Теона. В 4 сезоне напала на Дредфорт, но после встречи с Теоном и боя с Рамси вернулась ни с чем. Поклялась отомстить Эурону за убийство её отца. От своего дяди Эйрона узнала, что должна быть избрана правителем Железнорождённых на Вече Железных Островов. После того как королём был избран Эурон, бежала вместе с Теоном на лучших кораблях Железного Флота. В 6 сезоне ей вместе с Теоном удалось заключить союз с Дейенерис и Тирионом. При нападении Эурона на её флот попала к нему в плен. В начале финального сезона отправилась на Железные Острова после освобождения своим братом из плена. В финале сериала присутствует на собрании лордов в Драконьем Логове. |                            |                 |                     |                     |
| |                            |                 |                     |                     |
| Эурон Грейджой (Вороний Глаз) | Euron Greyjoy (Crow’s Eye) | Пилу Асбек      | 6, 7, 8             | 9                   |
| Младший брат короля Железных Островов Бейлона Грейджоя. Знаменитый пират, жестокий, властный человек. Был изгнан Бейлоном с Железных Островов. Вернувшись в Пайк, убил Бейлона, сбросив его с моста в пропасть. Был избран новым королём на Вече. После бегства Яры и Теона на лучших кораблях Железного Флота начал строительство нового флота для завоевания Вестероса. В 7 сезоне прибыл в Королевскую Гавань. Совершил успешное нападение на флот Яры и Теона, убил Обару и Нимерию, взял в плен Яру, Элларию и Тиену. Был встречен как триумфатор жителями Королевской Гавани. Напал на флот Безупречных у Утёса Кастерли. После встречи Серсеи с Джоном и Дейенерис отправился вместе с Железным Флотом в Эссос за Золотыми Мечами. В начале финального сезона привёз на своих кораблях Золотых Мечей в Королевскую Гавань. Убит Джейме Ланнистером. |                            |                 |                     |                     |
| |                            |                 |                     |                     |
| Дагмер Щербатый | Dagmer Cleftjaw            | Ральф Айнесон   | 2                   | 5                   |
| Моряк с Железных Островов. Член команды корабля Теона «Морская сука». Участвовал в захвате Теоном Винтерфелла. После неудачной попытки Теона вернуть беглецов Старков надоумил его казнить детей местного фермера. Смертельно ранил мейстера Лювина. Выдал Теона людям из Дредфорта. Дальнейшая судьба неизвестна. |                            |                 |                     |                     |
| |                            |                 |                     |                     |
| Бейлон Грейджой | Balon Greyjoy              | Патрик Малахайд | 2, 3, 6             | 4                   |
| Лорд-жнец Пайка, правитель Железных островов, последователь Утонувшего Бога, отец Яры и Теона. Прозвище — Смелый. В молодости поднял бунт против власти Железного Трона над Железными Островами, во время которого погибли его старшие сыновья Родрик и Марон. Мятеж был подавлен Робертом Баратеоном и Эддардом Старком, в результате чего Бейлон был вынужден отдать Теона Старкам в заложники; его место в сердце Бейлона заняла Яра. Во 2 сезоне холодно принял вернувшегося Теона, однако отправил его на завоевание Севера, отказавшись от предложения Робба о союзе и провозгласив независимость Железных Островов. В 6 сезоне высказался за продолжение войны против знаменосцев Старков на Севере. Пытался убить вернувшегося в Пайк Эурона, но был сброшен им с моста в пропасть. |                            |                 |                     |                     |
| |                            |                 |                     |                     |
| Лоррен (Чёрный Лоррен) | Lorren (Black Lorren)      | Форбс KБ        | 2                   | 4                   |
| Моряк с Железных Островов. Участвовал в походе Теона на Север. Захватил в плен Родрика Касселя. Был избит Теоном после того, как тот узнал об исчезновении Брана и Рикона. После захвата Винтерфелла Болтонами казнён по приказу Рамси. |                            |                 |                     |                     |
| |                            |                 |                     |                     |
| Эйрон Грейджой (Мокроголовый) | Aeron Greyjoy (Damphair)   | Майкл Фист      | 6                   | 2                   |
| Младший брат короля Железных Островов Бейлона Грейджоя. Жрец Утонувшего Бога. Во 2 сезоне роль Эйрона передана безымянному Утонувшему жрецу, который посвящает Теона в веру на глазах у Бейлона и Яры. В 6 сезоне похоронил Бейлона и сообщил Яре, что на Вече Железных Островов она должна быть избрана правителем Железнорождённых. Короновал Эурона после его победы на Вече. Вероятно был убит своим братом Эуроном, поскольку в начале финального сезона Яра, находясь в плену на Молчаливом, узнаёт от Эурона о том, что он и Яра являются последними Грейджоями, оставшимися в живых, не считая Теона. |                            |                 |                     |                     |

### Дом Ланнистеров
| Имя на русском | Имя на английском         | Актёр                                                                    | Появление в сезонах | Количество эпизодов |
| --- | ------------------------- | ------------------------------------------------------------------------ | ------------------- | ------------------- |
| |                           |                                                                          |                     |                     |
| Григор Клиган (Гора) | Gregor Clegane (Mountain) | Конан Стивенс (Сезон 1) Иэн Уайт (Сезон 2) Хафтор Бьёрнссон (Сезоны 4—8) | 1, 2, 4, 5, 6, 7, 8 | 22                  |
| Старший брат Сандора Клигана. Рыцарь огромного роста и могучего телосложения, знаменит свирепостью на поединках. Грубый, агрессивный, неуравновешенный садист и психопат, от которого в своё время пострадал и Сандор. Верный слуга и исполнитель воли Тайвина Ланнистера. Участвовал в подавлении бунта Бейлона Грейджоя. Во время восстания Роберта Баратеона убил Элию Мартелл и её детей. По приказу Эддарда Старка был лишён рыцарского звания и всех владений в Западных Землях. Принял участие в турнире в честь назначения Эддарда Старка Десницей, на котором проиграл Лорасу. Во время Войны Пяти Королей бесчеловечно разорял Речные Земли, был кастеляном Харренхолла, принимал участие в военных советах лорда Тайвина. В 4 сезоне прибыл в Королевскую Гавань и стал бойцом королевы-регентши. Был смертельно ранен отравленным копьём в поединке с Оберином, хотя сумел убить соперника. Был отдан на излечение Квиберну. В 5 сезоне встретил Серсею в воротах Красного Замка по окончании её «тропы покаяния» под видом члена Королевской Гвардии рыцаря Роберта Стронга — некоего «чудовища Франкенштейна». В 6 сезоне убил одного из жителей Королевской Гавани, который издевался над Серсеей во время её позорного шествия. Убил одного из воробьёв при попытке Святого Воинства сопроводить Серсею в Септу Бейлора. Серсея замышляла выставить его поединщиком на своём суде, однако Томмен принял закон об отмене суда поединком. Не пустил Томмена на Суд Семерых; после уничтожения Септы Бейлора ему на медленную расправу была выдана септа Юнелла. В начале финального сезона присутствовал при разговоре Серсеи с Эуроном Грейджоем и Гарри Стриклендом. Погиб вместе со своим младшим братом, который сбросил их обоих с башни. |                           |                                                                          |                     |                     |
| |                           |                                                                          |                     |                     |
| Лансель Ланнистер | Lancel Lannister          | Юджин Саймон                                                             | 1, 2, 5, 6          | 16                  |
| Сын Кивана Ланнистера, кузен Серсеи, Джейме и Тириона. Служил сквайром у Роберта Баратеона по протекции Серсеи, на роковой охоте подал ему перебродившее вино, что фактически привело короля к смерти. После того как Джейме попал в плен к Роббу Старку, стал официально фаворитом Серсеи. Под угрозой шантажа стал шпионом Тириона, сообщил ему о готовящихся запасах дикого огня. В битве на Черноводной был тяжело ранен. В 5 сезоне встретился с Серсеей на поминках по Тайвину, будучи уже в рядах Святого Воинства «воробьёв». Арестовал Лораса Тирелла. Перед Судом Семерых был заманен в подвал Септы Бейлора и ранен в ногу одной из «пташек» Квиберна, погиб при взрыве дикого огня. |                           |                                                                          |                     |                     |
| |                           |                                                                          |                     |                     |
| Киван Ланнистер | Kevan Lannister           | Иэн Гелдер                                                               | 1, 2, 5, 6          | 12                  |
| Младший брат лорда Тайвина, отец Ланселя. Опытный полководец, однако прежде всего исполнитель воли своего брата. Во время Войны Пяти королей всегда осторожничал, считая, что лучшая битва — та, которой не было. В 5 сезоне принял участие в заседании Малого Совета, на котором осудил действия Серсеи на политическом фронте, после чего уехал в Бобровый Утёс. По просьбе Пицеля вернулся в Королевскую Гавань и приступил к обязанностям Десницы. Отправил армию Западных Земель численностью в 8 тысяч человек во главе с Джейме и Бронном под Риверран, после чего не допустил Серсею на её место рядом с Железным Троном. При нём король Томмен принял закон об отмене суда поединком. Погиб при уничтожении Септы Бейлора. |                           |                                                                          |                     |                     |
| |                           |                                                                          |                     |                     |
| Амори Лорх | Amory Lorch               | Финтан Маккеон                                                           | 2                   | 4                   |
| Рыцарь на службе у Тайвина Ланнистера. Во время восстания Роберта Баратеона убил дочку Элии Таргариен, урождённой Мартелл. Пленил Арью и её спутников во время стычки с Йореном. Поймал Арью на воровстве военных документов. Убит Якеном Хгаром по просьбе Арьи в Харренхолле. |                           |                                                                          |                     |                     |
| |                           |                                                                          |                     |                     |
| Полливер | Polliver                  | Энди Келлегер                                                            | 2, 4                | 3                   |
| Солдат на службе у Григора Клигана. Во 2 сезоне убил мальчика Ломми во время стычки с Йореном. Некоторое время владел личным мечом Арьи Старк. В 4 сезоне убит Арьей во время стычки с Псом. |                           |                                                                          |                     |                     |
| |                           |                                                                          |                     |                     |
| Алтон Ланнистер | Alton Lannister           | Карл Девис                                                               | 2                   | 3                   |
| Кузен Серсеи, Джейме и Тириона. Попал в плен к Роббу после битвы при Шепчущем Лесе. Исполнял роль посла Робба в Королевской Гавани. Убит Джейме во время неудачной попытки побега из плена. |                           |                                                                          |                     |                     |
| |                           |                                                                          |                     |                     |
| Лео Леффорд | Leo Lefford               | Винни МакКейб                                                            | 1                   | 2                   |
| Глава дома Леффордов из Золотого Зуба. В Войне пяти королей сражался на стороне Ланнистеров. Присутствовал на ужине с Тайвином Ланнистером перед битвой на Зелёном Зубце. Позже был на совете после битвы в Шепчущем лесу, где сообщил, что в ходе битвы лютоволк Робба Серый Ветер убил дюжину мужчин и лошадей. Среди его предложений были — выкупить Джейме Ланнистера или вернуться в Утёс Кастерли. Тайвин отверг эти предложения и приказал занять Харренхол. |                           |                                                                          |                     |                     |
| |                           |                                                                          |                     |                     |
| Мартин Ланнистер | Martyn Lannister          | Дин-Чарльз Чепмен                                                        | 3                   | 2                   |
| Сын Кивана Ланнистера. Вместе со своим братом Уиллемом был оруженосцем в армии Ланнистеров. Попадает в плен к силам дома Талли, находится в заложниках в Риверране. Убит Рикардом Карстарком во отместку за смерть своего сына Торрхена. |                           |                                                                          |                     |                     |
| |                           |                                                                          |                     |                     |
| Уиллем Ланнистер | Willem Lannister          | Тимоти Гиббонс                                                           | 3                   | 2                   |
| Сын Кивана Ланнистера. Вместе с братом Мартином был оруженосцем в армии Ланнистеров. Попадает в плен к силам дома Талли, находится в заложниках в Риверране. Убит Рикардом Карстарком во отместку за смерть своего сына Торрхена. |                           |                                                                          |                     |                     |
| |                           |                                                                          |                     |                     |
| Лоллис Стокворт | Lollys Stokeworth         | Элизабет Кэдуолладер                                                     | 5                   | 1                   |
| Представительница дома Стоквортов — вассалов дома Ланнистеров, младшая дочь леди Танды Стокворт. Не отличается большим умом. Была обещана Серсеей Ланнистер в жёны Бронну, чтобы тот отказался выступить на суде над Тирионом на стороне последнего. Появляется в пятом сезоне во время прогулки с Бронном около замка Стоквортов, обсуждая с ним будущую свадьбу. |                           |                                                                          |                     |                     |

### Дом Мартеллов
| Имя на русском | Имя на английском | Актёр                      | Появление в сезонах | Количество эпизодов |
| --- | ----------------- | -------------------------- | ------------------- | ------------------- |
| |                   |                            |                     |                     |
| Тиена Сэнд | Tyene Sand        | Розабелла Лауренти Селлерс | 5, 6, 7             | 9                   |
| Одна из Песчаных Змеек, оружие — кинжалы. Третья незаконнорождённая дочь Оберина Мартелла. Её мать — Эллария Сэнд. При попытке похищения Мирцеллы ранила Бронна в стычке, но была арестована Арео. Спасла Бронна от смерти за определённую плату, тепло простилась с ним во время проводов Мирцеллы в Королевскую Гавань. В 6 сезоне убила Арео Хотаха и мейстера Колеотта. В 7 сезоне вместе с матерью попала в плен к Эурону Грейджою. Отравлена Серсеей с помощью яда Долгое Прощание — того же, которым Эллария отравила Мирцеллу, — и оставлена умирать на глазах у матери. |                   |                            |                     |                     |
| |                   |                            |                     |                     |
| Нимерия Сэнд | Nymeria Sand      | Джессика Хенвик            | 5, 6, 7             | 8                   |
| Одна из Песчаных Змеек, оружие — кнут. Вторая незаконнорождённая дочь Оберина Мартелла. Её мать — некая восточная аристократка благородных кровей. В 7 сезоне убита Эуроном Грейджоем. |                   |                            |                     |                     |
| |                   |                            |                     |                     |
| Обара Сэнд | Obara Sand        | Кейша Касл-Хьюз            | 5, 6, 7             | 8                   |
| Одна из Песчаных Змеек, оружие — копьё. Старшая незаконнорождённая дочь Оберина Мартелла. Её мать — некая крестьянка. Убила пленного капитана корабля, на котором Джейме и Бронн тайком прибыли в Дорн. Убила Тристана Мартелла на корабле в Королевской гавани. В 7 сезоне убита Эуроном Грейджоем. |                   |                            |                     |                     |
| |                   |                            |                     |                     |
| Оберин Мартелл | Oberyn Martell    | Педро Паскаль              | 4                   | 7                   |
| Младший брат правителя Дорна принца Дорана Мартелла. Бисексуал. Любимец женщин, авантюрист, дуэлянт. Прозван Красным Змеем за то, что любит смазывать оружие опасными ядами, в результате чего даже небольшое ранение оказывается смертельным. Его сестра Элия, вышедшая замуж за Рейегара Таргариена, была убита Григором Клиганом во время восстания Роберта Баратеона. По мнению Оберина, приказ убить Элию был отдан лордом Тайвином, из-за чего Оберин ненавидит всех представителей рода Ланнистеров и хочет отомстить за смерть сестры. Его возлюбленная — Эллария Сэнд. За убийство на дуэли лорда Эдгара Айронвуда был выслан из Дорна. Учился в Цитадели, путешествовал по Вольным Городам, состоял в рядах Младших Сыновей. После вступления на престол Роберта Баратеона вернулся в Дорн с целью объявления войны Узурпатору, но попытка не удалась из-за дипломатического визита Джона Аррена в Солнечное Копьё. В 4 сезоне приехал в Королевскую Гавань на свадьбу Джоффри и Маргери вместо принца Дорана, который из-за болезни не может отправиться в путешествие, а заодно чтобы занять место в Малом совете Семи Королевств. Принял предложение лорда Тайвина стать членом суда над Тирионом. После того как тот потребовал суда поединком, а Серсея выбрала своим бойцом Григора Клигана, Оберин вызвался сражаться на стороне Тириона. Во время поединка с Горой успел изранить противника отравленным копьём, но вместо того чтобы добить его, стал требовать публичного признания в убийстве Элии, потеряв бдительность; в результате умирающий Клиган раздавил Оберину голову. |                   |                            |                     |                     |
| |                   |                            |                     |                     |
| |                   |                            |                     |                     |
| Арео Хотах | Areo Hotah        | ДеОбия Опарей              | 5, 6                | 6                   |
| Преданный капитан дворцовой стражи Дорана Мартелла. Поначалу был телохранителем жены принца Дорана леди Мелларио. В 5 сезоне арестовал Джейме с Бронном и старших Песчаных Змеек. Устроил встречу Джейме и Мирцеллы. В 6 сезоне убит Тиеной Сэнд ударом в спину. |                   |                            |                     |                     |
| |                   |                            |                     |                     |
| Тристан Мартелл | Trystane Martell  | Тоби Себастьян             | 5, 6                | 5                   |
| Сын принца Дорана, наследник Дорна. Обручён с Мирцеллой. Был оглушён Бронном при попытке старших Песчаных Змеек похитить Мирцеллу, но помиловал Бронна на определённых условиях, согласился занять место Оберина Мартелла в Малом Совете. Вместе с Джейме, Бронном и Мирцеллой отправился из Дорна в Королевскую гавань, не зная, что Мирцелла отравлена. В 6 сезоне убит Обарой на корабле, находящемся в Королевской Гавани. |                   |                            |                     |                     |
| |                   |                            |                     |                     |
| Доран Мартелл | Doran Martell     | Александр Сиддиг           | 5, 6                | 5                   |
| Правящий лорд (принц) Дорна, владетель Солнечного Копья, старший брат Оберина и Элии Мартелл, отец принца Тристана. Крайне терпеливый и осторожный правитель, дальновидный, не склонный к поспешным поступкам и предпочитающий строить сложные планы. Болен подагрой. Установил лояльные отношения с Железным Троном после того, как Тирион прислал в Дорн Мирцеллу. В 5 сезоне имел спор с Элларией по поводу мести за смерть Оберина, заставил её присягнуть ему на верность. В 6 сезоне убит Элларией. |                   |                            |                     |                     |

### Дом Старков
| Имя на русском | Имя на английском    | Актёр                                                                      | Появление в сезонах | Количество эпизодов |
| --- | -------------------- | -------------------------------------------------------------------------- | ------------------- | ------------------- |
| |                      |                                                                            |                     |                     |
| Ходор (Уилис) | Hodor (Wylis)        | Кристиан Нэрн Сэм Коулман (6 сезон, Уилис в детстве)                       | 1, 2, 3, 4, 6       | 23                  |
| Конюх в Винтерфелле, позже личный слуга Брана. Родственник Старой Нэн. Большой, физически крепкий и добрый, но страдает слабоумием. Говорит одно-единственное слово — «Ходор». Спасся вместе с Браном в крипте после захвата Винтерфелла Теоном, позже отправился с ним в Застенье. Пережил плен у Карла Таннера, убил наёмника Локка, когда Бран управлял им, используя свои способности варга. Вместе с Браном дошёл до пещеры Трёхглазого Ворона. В 6 сезоне в видениях прошлого Бран узнаёт настоящее имя Ходора и тайну его болезни. Слово «Ходор» по-английски — сокращение от «hold the door» («держи дверь»). Это фраза Миры Рид, которую через видения Брана услышал Уилис, после чего у него начался припадок и он постоянно повторял эту фразу, постепенно уменьшая количество букв до «HOld the DoOR» (в русской интерпретации «вХОД затвОРи»). Убит упырями.   |                      |                                                                            |                     |                     |
| |                      |                                                                            |                     |                     |
| Мира Рид | Meera Reed           | Элли Кендрик                                                               | 3, 4, 6, 7          | 16                  |
| Старшая сестра Жойена Рида, дочь лорда Сероводья на Перешейке Хоуленда Рида. В 3 сезоне вместе с братом присоединилась к Брану во время его путешествия в Застенье. В 4 сезоне пережила плен у Карла Таннера, но при нападении упырей потеряла брата. Спасла Брана во время нападения Короля Ночи на пещеру Трёхглазого Ворона. В 7 сезоне прибыла вместе с Браном в Чёрный Замок, затем в Винтерфелл. Рассталась с Браном и отправилась к своей семье. |                      |                                                                            |                     |                     |
| |                      |                                                                            |                     |                     |
| |                      |                                                                            |                     |                     |
| Оша | Osha                 | Наталия Тена                                                               | 1, 2, 3, 6          | 16                  |
| Одичалая из шайки дезертира Ночного Дозора Стива, взятая в плен Роббом Старком. Робб сохранил ей жизнь, за что она всегда верно и преданно служила ему, а потом — его младшим братьям. Хитра и по-своему умна. Во время захвата железнорождёнными Винтерфелла была спасена мейстером Лювином от издевательств со стороны Теона, которого затем соблазнила, чтобы спасти младших Старков. По настоянию Брана отправилась с Риконом в земли Амберов. В 6 сезоне попала в плен к Рамси Болтону. Пыталась соблазнить и убить Рамси, но сама погибла от его ножа. |                      |                                                                            |                     |                     |
| |                      |                                                                            |                     |                     |
| Рикон Старк | Rickon Stark         | Арт Паркинсон                                                              | 1, 2, 3, 6          | 14                  |
| Младший сын лорда Эддарда и леди Кейтилин Старк. Владелец лютоволка по кличке Лохматик. После захвата Винтерфелла Теоном скрывался вместе с Браном в крипте. Бежал из Винтерфелла вместе с Браном, однако позже по его настоянию отправился вместе с Ошей в земли Амберов. В 6 сезоне попал в плен к Рамси Болтону. Перед Битвой Бастардов по приказу Рамси бежал через поле битвы к Джону Сноу и был убит Рамси из лука. После битвы Джон велел своим людям похоронить Рикона в крипте, рядом с отцом. |                      |                                                                            |                     |                     |
| |                      |                                                                            |                     |                     |
| Родрик Кассель | Rodrik Cassel        | Рон Донахи (1—2 сезоны) Фергус Литем (6 сезон, Родрик Кассель в молодости) | 1, 2, 6             | 14                  |
| Мастер над оружием и кастелян Винтерфелла. Верный и преданный слуга дома Старков. Сопровождал леди Кейтилин во время её путешествия в Королевскую Гавань и Долину Аррен. По возвращении в Винтерфелл двинул армию навстречу Железнорождённым, однако попал в плен и на глазах у Брана был казнён Теоном Грейджоем, прокляв его перед смертью. В 6 сезоне Бран в видениях прошлого наблюдал за тем, как сир Родрик обучает Эддарда и Бенджена сражаться. |                      |                                                                            |                     |                     |
| |                      |                                                                            |                     |                     |
| Лювин | Luwin                | Дональд Самптер                                                            | 1, 2                | 14                  |
| Мейстер Винтерфелла, советник Эддарда Старка. Мягкий и рассудительный человек. Вкладывал душу в обучение детей Старков основам наук, старался давать мудрые советы Роббу и Брану. Был вынужден признать Теона принцем Винтерфелла после захвата его железнорождёнными. Был смертельно ранен Дагмером во время выдачи Теона железнорождёнными, перед смертью посоветовал Брану и Рикону бежать к Стене. Попросил Ошу добить его, чтобы не мучиться перед смертью. |                      |                                                                            |                     |                     |
| |                      |                                                                            |                     |                     |
| |                      |                                                                            |                     |                     |
| Волкан | Wolkan               | Ричард Райкрофт                                                            | 6, 7, 8             | 12                  |
| Мейстер Дредфорта и Винтерфелла. В 5 сезоне служил дому Болтонов, после Битвы Бастардов стал служить дому Старков. В 7 сезоне передал Джону Сноу послания от Серсеи, Тириона и Сэма. Отправил по просьбе Брана письма во все концы Семи Королевств с предупреждением об угрозе со стороны армии Короля Ночи. |                      |                                                                            |                     |                     |
| |                      |                                                                            |                     |                     |
| Жойен Рид | Jojen Reed           | Томас Броди-Сангстер                                                       | 3, 4                | 10                  |
| Младший брат Миры Рид, сын лорда Сероводья Хоуленда Рида. Спутник Брана Старка на Север. Возле пещеры Трёхглазого Ворона был ранен одним из мертвецов, затем Мира перерезала ему горло, а Листочек уничтожила тело Жойена в момент превращения его в восставшего мертвеца. |                      |                                                                            |                     |                     |
| |                      |                                                                            |                     |                     |
| Лианна Мормонт | Lyanna Mormont       | Белла Рамзи                                                                | 6, 7, 8             | 9                   |
| Племянница Джиора Мормонта и двоюродная сестра Джораха Мормонта, 10-летняя леди Медвежьего Острова, знаменосец Старков. В 6 сезоне хотела отказать Старкам в помощи, но Давос Сиворт убедил её, что Северу предстоит сражение с Иными. Со своими 62 людьми (остальные были убиты на Красной Свадьбе) отправилась в лагерь одичалых и других мелких семейств Севера, поддерживающих Старков. Участвовала в Битве Бастардов. Признала Джона Сноу Королём Севера, упрекнув нескольких лордов в том, что они не пришли на помощь Старкам в войне против Болтонов. В начале 7 сезона выступила против поездки Джона Сноу на Драконий Камень. В начале финального сезона отказалась присягать Дейенерис Таргариен. Погибает от руки великана-упыря, убив перед этим последнего. После превращения в Иную Королём Ночи, погибает после его уничтожения. Её тело сжигает Джон Сноу. |                      |                                                                            |                     |                     |
| |                      |                                                                            |                     |                     |
| Мордейн | Mordane              | Сьюзан Браун                                                               | 1                   | 8                   |
| Септа — служительница Семерых. Немолодая строгая женщина, воспитательница Арьи и Сансы Старк. Сопровождала их в путешествии Эддарда Старка в Королевскую Гавань. Казнена вместе с другими людьми Старков по приказу Джоффри. |                      |                                                                            |                     |                     |
| |                      |                                                                            |                     |                     |
| Рикард Карстарк | Rickard Karstark     | Стивен Блаунт (1 сезон) Джон Стал (2—3 сезоны)                             | 1, 2, 3             | 6                   |
| Лорд Кархолда, вассал Старков. В 1 сезоне привёл свои войска в Винтерфелл, когда Робб созывал знамёна. После того как Кейтилин освободила Джейме из-под стражи и тот убил младшего Карстарка, жаждущий мести лорд Рикард убил Виллема Ланнистера и его брата-близнеца, пока те находились в камерах в Риверране. За это был казнён Роббом, после чего войска Карстарков покинули его армию и частично влились в армию Русе Болтона. |                      |                                                                            |                     |                     |
| |                      |                                                                            |                     |                     |
| Элис Карстарк | Alys Karstark        | Меган Паркинсон                                                            | 7, 8                | 5                   |
| Наследница Харальда Карстарка. В начале 7 сезона присягнула Джону Сноу. Присутствовала на собрании, на котором Джон Сноу заявил, что уезжает из Винтерфелла на Драконий Камень. В начале финального сезона присутствовала на собраниях, организованных после прибытия Дейенерис Таргариен и Джона Сноу в Винтерфелл, и на военном совете перед битвой с Иными. Погибла в битве с Иными, защищая Брана Старка от Короля Ночи. |                      |                                                                            |                     |                     |
| |                      |                                                                            |                     |                     |
| Робетт Гловер | Robett Glover        | Тим МакИннерни                                                             | 6, 7                | 5                   |
| Кастелян Темнолесья. Стал новым лордом Темнолесья после гибели своего брата в Войне Пяти Королей. Гловеры были верны Старкам, однако стали знаменосцами Болтонов после того, как те помогли им отвоевать Темнолесье. В 6 сезоне отказался поддержать Старков из-за того, что Робб незадолго до гибели не поддержал Гловеров в борьбе с Железнорождёнными. Признал Джона Сноу Королём Севера после того, как Лианна Мормонт упрекнула его на общем собрании лордов Севера в Винтерфелле. В начале финального сезона отказался присягать Дейенерис Таргариен и уехал в Темнолесье, в связи с чем на собраниях в Винтерфелле не присутствовал. |                      |                                                                            |                     |                     |
| |                      |                                                                            |                     |                     |
| Джори Кассель | Jory Cassel          | Джейми Сивес                                                               | 1                   | 5                   |
| Капитан гвардии Винтерфелла, племянник сира Родрика. Простодушный и исполнительный молодой человек, мечтает стать рыцарем. Участвовал в подавлении мятежа Бейлона Грейджоя. Помогал Эддарду Старку в расследовании смерти Джона Аррена, имел конфликт с Джейме. Убит Джейме мечом в глаз в стычке возле борделя в Королевской Гавани. |                      |                                                                            |                     |                     |
| |                      |                                                                            |                     |                     |
| Нэн (Старая Нэн) | Nan (Old Nan)        | Маргарет Джон (1 сезон) Аннетт Тирни (6 сезон, Нэн в молодости)            | 1, 6                | 4                   |
| Старая служанка из Винтерфелла, умелая рассказчица, знающая много сказок и историй. Мать Ходора. Няня Брана. В 6 сезоне Бран в видениях прошлого наблюдал за тем, как Нэн запретила своему сыну Уилису (Ходору) драться с Эддардом и Бендженом, поскольку Уилис — простолюдин. |                      |                                                                            |                     |                     |
| |                      |                                                                            |                     |                     |
| Нед Амбер | Ned Umber            | Гарри Грасби                                                               | 7, 8                | 3                   |
| Внук Большого Джона Амбера и наследник Маленького Джона Амбера. В начале 7 сезона присягнул Джону Сноу. Присутствовал на собрании, на котором Джон Сноу заявил, что уезжает из Винтерфелла на Драконий Камень. В начале 8 сезона по приказу Сансы Старк отбыл в Последний Очаг, где позже убит Иными. Его труп был обнаружен Тормундом, Скорбным Эддом и Бериком Дондаррионом. После превращения в Иного был сожжён Бериком Дондарионом. |                      |                                                                            |                     |                     |
| |                      |                                                                            |                     |                     |
| Лианна Старк | Lyanna Stark         | Эшлинг Франчози Корделия Хилл (6 сезон, Лианна Старк в детстве)            | 6, 7                | 3                   |
| Младшая сестра Эддарда Старка. Мать Джона Сноу. Была похищена Рейегаром Таргариеном после Харренхолльского турнира и заточена в Башне Радости. Вышла замуж за Рейегара. Умерла при родах. Появляется только в видениях Брана. |                      |                                                                            |                     |                     |
| |                      |                                                                            |                     |                     |
| Джон Амбер (Большой) | Jon Umber (Greatjon) | Клайв Мэнтл                                                                | 1                   | 3                   |
| Вассал Старков, лорд замка Последний Очаг, прозванный «Большим Джоном» за высокий рост. Очень вздорный и шумный, но верный и надёжный союзник. Первым признал Робба королём Севера и призвал к этому других лордов. Воевал в Речных землях против армии Ланнистеров. Убит на Красной Свадьбе. |                      |                                                                            |                     |                     |

### Дом Таргариенов
| Имя на русском | Имя на английском                 | Актёр          | Появление в сезонах | Количество эпизодов |
| --- | --------------------------------- | -------------- | ------------------- | ------------------- |
| |                                   |                |                     |                     |
| |                                   |                |                     |                     |
| Барристан Селми | Barristan Selmy                   | Иэн Макэлхинни | 1, 3, 4, 5          | 25                  |
| Лорд-командующий Королевской гвардии, член Малого совета. Прозвище — Смелый. Несмотря на преклонный возраст, остаётся одним из лучших бойцов Вестероса, сразиться с которым боится даже Джейме. Был изгнан со службы Джоффри Баратеоном из-за возраста, после чего отправился за море, чтобы присоединиться к Дейенерис Таргариен, которую спас во время покушения. Стал её верным соратником и главой её гвардии, помогая вести войну с работорговцами. Раскрыл шпионаж Джораха Мормонта. В 5 сезоне пришёл на помощь Серому Червю во время стычки между Безупречными и Сынами Гарпии; умер от полученных ран. |                                   |                |                     |                     |
| |                                   |                |                     |                     |
| |                                   |                |                     |                     |
| Ирри | Irri                              | Амрита Ачарья  | 1, 2                | 13                  |
| Дотракийка. Служанка, купленная, чтобы научить Дейенерис искусству верховой езды по-дотракийски. Убита Дореа в Кварте. |                                   |                |                     |                     |
| |                                   |                |                     |                     |
| |                                   |                |                     |                     |
| Дорея | Doreah                            | Роксанна Макки | 1, 2                | 11                  |
| Служанка Иллирио. Рабыня, купленная, чтобы научить Дейенерис искусству любви. Любовница Визериса. Впоследствии предала Дейенерис и убила Ирри. Была заперта в сокровищнице вместе с Ксаро Ксоан Даксосом. |                                   |                |                     |                     |
| |                                   |                |                     |                     |
| |                                   |                |                     |                     |
| Хиздар зо Лорак | Hizdahr zo Loraq                  | Джоэл Фрай     | 4, 5                | 8                   |
| Миэринский аристократ. Признал власть Дейенерис Таргариен после того, как она завоевала Миэрин и стала его королевой. Стал советником Дейенерис, позже просил её открыть бойцовые ямы в Миэрине. Был выпущен из темницы, куда его поместили после гибели Барристана Селми. Убит Сынами Гарпии. |                                   |                |                     |                     |
| |                                   |                |                     |                     |
| |                                   |                |                     |                     |
| Коварро | Kovarro                           | Стивен Коул    | 2                   | 8                   |
| Кровный всадник кхала Дрого. Слуга Дейенерис, участвовавший в аресте Ксаро Даксоса. |                                   |                |                     |                     |
| |                                   |                |                     |                     |
| |                                   |                |                     |                     |
| Ракхаро | Rakharo                           | Элиес Габел    | 1, 2                | 7                   |
| Самый молодой из кровных всадников Дрого и наиболее близкий Дейенерис. Во 2 сезоне Дейенерис отправила его вместе с Агго и Коварро за помощью, когда она и её выжившие люди погибали от засухи в красной пустыне. Убит одним из кхалов; вернувшаяся лошадь Ракхаро принесла его голову. |                                   |                |                     |                     |
| |                                   |                |                     |                     |
| |                                   |                |                     |                     |
| Моссадор | Mossador                          | Рис Ной        | 4, 5                | 3                   |
| Советник Дейенерис из вольноотпущенников Миэрина. Участвовал в бунте рабов в Миэрине. Казнён по приказу Дейенерис за убийство одного из пленённых Сыновей Гарпии. |                                   |                |                     |                     |
| |                                   |                |                     |                     |
| Рейгар Таргариен | Rhaegar Targaryen                 | Уилф Сколдинг  | 7                   | 1                   |
| Старший сын и наследник короля Эйриса II Безумного, брат Визериса и Дейенерис, супруг Элии Мартелл и отец Рейнис и Эйгона. В финале седьмого сезона Бран Страк и Сэмвелл Тарли узнают, что Рейгар также является законным мужем Лианны Старк и отцом Джона Сноу, которому до своей смерти от родов Лианна дала имя Эйгон после гибели семьи Рейгара в Королевской Гавани. Убит Робертом Баратеоном. Появляется только в видении Брана. |                                   |                |                     |                     |
| |                                   |                |                     |                     |
| Эйрис II Таргариен (Безумный Король) | Aerys II Targaryen (The Mad King) | Дэвид Ринтул   | 6                   | 1                   |
| Последний король на Железном троне из династии Таргариенов. Отец Рейгара, Визериса и Дейенерис. Прославился своим безумием, был убит во время гражданской войны, получившей название «Восстание Роберта». В сериале появляется в видении Брана. |                                   |                |                     |                     |
| |                                   |                |                     |                     |
| |                                   |                |                     |                     |
| Артур Дейн | Arthur Dayne                      | Люк Робертс    | 6                   | 1                   |
| Легендарный рыцарь из дорнийского дома Дейнов, член Королевской гвардии при Эйрисе II, обладатель меча Рассвет, выкованного, согласно сказаниям, из металла павшей звезды. В 6 сезоне появляется в одном из видений Брана. В самом конце восстания Роберта принц Рейгар Таргариен приказал Дейну охранять Башню Радости в Дорне, где находилась Лианна Старк. В сражении с северянами получает удар кинжалом сзади в шею от Хоуленда Рида. Убит Эддардом Старком. |                                   |                |                     |                     |

### Дом Талли
| Имя на русском | Имя на английском | Актёр              | Появление в сезонах | Количество эпизодов |
| --- | ----------------- | ------------------ | ------------------- | ------------------- |
| |                   |                    |                     |                     |
| Эдмур Талли | Edmure Tully      | Тобайас Мензис     | 3, 6, 8             | 9                   |
| Младший брат леди Кейтилин Старк и леди Лизы Аррен. Его женитьба на Рослин Фрей вошла в историю как Красная Свадьба. Стал лордом Риверрана после смерти своего отца лорда Хостера Талли. Отстоял Риверран от армии Тайвина Ланнистера, пленил младших братьев Ланселя Ланнистера. После Красной Свадьбы попал в плен к своему тестю. В 6 сезоне получил от Уолдера Фрея заверения в том, что вернётся в Риверран на определённых условиях. После прибытия Джейме в Риверран был отдан под защиту Ланнистеров для дальнейших переговоров с Бринденом. Джейме пригрозил ему убить его сына и всех солдат в Риверране, после чего Эдмур сдал Риверран Фреям и Ланнистерам и был возвращён Уолдером Фреем в темницу Близнецов. После гибели Уолдера Фрея, несмотря на то, что находится в плену, является фактическим лордом Риверрана. В финале сериала присутствует на собрании лордов в Драконьем Логове. |                   |                    |                     |                     |
| |                   |                    |                     |                     |
| Бринден Талли | Brynden Tully     | Клайв Расселл      | 3, 6                | 7                   |
| Имеет прозвище «Чёрная рыба». Младший брат лорда Риверрана Хостера Талли. Соратник Робба Старка, участник Войны Пяти Королей. Долгое время служил у своей племянницы Лизы Аррен Хранителем Кровавых Ворот. Во время Красной Свадьбы спасся бегством. Отказался сдать Риверран во время переговоров с Фреями и Джейме. После того как Эдмур Талли велел сдать Риверран, спас Бриенну и Подрика и погиб в сражении с солдатами Ланнистеров и Фреев. |                   |                    |                     |                     |
| |                   |                    |                     |                     |
| |                   |                    |                     |                     |
| Рослин Талли | Roslin Tully      | Александра Доулинг | 3                   | 1                   |
| Одна из самых красивых дочерей лорда Уолдера Фрея. Вышла замуж за Эдмура Талли на Красной свадьбе. В 6 сезоне Джейме сообщает Эдмуру, что его жена родила сына и что после окончания осады Риверрана ему будет позволено воссоединиться со своей семьёй в Утёсе Кастерли, однако Эдмур в итоге был возвращён в темницу в Близнецах. |                   |                    |                     |                     |
| |                   |                    |                     |                     |
| Хостер Талли | Hoster Tully      | Кристофер Ньюман   | 3                   | 1                   |
| Лорд Риверрана, верховный лорд Трезубца и глава дома Талли, отец Кейтилин, Лизы и Эдмура, старший брат Бриндена Талли. Лорд Хостер умирает во время Войны пяти королей, вскоре после битвы у Черноводной. На похоронах в Риверране присутствуют брат Хостера Бринден, сын Эдмур, дочь Кейтилин и внук Робб Старк со свой женой Талисой. В сериале появляется после своей смерти. |                   |                    |                     |                     |

### Дом Тиреллов
| Имя на русском | Имя на английском | Актёр                                        | Появление в сезонах | Количество эпизодов |
| --- | ----------------- | -------------------------------------------- | ------------------- | ------------------- |
| |                   |                                              |                     |                     |
| Лорас Тирелл | Loras Tyrell      | Финн Джонс                                   | 1, 2, 3, 4, 5, 6    | 20                  |
| Известен как «Рыцарь Цветов». Брат Маргери, любовник Ренли, которого подбивал на борьбу за Железный Трон. Один из лучших турнирных бойцов Семи королевств. Был спасён Сандором Клиганом от Горы на турнире. После смерти Роберта Баратеона бежал вместе с Ренли из Королевской Гавани. Состоял в Радужной Гвардии Ренли, был побеждён Бриенной в поединке. Был арестован Ланселем и позднее допрошен Его Воробейшеством. На заседании Суда Семерых признал свою вину. Погиб при взрыве Септы Бейлора. |                   |                                              |                     |                     |
| |                   |                                              |                     |                     |
| Оленна Тирелл | Olenna Tyrell     | Дайана Ригг                                  | 3, 4, 5, 6, 7       | 18                  |
| Урождённая Редвин, по прозвищу «Королева шипов». Матриарх дома Тиреллов. Вдова лорда Хайгардена Лютора Тирелла, мать Мейса, бабушка Маргери и Лораса. Несмотря на возраст, известна проницательностью, сарказмом и остроумием. Участвовала в Пурпурной свадьбе, сделав в неё крупный денежный вклад по настоянию Тайвина Ланнистера. В 5 сезоне приняла участие в допросе Лораса Его Воробейшеством. Предоставила флот Простора Дейенерис для завоевания Вестероса. После взятия Хайгардена приняла яд от Джейме, успев признаться в организации отравления Джоффри. С её смертью род Тиреллов пресёкся.                                                                                               |                   |                                              |                     |                     |
| |                   |                                              |                     |                     |
| Мейс Тирелл | Mace Tyrell       | Роджер Эштон-Гриффитс                        | 4, 5, 6             | 14                  |
| Лорд Хайгардена, правитель Простора, Хранитель Юга. Отец Лораса и Маргери Тирелл, сын Оленны Тирелл. В молодости был известным силачом и красавцем, со временем растолстел. Честолюбив, весьма амбициозен и даже тщеславен. Быть хорошим политиком ему мешает недостаток ума и выдержки, кроме того, им достаточно легко манипулировать. Член Малого совета, занявший сразу два поста — мастера над кораблями и мастера над монетой. Вначале поддержал Ренли Баратеона и выдал Маргери замуж за него, но затем заключил союз с Тайвином Ланнистером и согласился породниться с ним. После смерти Тайвина надеялся стать Десницей, но Серсея оставила место вакантным. Погиб на заседании Суда Семерых. |                   |                                              |                     |                     |
| |                   |                                              |                     |                     |
| Рендилл Тарли | Randyll Tarly     | Джеймс Фолкнер                               | 6, 7                | 5                   |
| Глава дома Тарли, лорд Рогова Холма, вассал Тиреллов. Владелец фамильного валирийского клинка Губитель Сердец. Известен как один из лучших полководцев Вестероса. В браке с Мелессой Флорент стал отцом пятерых детей — сыновей Сэмвелла и Дикона и троих дочерей. Приняв участие в захвате Джейме Хайгардена, стал новым Хранителем Юга. Попав в плен, отказался преклонить колено перед Дейенерис. Вместе с Диконом Тарли сожжён Дрогоном. |                   |                                              |                     |                     |
| |                   |                                              |                     |                     |
| Дикон Тарли | Dicon Tarly       | Фредди Строма (Сезон 6) Том Хоппер (Сезон 7) | 6, 7                | 5                   |
| Второй сын Рендилла Тарли, его наследник. Младший брат Сэмвелла и его неназванных сестёр. Участвовал в захвате Хайгардена, спас Джейме во время бойни на Дороге Роз. Отказался преклонить колено перед Дейенерис. Вместе со своим отцом был сожжён Дрогоном. |                   |                                              |                     |                     |
| |                   |                                              |                     |                     |
| Мелесса Тарли | Melessa Florent   | Саманта Спиро                                | 6                   | 1                   |
| Старшая дочь лорда Алестера Флорента, жена лорда Рендилла Тарли. Мать Сэмвелла, Дикона, Таллы и двух других неназванных дочерей. |                   |                                              |                     |                     |
| |                   |                                              |                     |                     |
| Талла Тарли | Talla Tarly       | Ребекка Бенсон                               | 6                   | 1                   |
| Дочь лорда Рендилла Тарли и леди Мелессы Флорент, сестра Сэмвелла и Дикона Тарли. После гибели отца и брата Дикона является наследницей Рогова Холма и фактически всего Простора. |                   |                                              |                     |                     |

### Люди Эссоса
| Имя на русском | Имя на английском                  | Актёр             | Появление в сезонах | Количество эпизодов |
| --- | ---------------------------------- | ----------------- | ------------------- | ------------------- |
| |                                    |                   |                     |                     |
| Бродяжка | The Waif                           | Фэй Марсей        | 5, 6                | 115                 |
| Жрица Многоликого Бога в Чёрно-Белом Доме в Браавосе. Помощница Якена Хгара. В 6 сезоне подвергла испытанию ослепшую Арью, затем продолжила тренировки с ней в Чёрно-Белом Доме. После того как Арья провалила возложенную на неё миссию, получила от Якена разрешение убить Арью, но погибла от её руки.                          |                                    |                   |                     |                     |
| |                                    |                   |                     |                     |
| Квоно | Qhono                              | Стаз Наир         | 6, 7, 8             | 11                  |
| Дотракийский всадник из кхаласара кхала Моро. Берёт в плен Дейенерис и приводит в Вейес Дотрак. После пожара в храме Дош Кхалин и гибели всех кхалов клянётся в верности Дейенерис и возглавляет дотракийское войско. Сопровождает её в походе на Вестерос. В финальном сезоне погиб во время битвы с мертвецами под Винтерфеллом. |                                    |                   |                     |                     |
| |                                    |                   |                     |                     |
| Квото | Qotho                              | Дар Салим         | 1                   | 65                  |
| Кровный всадник кхала Дрого. Убит Джорахом Мормонтом за покушение на Дейенерис. |                                    |                   |                     |                     |
| |                                    |                   |                     |                     |
| Ксаро Ксоан Даксос | Xaro Xhoan Daxos                   | Нонсо Анози       | 2                   | 5                   |
| Богатый житель Кварта. Принял под своё покровительство Дейенерис и хотел жениться на ней. Устроил государственный переворот в Кварте. Был заперт вместе с Дореа в собственной сокровищнице. |                                    |                   |                     |                     |
| |                                    |                   |                     |                     |
| Тихо Несторис | Tycho Nestoris                     | Марк Гэтисс       | 4, 5, 7             | 4                   |
| Представитель Железного банка Браавоса. В 4 сезоне оказал помощь Станнису Баратеону. В 5 сезоне встретил Мейса Тирелла по его приезде в Браавос, чтобы обсудить реструктуризацию долга Королевской Гавани. В 7 сезоне прибыл в Королевскую Гавань для переговоров, заверил Серсею в поддержке Железного Банка.                     |                                    |                   |                     |                     |
| |                                    |                   |                     |                     |
| Еззан зо Каггаз | Yezzan zo Qaggaz                   | Энцо Чиленти      | 5, 6                | 4                   |
| Работорговец из Юнкая. Купил на невольничьем аукционе Тириона и Джораха. На определённых условиях принял Джораха в качестве бойца. После сожжения флота работорговцев был помилован Тирионом и Серым Червём. |                                    |                   |                     |                     |
| |                                    |                   |                     |                     |
| Пиат Прей | Pyat Pree                          | Иэн Ханмор        | 2                   | 4                   |
| Маг из Кварта. Устроил государственный переворот в Кварте. Сожжён драконами Дейенерис. |                                    |                   |                     |                     |
| |                                    |                   |                     |                     |
| Раздал мо Эраз | Razdal mo Eraz                     | Джордж Джорджиу   | 3, 6                | 3                   |
| Работорговец из Юнкая. После сожжения флота работорговцев убит вместе с Белико Паенемионом. |                                    |                   |                     |                     |
| |                                    |                   |                     |                     |
| Вала | Vala                               | Мина Райанн       | 5, 6                | 3                   |
| Куртизанка Миэрина. В 5 сезоне была соучастницей убийства Безупречного по прозвищу Белый Крыс Сыном Гарпии. В 6 сезоне Варис предложил ей и её сыну Дому помощь в обмен на информацию о людях, поддерживающих Сынов Гарпии. |                                    |                   |                     |                     |
| |                                    |                   |                     |                     |
| Моро | Moro                               | Джо Науфаху       | 6                   | 3                   |
| Дотракийский кхал. Поддерживал Дрого. В 6 сезоне отправил Дейенерис в Ваэс Дотрак и лично сопроводил её к вдовам погибших кхалов. Погиб вместе с другими кхалами в пожаре, устроенном Дейенерис. |                                    |                   |                     |                     |
| |                                    |                   |                     |                     |
| Кразнис мо Наклоз | Kraznys mo Nakloz                  | Дэн Хильдебранд   | 3                   | 3                   |
| Работорговец из Астапора. Хозяин Миссандеи. Продал Безупречных Дейенерис, но был сожжён Дрогоном. |                                    |                   |                     |                     |
| |                                    |                   |                     |                     |
| Король пряностей | Spice King                         | Николас Блейн     | 2                   | 3                   |
| Глава древней купеческой организации — Гильдии Пряностей Кварта. Отказался предоставить Дейенерис корабли. Погиб во время государственного переворота в Кварте. |                                    |                   |                     |                     |
| |                                    |                   |                     |                     |
| Король шёлка | Silk King                          | Славко Юрага      | 2                   | 3                   |
| Один из Тринадцати — представителей правящей элиты Кварта. Отказывается Дейенерис дать корабли, так как боится разозлить этим Ланнистеров, которые являются его лучшими покупателями. Погиб во время государственного переворота в Кварте.                                                                                         |                                    |                   |                     |                     |
| |                                    |                   |                     |                     |
| Мирри Маз Дуур | Mirri Maz Duur                     | Мия Сотериу       | 1                   | 3                   |
| «Мейега», лхазарянская колдунья, захваченная дотракийцами. Взятая под защиту Дейенерис, пообещала помочь ей, но её колдовской обряд погубил кхала Дрого впал в кому и убил ребёнка Дейенерис. Сожжена на погребальном костре Дрого по приказу Дейенерис.                                                                           |                                    |                   |                     |                     |
| |                                    |                   |                     |                     |
| Изембаро | Izembaro                           | Ричард Э. Грант   | 6                   | 3                   |
| Руководитель бродячего театра. В спектакле «Кровавый Десница» сыграл роли Роберта Баратеона и Тайвина Ланнистера. |                                    |                   |                     |                     |
| |                                    |                   |                     |                     |
| Леди Крейн | Lady Crane                         | Эсси Дэвис        | 6                   | 3                   |
| Актриса бродячего театра. В спектакле «Кровавый Десница» сыграла Серсею Ланнистер. Её по заданию Якена Хгара должна была отравить Старк. Узнала от Арьи о том, что её соперница актриса Бьянка заказала её убийство. Оказала помощь раненной Арье, но была убита Бродяжкой.                                                        |                                    |                   |                     |                     |
| |                                    |                   |                     |                     |
| Бобоно | Bobono                             | Ли Гилл           | 6                   | 3                   |
| Карлик, актёр из театра Изембаро. В спектакле «Кровавый десница» играет роль Тириона Ланнистера. |                                    |                   |                     |                     |
| |                                    |                   |                     |                     |
| Кларензо | Clarenzo                           | Роб Калландер     | 6                   | 3                   |
| Один из актёров театральной труппы Изембаро. Исполняет роль Джоффри Баратеона в спектакле «Кровавый десница». |                                    |                   |                     |                     |
| |                                    |                   |                     |                     |
| Камелло | Camello                            | Кевин Элдон       | 6                   | 2                   |
| Актёр театральной труппы Изембаро. Исполняет роль Эддарда Старка в спектакле «Кровавый десница». |                                    |                   |                     |                     |
| |                                    |                   |                     |                     |
| Бьянка | Bianca                             | Элин Пауэлл       | 6                   | 2                   |
| Молодая актриса из театра Изембаро, исполнительница роли Сансы Старк в спектакле «Кровавый десница». Из зависти заказала убийство своей театральной соперницы Леди Крейн. |                                    |                   |                     |                     |
| |                                    |                   |                     |                     |
| Гарри Стрикленд | Harry Strickland                   | Марк Рисман       | 8                   | 2                   |
| Капитан Золотых мечей — наёмнической армии из Эссоса. Гарри Стрикленд и возглавляемая им армия наёмников на кораблях Железного флота прибывает в Королевскую Гавань и заверяет Серсею, что его войско готово сражаться за неё. Погибает во время нападения армии Дейенерис на Королевскую Гавань.                                  |                                    |                   |                     |                     |
| |                                    |                   |                     |                     |
| Белико Паенемион | Belicho Paenymion                  | Эдди Джексон      | 6                   | 2                   |
| Представитель Вольных Городов — триарх Волантиса. После сожжения флота работорговцев убит вместе с Раздалом мо Эразом. |                                    |                   |                     |                     |
| |                                    |                   |                     |                     |
| Верховная жрица Дош Кхалина | High Priestess of the Dosh Khaleen | Суад Фаресс       | 6                   | 2                   |
| Бывшая вдова кхала Саво. В 6 сезоне в Дош Кхалине встретила Дейенерис и объяснила ей, что её судьба зависит от решения кхалов. Преклонила колени перед Дейенерис после расправы над кхалами. |                                    |                   |                     |                     |
| |                                    |                   |                     |                     |
| Орнелла | Ornella                            | Ханна Джон-Кэймен | 6                   | 2                   |
| Лхазарянка. Юная вдова кхала в Дош Кхалине. В 6 сезоне помогла Дейенерис, Даарио Нахарису и Джораху Мормонту устроить пожар в шатре дотракийских кхалов во время собрания. Преклонила колени перед Дейенерис после расправы над кхалами.                                                                                           |                                    |                   |                     |                     |
| |                                    |                   |                     |                     |
| Куэйта | Quaithe                            | Лаура Прадельска  | 2                   | 2                   |
| Жрица из Асшая. |                                    |                   |                     |                     |
| |                                    |                   |                     |                     |
| Иллирио Мопатис | Illyrio Mopatis                    | Роджер Аллам      | 1                   | 2                   |
| Богатый магистр вольного города Пентос. Старый друг Вариса. В его обязанности входила забота о Дейенерис и Визерисе. Подарил Дейенерис на её свадьбе с Дрого драконьи яйца. В 5 сезоне именно в дом Иллирио в Пентосе прибыли Тирион и Варис.                                                                                      |                                    |                   |                     |                     |
| |                                    |                   |                     |                     |
| Маго | Mago                               | Ивайло Димитров   | 1                   | 2                   |
| Дотракиец, всадник из кхаласара Дрого. Присутствует на свадьбе Дрого и Дейенерис Таргариен. После нападения на деревню лхазарян отказывается повиноваться приказу Дейенерис не трогать женщин. Бросает Дрого вызов и погибает от его же рук, успевая перед этим серьёзно ранить кхала.                                             |                                    |                   |                     |                     |
| |                                    |                   |                     |                     |
| Кинвара | Kinvara                            | Аня Букштейн      | 6                   | 1                   |
| Верховная жрица Владыки Света. В 6 сезоне красный жрец Занруш представил её Тириону и Варису. |                                    |                   |                     |                     |
| |                                    |                   |                     |                     |
| Торговец вином | Wineseller                         | Саймон Лоу        | 1                   | 1                   |
| Торговец вином на рынке Вейес Дотрака. Пытался вручить Дейенерис отравленное вино, чтобы получить награду от короля Роберта. План был раскрыт Джорахом, после чего дотракийцы берут торговца в плен и привязывают к скачущей лошади.                                                                                               |                                    |                   |                     |                     |
| |                                    |                   |                     |                     |
| Меро | Mero                               | Марк Киллин       | 3                   | 1                   |
| Один из капитанов Младших сынов, также известен как Бастард Титана. Пренебрежительно отнёсся к предложению Дейенерис сражаться за неё, так как у Младших сынов уже был контракт с Юнкаем. Убит Даарио Нахарисом. |                                    |                   |                     |                     |
| |                                    |                   |                     |                     |
| Прендаль на Гхезн | Prendahl na Ghezn                  | Рамон Тикарам     | 3                   | 1                   |
| Один из капитанов организации наёмников Младшие сыны. Убит Даарио Нахарисом. |                                    |                   |                     |                     |

### Люди Вестероса
| Имя на русском | Имя на английском    | Актёр                                                    | Появление в сезонах | Количество эпизодов |  |
| --- | -------------------- | -------------------------------------------------------- | ------------------- | ------------------- |  |
| |                      |                                                          |                     |                     |  |
| Подрик Пейн | Podrick Payne        | Дэниел Портман                                           | 2, 3, 4, 5, 6, 7, 8 | 35                  |  |
| Оруженосец Тириона Ланнистера. Родственник Илина Пейна. Участник битвы на Черноводной. Убийца сира Мендона Мура. Получил награду от Беса за спасение от смерти в виде развлечения с несколькими куртизанками. В начале 4 сезона встретил вместе с Бесом и Бронном делегацию из Дорна. Некоторое время посещал Беса в темнице. Позже стал оруженосцем и спутником Бриенны Тарт. В самом начале 5 сезона обнаружил Мизинца и Сансу в гостинице, но был вынужден бежать от людей Арренов. Согласился стать рыцарем под руководством Бриенны Тарт после того, как выследил вместе с самой Бриенной кортеж Мизинца и Сансы у Рва Кайлин. В 5 серии 5 сезона остановился вместе с Бриенной в гостинице Зимнего городка. Сообщил Бриенне Тарт о приближении армии Станниса к Винтерфеллу. В самом начале 6 сезона спас вместе с Бриенной Сансу и Теона от солдат Болтонов. Стал свидетелем расставания Сансы и Теона и рассказа Бриенны о её встрече с Арьей. Вместе с Бриенной и Сансой добрался до Стены. Был свидетелем получения Джоном письма с угрозами от Рамси. Вместе с Бриенной отправился в Риверран к Бриндену Талли для переговоров, которые прошли неудачно. Встретился с Джейме и Бронном под Риверраном. Присутствовал на переговорах Бриенны и Чёрной Рыбы. Был спасён Бринденом Талли при захвате Риверрана Фреями и Ланнистерами. Отправился вместе с Бриенной по реке Трезубец. В самом начале 7 сезона, находясь в Винтерфелле, был побеждён Бриенной в тренировочном поединке. Стал свидетелем тренировочного поединка Бриенны и Арьи. Был упомянут в беседе Сансы и Бриенны в 6 серии 7 сезона, после которой был отправлен вместе с Бриенной Тарт в Королевскую Гавань. Встретил Беса во время прибытия в Королевскую Гавань на переговоры с Серсеей. В начале финального сезона был свидетелем прибытия Дейенерис Таргариен и Джона Сноу в Винтерфелл. |                      |                                                          |                     |                     |  |
| |                      |                                                          |                     |                     |  |
| Берик Дондаррион | Beric Dondarrion     | Дэвид Скотт (Сезон 1) Ричард Дормер (Сезоны 3, 6, 7 и 8) | 1, 3, 6, 7, 8       | 14                  |  |
| Лорд из Дорнийских Марок, вассал Баратеонов. Прозвище — «лорд — молния». Был обручён с сестрой рыцаря — члена Королевской Гвардии Эртура Дейна. Принял участие в турнире в честь назначения Эддарда Старка десницей короля, во время которого был выбит из седла Торосом из Мира. Был послан Эддардом Старком в Речные Земли для разгрома вторгнувшегося на берега Трезубца в 1 сезоне Горы. Потерпел поражение в битве у Шутовского Брода, во время которой был смертельно ранен. Возглавил Братство без Знамён — народное ополчение в виде разбойной банды для борьбы с Ланнистерами, Старками и всеми. Его не раз убивали, но каждый раз он возвращался к жизни с помощью Тороса из Мира. Приютил на время Арью и Джендри. Имел поединок с Псом, во время которого был убит. Благодаря Торосу, вернулся к жизни и тут же приказал отпустить на все четыре стороны Сандора Клигана. Продал Джендри Мелисандре, из-за чего имел конфликт с Арьей. Во 2 серии 6 сезона был упомянут Мелисандрой в разговоре с Давосом. В 7 серии 6 сезона некоторые разбойники из Братства Без Знамён разорили обитель на Тихом Острове и убили её жителей вместе с братом Рэем. Сандор Клиган расправился с частью этих разбойников. Встретился с Сандором Клиганом. Повесил одного из разбойников, разоривших обитель на Тихом Острове, а также позволил Сандору казнить Лима. Рассказал Сандору об угрозе со стороны Иных и предложил ему войти в состав Братства. В самом начале 7 сезона прибыл в дом фермера, ограбленного Псом в 4 сезоне. Пробыв некоторое время в темнице Восточного Дозора, отправился в составе отряда Джона Сноу в Застенье. Сжёг с помощью своего горящего меча тело Тороса, был спасён Дейенерис во время боя с вихтами. В конце 7 сезона бежал из Восточного Дозора при разрушении Стены восставшим из мёртвых Визерионом. В начале финального сезона сжёг восставшего из мёртвых Неда Амбера в замке Последнего Очага. Погибает в Винтерфелле от рук упырей. Его тело сжигает Арья Старк. |                      |                                                          |                     |                     |  |
| |                      |                                                          |                     |                     |  |
| Рос | Ros                  | Эсме Бьянко                                              | 1, 2, 3             | 14                  |  |
| Проститутка из Зимнего городка под Винтерфеллом. Имела отношения с Теоном Грейджоем и развлекала Беса в Винтерфелле. Нашла работу в Королевской Гавани в борделе у Мизинца, где стала управляющим делами. Имела связь с Пицелем. В начале 2 сезона стала свидетельницей убийства золотыми плащами одного из бастардов Роберта Баратеона. Убила другую проститутку на глазах у Джоффри по его прямому приказу. Была арестована Серсеей во время её попытки шантажировать Тириона. Общалась с Варисом в конце 2 сезона и в 3 сезоне. Убита Джоффри Баратеоном. |                      |                                                          |                     |                     |  |
| |                      |                                                          |                     |                     |  |
| Горячий Пирожок | Hot Pie              | Бен Хоуки                                                | 1, 2, 3, 4, 7       | 12                  |  |
| Пекарь из Королевской Гавани, отправленный на Стену в 1 сезоне. Бывший пленник Харренхола. Помощник хозяйки Гостиницы на Перекрёстке. В 4 сезоне сообщил Бриенне и Подрику сведения про Арью. Приятель и спутник Арьи Старк. Во 2 серии 7 сезона сообщил Арье Старк о поражении Болтонов в Битве Бастардов и о том, что Джон Сноу стал Королём Севера. |                      |                                                          |                     |                     |  |
| |                      |                                                          |                     |                     |  |
| |                      |                                                          |                     |                     |  |
| Торос из Мира | Thoros of Myr        | Пол Кэй                                                  | 3, 6, 7             | 10                  |  |
| Красный жрец, владелец «горящих» мечей. Родом из Мира. Торос был младшим из восьми сыновей, вследствие чего его отец решил отправить его в храм к красным жрецам. Сам Торос религией не проникся, между молитвами занимаясь по большей части набегами на кухню и погоней за девушками. Однако Торос обладал способностью к языкам и иногда видел видения в пламени, поэтому его не выгоняли из храма. Изначально был прислан в Семь Королевств в качестве миссионера в годы правления Безумного Короля, однако миссия провалилась. Любитель королевских пиров и турнирных состязаний. Участник подавления Робертом Баратеоном восстания Бейлона Грейджоя. Принял участие в турнире в честь назначения Эддарда Старка Десницей короля, вступил в отряд во главе с Бериком Дондаррионом, посланный в Речные Земли для борьбы с Григором Клиганом. Участник битвы у Шутовского брода, член Братства без знамён. Встретил Арью и Джендри и проводил их в пещеру в Полом холме. Спас от смерти Берика Дондарриона после его поединка с Псом, свидетелем которого стал. Общался с Мелисандрой, защищал Берика Дондарриона перед Арьей. Был упомянут Мелисандрой в её разговоре с Давосом во 2 серии 6 сезона. Его помощник Лим в 7 серии 6 сезона разорил обитель на Тихом острове, настоятель которой брат Рэй приютил Сандора Клигана. Встретился с Сандором Клиганом, которому объявил, что его помощь может понадобиться в борьбе с нечистью Севера. В самом начале 7 сезона показал Псу видение в огне про Восточный Дозор у моря и армию вихтов. Был узнан Джорахом в темнице Восточного Дозора у моря, отправился в составе отряда Джона Сноу в Застенье. Погиб от ран, нанесённых медведем-упырём во время экспедиции Джона Сноу в Застенье. Его тело было сожжено Бериком Дондаррионом. |                      |                                                          |                     |                     |  |
| |                      |                                                          |                     |                     |  |
| Абердольф Длиннобородый | Aberdolf Strongbeard | Эндрю МакКлэй                                            | 5, 6, 7, 8          | 10                  |  |
| Солдат, первоначально сражался в войске Станниса Баратеона в Войне пяти королей. После гибели последнего перешёл на службу к Джону Сноу. Участвовал в Битве бастардов, Великой битве за Винтерфелл и в Сожжении Королевской Гавани. |                      |                                                          |                     |                     |  |
| |                      |                                                          |                     |                     |  |
| Марея | Marei                | Джозефин Гиллан                                          | 2, 3, 4, 5, 6, 8    | 8                   |  |
| Проститутка в борделе Мизинца. В начале второго сезона она, по-видимому, только устроилась работать в бордель, и под руководством Рос учится, как себя вести. В третьем сезон Марею и ещё двух проституток нанимает Тирион Ланнистер для своего оруженосца Подрика Пейна. В четвёртом сезоне Оберин Мартелл и Эллария Сэнд посещают бордель Мизинца, где выбирают проституток для совместного времяпрепровождения. Марея понравилась Элларии, по словам которой она была не застенчивой. В пятом сезоне ворвавшиеся в бордель Мизинца Воробьи избивают Марею и убивают её клиента. В шестом сезоне после ночи, проведённой с Пицелем, Марея требует от великого мейстера заплатить за свои услуги. Пицель, который торопится в Великую септу Бейлора на суд Семерых, отвечает, что заплатит позже. В восьмом сезоне Марея и две другие проститутки обслуживают Бронна, попутно обсуждая драконов и сражение Бронна с ними. |                      |                                                          |                     |                     |  |
| |                      |                                                          |                     |                     |  |
| Юнелла | Unella               | Ханна Уэддингем                                          | 5, 6                | 8                   |  |
| Одна из септ — помощниц Его Воробейшества. Арестовала Серсею и не раз мучила её в камере, требуя покаяния в грехах. В 10 серии 5 сезона остригла коротко Серсею и приняла активное участие в испытании, наложенном на королеву-регентшу Его Воробейшеством. В самом начале 6 сезона читала отрывок из «Семиконечной звезды» перед Маргери. Отвела Маргери к Его Воробейшеству. Стала свидетелем подступа армии Тиреллов во главе с Джейме к Септе Бейлора. Стала свидетелем встречи Маргери и Королевы Шипов. По приказу Серсеи была схвачена и выдана на медленную расправу Роберту Стронгу. |                      |                                                          |                     |                     |  |
| |                      |                                                          |                     |                     |  |
| Оливар | Olyvar               | Уилл Тюдор                                               | 3, 4, 5             | 7                   |  |
| Проститутка в Королевской Гавани и шпион Петира Бейлиша. Управляющий борделем. Любовник Лораса Тирелла и Оберина Мартелла. Был избит воробьями во время разгрома ими же борделя. Попал в руки воробьёв и был допрошен Его Воробейшеством. Во время Святого Дознания дал показания против Лораса. Судьба неизвестна. |                      |                                                          |                     |                     |  |
| |                      |                                                          |                     |                     |  |
| Энгай | Anguy                | Филип Макгинли                                           | 3                   | 6                   |  |
| Выходец из Штормовых Земель. Прозвище — Лучник. Превосходно стреляет из лука. Принял участие в турнире в честь назначения Эддарда Старка десницей короля, вступил в отряд во главе с Бериком Дондаррионом, посланный в Речные Земли для борьбы с Григором Клиганом. Принял участие в битве у Шутовского брода, стал одним из основателей Братства без Знамён. Проводил вместе с Торосом Арью и Джендри в пещеру в Полом холме, стал свидетелем поединка Берика Дондарриона и Пса. Учил Арью стрелять из лука, стал свидетелем продажи Мелисандре Бериком Дондаррионом Джендри. |                      |                                                          |                     |                     |  |
| |                      |                                                          |                     |                     |  |
| Бернадетт | Bernadette           | Сара Дилан                                               | 2, 3, 4, 6, 7       | 6                   |  |
| Служанка Серсеи Ланнистер. Становится свидетельницей того, как Санса и Шая пытаются скрыть следы первой менструации Сансы. По приказу Серсеи шпионит за Тирионом. |                      |                                                          |                     |                     |  |
| |                      |                                                          |                     |                     |  |
| Эброз | Ebrose               | Джим Бродбент                                            | 7                   | 4                   |  |
| Архимейстер Цитадели, один из руководителей Ордена мейстеров. Является наставником Сэмвелла Тарли в деле изучения медицины. Архимейстер допускает возможность существования белых ходоков, однако отказывает Тарли в просьбе дать ему доступ к мейстерской секции библиотеки. Он уверяет, что люди Вестероса успешно пережили множество войн и зим, и Стена убережёт их от очередной угрозы. |                      |                                                          |                     |                     |  |
| |                      |                                                          |                     |                     |  |
| Рорж | Rorge                | Энди Бэквит                                              | 2, 4                | 4                   |  |
| Узник из тюрем Красного Замка. Был отправлен на Стену Эддардом Старком. Познакомился с Арьей на привале и был позднее спасён ею со время стычки Йорена с людьми Ланнистеров. Служил под началом Тайвина Ланнистера во время его «сидения» в Харренхоле. Возможно, после выступления армии Тайвина на Королевскую Гавань дезертировал и стал разбойником. В 4 сезоне вернулся. Убит Арьей Старк во время поимки за голову Сандора Клигана. |                      |                                                          |                     |                     |  |
| |                      |                                                          |                     |                     |  |
| Кусака | Biter                | Джерард Джордан                                          | 2, 4                | 4                   |  |
| Узник из тюрем Красного Замка. Был отправлен на Стену Эддардом Старком. Познакомился с Арьей на привале и был позднее спасён ею со время стычки Йорена с людьми Ланнистеров. Служил под началом Тайвина Ланнистера во время его «сидения» в Харренхоле. Возможно, после выступления армии Тайвина на Королевскую Гавань дезертировал и стал разбойником. В 4 сезоне вернулся. Во время поимки за голову Пса вместе с Роржем выследил Арью и Сандора Клигана. Укусил Сандора Клигана, но сам погиб от его руки. |                      |                                                          |                     |                     |  |
| |                      |                                                          |                     |                     |  |
| Ломми Зелёные Руки | Lommy Greenhands     | Эрос Влахос                                              | 1, 2                | 4                   |  |
| Сын красильщика из Королевской Гавани. Приятель и спутник Арьи Старк, отправленный на Стену в 1 сезоне. Во 2 сезоне был убит Полливером во время стычки с людьми Ланнистеров. |                      |                                                          |                     |                     |  |
| |                      |                                                          |                     |                     |  |
| Мариллион | Marillion            | Имун Эллиот                                              | 1                   | 4                   |  |
| Бродячий менестрель, путешествующий по Вестеросу и зарабатывающий себе на жизнь песнями и игрой на гуслях. Развлекает посетителей гостиницы на перекрёстке. После того, как Кейтилин берёт Тириона в плен, Мариллион отправляется с ними в Орлиное Гнездо. Во время привала наигрывает шутливую песню про Беса. Выживает во время нападения разбойников и благополучно прибывает в Орлиное Гнездо, где становится свидетелем победы Тириона на суде. Спустя некоторое время Мариллиона приводят к Джоффри с обвинениями в том, что певец сочинил оскорбительные песни о Серсее и Роберте. |                      |                                                          |                     |                     |  |
| |                      |                                                          |                     |                     |  |
| Армека | Armeca               | Сахара Найт                                              | 1, 2                | 4                   |  |
| Проститутка из Королевской Гавани. Работает в борделе Мизинца, притворяется, что не говорит на общем языке, хотя родилась в Блошином Конце. Обучает недавно приехавшую в столицу Рос. Перед битвой у Черноводной она развлекает Бронна, восхищаясь его носом. |                      |                                                          |                     |                     |  |
| |                      |                                                          |                     |                     |  |
| Дейзи | Daisy                | Мэйзи Ди                                                 | 2                   | 3                   |  |
| Проститутка, девушка, родом из Хэйстак Холл. Позже перебралась в Королевскую Гавань, где стала работать в борделе Мизинца. Дейзи впервые появляется, когда Рос знакомит её с борделем Петира Бейлиша и некоторыми её будущими коллегами. Находится в постели вместе с Пицелем, когда приходит Тирион, чтобы арестовать его за шпионаж в пользу королевы. Позже Тирион нанимает Дейзи и Рос в качестве подарка для Джоффри. Но вместо того, чтобы заняться с ними любовными утехами, король заставляет Рос сильно избить Дейзи. |                      |                                                          |                     |                     |  |
| |                      |                                                          |                     |                     |  |
| |                      |                                                          |                     |                     |  |
| Сирио Форель | Syrio Forel          | Милтос Еролиму                                           | 1                   | 3                   |  |
| Бывший Первый меч Браавоса, нанятый Эддардом Старком для обучения своей дочери Арьи искусству боя на мечах. Относится к своей ученице как к родной дочери. Обладает незаурядным чувством юмора. Слегка странноват, однако при заметной полноте двигается невероятно грациозно. Остался сражаться с людьми Ланнистеров, защищая Арью. Знания, полученные от Сирио, Арья использовала всю жизнь. Дальнейшая судьба неизвестна. |                      |                                                          |                     |                     |  |
| |                      |                                                          |                     |                     |  |
| Шагга | Shagga               | Марк Льюис Джонс                                         | 1                   | 2                   |  |
| Лидер одного из горных племён. Шагга и его клан Каменные Вороны натыкаются на Тириона Ланнистера и Бронна, когда те путешествуют по Долине. Они хотят обокрасть их, но Тирион предлагает заключить союз, так как у них общие враги, Старки и Аррены. Шагга соглашается и препровождает Тириона в лагерь Ланнистеров. |                      |                                                          |                     |                     |  |
| |                      |                                                          |                     |                     |  |
| Лим Жёлтый Плащ | Lem Lemoncloak       | Йоуханнес Хёйкьюр Йоуханнессон                           | 6                   | 2                   |  |
| Член Братства без Знамён. Происхождение неизвестно. Высок и похож на солдата. На кожаном с заклёпками поясе висели длинный меч и кинжал, на рубаху были нашиты перехлёстывающиеся стальные кольца, голову покрывал чёрный железный, конусом, полушлем. В косматой бурой бороде прятались плохие зубы, но больше всего в глаза бросался жёлтый плащ с капюшоном. Толстый и тяжёлый, с пятнами от травы и крови, подпалённый внизу и залатанный замшей на правом плече, этот плащ придавал своему хозяину сходство с какой то огромной жёлтой птицей. Появляется в 6 сезоне. Разорил обитель на Тихом острове и уничтожил её жителей вместе с братом Рэем, после того, как последний объявил, что нечем платить дань Братству. Был схвачен по приказу Берика Дондарриона и приговорён к смерти за своеволие. Убит Сандором Клиганом. |                      |                                                          |                     |                     |  |
| |                      |                                                          |                     |                     |  |
| Тобхо Мотт | Tobho Mott           | Эндрю Уайлд                                              | 1, 2                | 2                   |  |
| Оружейный мастер и кузнец. Живёт и работает в Королевской Гавани на Стальной улице. Взял к себе на обучение юношу по имени Джендри. За это ему платил лорд, пожелавший остаться неизвестным. |                      |                                                          |                     |                     |  |
| |                      |                                                          |                     |                     |  |
| Мэйген | Mhaegen              | Антония Кристоферс                                       | 1, 2                | 2                   |  |
| Проститутка из борделя Мизинца, мать бастарда короля Роберта Баратеона, девочки по имени Барра. |                      |                                                          |                     |                     |  |
| |                      |                                                          |                     |                     |  |
| Щекотун | Tickler              | Энтони Моррис                                            | 2                   | 2                   |  |
| Солдат на службе у Григора Клигана в Харренхоле. Специализируется на пытках и допросах. Убит Якеном Хгаром, так как его имя было названо Арьей первым. |                      |                                                          |                     |                     |  |
| |                      |                                                          |                     |                     |  |
| Рэй | Ray                  | Иэн Макшейн                                              | 6                   | 1                   |  |
| Появляется в 6 сезоне. Бывший наёмник, который стал служителем веры в Семерых. Нашёл Пса и приютил его в обители на Тихом острове. Был казнён Лимом после того, как объявил перед ним, что нечем платить дань Братству без Знамён. |                      |                                                          |                     |                     |  |
| |                      |                                                          |                     |                     |  |
| Мика | Mycah                | Родри Хоскинг                                            | 1                   | 1                   |  |
| Сын мясника и друг Арьи Старк. Во время тренировки на берегу реки их замечают Санса и Джоффри. Желая показать свою власть, Джоффри наказывает Мику, разрезая ему щёку своим мечом. В этот момент Арья бьёт Джоффри палкой, а Мика сбегает. Он пытается скрыться в лесу, но Пёс находит его и убивает. |                      |                                                          |                     |                     |  |
| |                      |                                                          |                     |                     |  |
| Подосланный убийца | Catspaw assassin     | Лэйлор Родди                                             | 1                   | 1                   |  |
| Убийца, который был подослан в Винтерфелл для убийства Брана Старка. |                      |                                                          |                     |                     |  |
| |                      |                                                          |                     |                     |  |
| |                      |                                                          |                     |                     |  |
| Стив | Stiv                 | Стивен Дон                                               | 1                   | 1                   |  |
| Дезертир из Ночного дозора, присоединившийся к одичалым. Напал на Брана Старка в лесу у Винтерфелла. |                      |                                                          |                     |                     |  |
| |                      |                                                          |                     |                     |  |
| Мэгги Лягушка | Maggy the Frog       | Джоди Мэй                                                | 5                   | 1                   |  |
| Колдунья, жившая в лесах неподалёку от Утёса Кастерли. Была известна благодаря своему умению предсказывать будущее. Серсея ходила к Мэгги, когда была маленькой. |                      |                                                          |                     |                     |  |
| |                      |                                                          |                     |                     |  |
| Фермер | Farmer               | Финбар Линч                                              | 4                   | 1                   |  |
| Фермер из речных земель. Вместе со своей дочерью Салли живёт рядом с Ярморочным полем. Приглашает Арью и Сандора на ночлег к себе домой. Во время ужина предлагает Сандору остаться у него и помогать по хозяйству за небольшую плату. Наутро Пёс забирает у фермера все деньги и уходит. В 7 сезоне Пёс и Братство без знамён останавливаются на ночлег в заброшенном крестьянском доме. Войдя в лачугу, Сандор обнаруживает мёртвые тела фермера и его дочери. Вероятно, отец убил дочь и самого себя, чтобы не страдать от голода. Позже Сандор хоронит их. |                      |                                                          |                     |                     |  |
| |                      |                                                          |                     |                     |  |
| Салли | Sally                | Триксибелль Харроуэлл                                    | 4                   | 1                   |  |
| Дочь фермера из Речных земель, у которого останавливаются на ночлег Арья и Пёс. |                      |                                                          |                     |                     |  |
| |                      |                                                          |                     |                     |  |
| Эдди | Eddie                | Эд Ширан                                                 | 7                   | 1                   |  |
| Солдат на службе Ланнистеров. В составе небольшого отряда войск Ланнистеров находится на привале в Речных землях. Он поёт песню, пока мимо отряда проезжает Арья Старк. Она говорит, что не знает этой песни, на что Эдди отвечает, что это новая. |                      |                                                          |                     |                     |  |

### Королевский двор
| Имя на русском | Имя на английском   | Актёр          | Появление в сезонах | Количество эпизодов |
| --- | ------------------- | -------------- | ------------------- | ------------------- |
| |                     |                |                     |                     |
| Пицель | Pycelle             | Джулиан Гловер | 1, 2, 3, 4, 5, 6    | 31                  |
| Великий мейстер Семи Королевств, мейстер Красного Замка в Королевской Гавани, член Малого совета. Занял пост великого мейстера ещё до начала правления Эйриса Второго. Во время мятежа Роберта Баратеона посоветовал Безумному Королю открыть ворота Королевской Гавани армии Тайвина Ланнистера. Принимал участие во всех родах Серсеи Ланнистер. Великий мейстер делает вид, что он слабый и больной старец, но это не так. Даже в столь преклонном возрасте Пицель сохранил не только ясность ума, но и здоровое тело. Лечил Джона Аррена перед его смертью. В 3 серии 1 сезона отдал Эддарду Старку знак десницы короля. Дал Эддарду Старку том о происхождении великих родов Семи Королевств, выступил против сурового приговора королевского десницы насчёт Горы. Поддержал Роберта Баратеона насчёт покушения на жизнь Дейенерис Таргариен. Прислуживал Роберту Баратеону в предсмертные минуты его жизни, стал свидетелем прихода к власти Джоффри Баратеона и казни Эддарда Старка. В самом начале 2 сезона на заседании Малого Совета показал присланного из Цитадели белого ворона. Некоторое время был шпионом Серсеи Ланнистер, приставленным к Бесу. Был отстранён от должности Тирионом за шпионаж в пользу Серсеи. Имел связь с Рос. Перед битвой на Черноводной дал Серсее пузырёк с ядом. Возвращён к делам Тайвином Ланнистером. Участник свадьбы Беса и Сансы. Принял участие в Пурпурной свадьбе. Выступил против Тириона на судебном процессе. Провозгласил о начале поединка между Горой и Оберином. Отстранён от лечения Григора Клигана Серсеей. Не принял ввода Серсеей Квиберна в состав Малого Совета. Не осудил действия верховного септона № 2 в борделе. Отправил в Утёс Кастерли к лорду Кивану донесение об аресте Серсеи с просьбой занять пост королевского десницы. В конце 5 сезона встретил Серсею в воротах Красного Замка по окончании её «пути искупления». В 3 серии 6 сезона на заседании Малого Совета был недоволен тем, что Квиберн лечил Григора Клигана, причём был устрашён внешним видом Роберта Стронга. Дал несколько советов Томмену насчёт Его Воробейшества. При нём король Томмен принял закон об отмене суда поединком. Погиб от рук «пташек» на глазах у Квиберна. |                     |                |                     |                     |
| |                     |                |                     |                     |
| Квиберн | Qyburn              | Антон Лессер   | 3, 4, 5, 6, 7, 8    | 22                  |
| Бывший мейстер Харренхолла. Был разжалован из мейстеров, потому что ставил некромантические опыты. Был обнаружен Талисой во время занятия Роббом Харренхолла. Спас Джейме часть руки и сопровождал его самого в Королевскую Гавань. Стал слугой и советником Серсеи, сделал протез для Джейме. Стал членом Малого Совета, заняв место мастера над шептунами. Был занят процессом излечения Григора Клигана, но на самом деле продолжал свои страшные и бесчеловечные опыты. В 3 серии 5 сезона по просьбе Серсеи отправил письмо к Мизинцу. В 8 серии 5 сезона навестил Серсею в её же камере. В конце 5 сезона представил Серсее нового члена Королевской Гвардии — Роберта Стронга (воскрешённого из мёртвых Григора Клигана). В 3 серии 6 сезона встретился в присутствии Серсеи, Джейме и Роберта Стронга с «пташками» Вариса и подчинил их себе. В 8 серии 6 сезона был свидетелем убийства Робертом Стронгом одного из воробьёв. При нём король Томмен принял закон об отмене суда поединком. Сообщил Серсее об некой неожиданной вести. Стал свидетелем смерти Пицеля, показал тело Томмена Серсее. Короновал Серсею в тронном зале Красного Замка, став новым королевским десницей. В начале 7 сезона присутствовал при переговорах Серсеи и Джейме Ланнистеров с Эуроном Грейджоем. Показал Серсее противодраконью баллисту. Стал свидетелем отравления Тиены Сэнд. В 4 серии 7 сезона Бронн ранил Дрогона из баллисты Квиберна. В 5 серии 7 сезона Серсея отказалась избавиться от ребёнка по совету Квиберна. Принял участие во встрече Серсеи, Дейенерис и Джона Сноу в Драконьем Логове. В начале финального сезона передаёт Бронну просьбу Серсеи. Убит Григором Клиганом. |                     |                |                     |                     |
| |                     |                |                     |                     |
| Меррин Трант | Meryn Trant         | Иэн Битти      | 1, 2, 3, 4, 5       | 18                  |
| Рыцарь Королевской Гвардии. Он очень жесток, и всегда без колебаний выполняет любые приказы, хотя очень часто, выполняя их, он сам нарушает клятвы, даваемые рыцарями, защищать слабых и невинных. Безуспешно пытался арестовать Арью во время устроенного Серсеей государственного переворота. Возможно, убил Сирио Фореля. Издевался над Сансой по приказу Джоффри. Имел конфликт с Бесом во время проводов Мирцеллы в Дорн. В 3 сезоне имел ссору с Бронном Черноводным. Арестовал Беса на Пурпурной свадьбе, позднее выступил против него на суде. Сопровождал Серсею в Великую Септу во время её прощания с отцом, был назначен сопровождающим лорда Мейса Тирелла, отправленного королевой-регентшей в качестве посла в Браавос. В 9 серии 5 сезона стал свидетелем встречи Тихо Несториса и Мейса Тирелла и посетил местный бордель в Браавосе. Также в этой серии выясняется, что Меррин — педофил. Был ослеплён и жестоко убит Арьей Старк. |                     |                |                     |                     |
| |                     |                |                     |                     |
| Верховный септон № 2 | The High Septon № 2 | Пол Бентли     | 3, 4, 5             | 6                   |
| Ставленник Беса. Его предшественник был убит участниками стихийного бунта в Королевской Гавани во время проводов Мирцеллы в Дорн. Организовал свадьбы Тириона и Сансы, Джоффри и Маргери, а также венчание королевской короной Томмена Баратеона и его свадьбу с Маргери. Был обнаружен воробьями в борделе и унижен ими же. Был брошен в темницу, после того, как пожаловался Серсее на Его Воробейшество. Вероятно погиб при разрушении Королевской Гавани в предпоследней серии сериала. |                     |                |                     |                     |
| |                     |                |                     |                     |
| Донтос Холлард | Dontos Hollard      | Тони Уэй       | 2, 4                | 6                   |
| Разжалованный из рыцарей в шуты представитель древнего рода Холлардов, организовавшего в своё время бунт против Эйриса Второго. Свидетель битвы на Черноводной. Спас Сансу на Пурпурной Свадьбе. Убит по приказу Мизинца. |                     |                |                     |                     |
| |                     |                |                     |                     |
| Илин Пейн | Ilyn Payne          | Уилко Джонсон  | 1, 2                | 4                   |
| Представитель рода Пейнов — знаменосцев Ланнистеров. Служил в личной гвардии лорда Тайвина. Исполнитель королевского правосудия (палач). Высокий, немой, неграмотный, некрасивый рыцарь, которому король Эйрис Второй вырезал язык. Родственник Подрика Пейна. Принял участие в поездке Роберта Баратеона в Винтерфелл. Встретился с Сансой во время её поездки в Королевскую Гавань и затем все время пугал её при королевском дворе. Получил приказ от Серсеи — убить лютоволчицу Леди. По приказу Джоффри казнил Эддарда Старка его же мечом, а затем вырезал певцу Мариллиону язык. Свидетель битвы на Черноводной во 2 сезоне. В конце 4 сезона перед своей смертью Тайвин Ланнистер уверял Тириона, что не позволит Илину Пейну казнить своего младшего сына. Вероятно погиб при разрушении Королевской Гавани в предпоследней серии сериала. |                     |                |                     |                     |
| |                     |                |                     |                     |
| Галлин | Hallyne             | Рой Дотрис     | 2                   | 2                   |
| Глава Гильдии Пиромантов с титулом лорда. Производил дикий огонь по заказу Серсеи. Показал запасы дикого огня Бесу. Свидетель битвы на Черноводной. |                     |                |                     |                     |
| |                     |                |                     |                     |
| Верховный септон № 1 | High Septon         | Дэвид Вёрри    | 2                   | 1                   |
| Септон, находившийся во главе веры в Семерых до бунта в Королевской Гавани. Проводит на пристани Королевской Гавани церемонию проводов принцессы Мирцеллы в Дорн. На обратном пути к замку попадает в руки разъярённой толпы, которая разрывает его на части. |                     |                |                     |                     |

### Ночной Дозор
| Имя на русском | Имя на английском                | Актёр                                                       | Появление в сезонах | Количество эпизодов |
| --- | -------------------------------- | ----------------------------------------------------------- | ------------------- | ------------------- |
| |                                  |                                                             |                     |                     |
| Эддисон Толлетт («Скорбный Эдд») | Eddison Tollett («Dolorous Edd») | Бен Кромптон                                                | 2, 3, 4, 5, 6, 7, 8 | 34                  |
| Стюард Ночного Дозора. Принёс клятву, когда ему было 15. Своё прозвище получил из-за пессимистичного и саркастичного чувства юмора. Принял участие в походе Джиора Мормонта в Застенье, находился в плену у Карла Таннера. В 4 сезоне сбежал из плена и стал участником обороны Чёрного Замка от одичалых. Стал свидетелем казни Манса и Яноса Слинта, а также победы Джона Сноу на выборах главы Ночного Дозора. Выступил против предложения Джона Сноу насчёт поселения одичалых в Даре. Стал свидетелем выступления Станниса на Винтерфелл. Отправился вместе с Джоном Сноу в Суровый Дом. В Суровом Доме был поражён при встрече с великаном Вун Вуном и принял участие в переговорах между лидерами одичалых и Джоном Сноу и битве с Иными и живыми мертвецами. Вернулся вместе с Джоном Сноу и Тормундом из Сурового Дома на Стену. В самом начале 6 сезона привёл Призрака на защиту тела Джона Сноу. Привёл Тормунда и одичалых в Чёрный Замок для того, чтобы защитить тело Джона Сноу, и арестовал Аллисера Торна. Принял участие в церемонии воскрешения Джона Сноу. Тепло приветствовал ожившего Джона Сноу. Стал новым главой Ночного Дозора после казни Аллисера Торна, Олли, Отелла Ярвика и Боуэна Марша. Вместе с Джоном, которого отчитал из-за его желания покинуть Стену, встретил Сансу Старк. При нём Джон Сноу зачитал письмо от Рамси с угрозами. Принял участие в военном совете в Чёрном Замке, после которого проводил Джона Сноу и Сансу и их отряд в путь. В самом начале 7 сезона встретил Миру и Брана возле Стены. В начале финального сезона встретился с Тормундом и Берриком Дондарионом в замке Последнего Очага. Погибает у ворот Винтерфелла от рук упырей. После превращения Королём Ночи в Иного погибает после его уничтожения. Его тело сжигает Сэмвелл Тарли. |                                  |                                                             |                     |                     |
| |                                  |                                                             |                     |                     |
| Гренн | Grenn                            | Марк Стэнли                                                 | 1, 2, 3, 4          | 22                  |
| Отважный, но не очень смышлёный брат Ночного Дозора, постоянный объект шуток Пипа. В 1 сезоне имел конфликт с Джоном Сноу сразу же после его прибытия в Чёрный Замок. Один из друзей Джона Сноу, остановивших бегство того со Стены. Принял участие в походе Джиора Мормонта в Застенье, находился в плену у Карла Таннера. В 4 сезоне сбежал из плена. Погиб в бою с королём великанов Мегом Могучим, защищая тоннель в Стене. |                                  |                                                             |                     |                     |
| |                                  |                                                             |                     |                     |
| Аллисер Торн | Alliser Thorne                   | Оуэн Тил                                                    | 1, 4, 5, 6          | 19                  |
| Рыцарь с тяжёлым характером, обучающий новобранцев в Чёрном Замке, основной цитадели Ночного Дозора. Также, является мастером над оружием. На все вещи смотрит взглядом заносчивого педанта. В самой грубой форме ругает своих воспитанников, главным образом, Джона, которому даровал обидное прозвище Лорд Сноу. Впрочем, втайне сир Аллисер гордится успехами каждого из них. Ненавидит одичалых. В молодости поступил в Ночной Дозор, после того, как попал в плен к лорду Тайвину во время захвата им Королевской Гавани. В 1 сезоне вывел из себя Джона Сноу после того, как узнал о смерти Роберта Баратеона и аресте Эддарда Старка. Посетил Королевскую Гавань с замороженной рукой живого мертвеца, брата Ночного Дозора Яфера Флауэрса. Во время отсутствия Джиора Мормонта фактически отвечал за Стену. В 4 сезоне не поверил показаниям Джона Сноу и отправил его самого в поход против мятежников, засевших в Замке Крастера. Был руководителем обороны Чёрного Замка во время штурма его одичалыми. Пострадал во время поединка с Тормундом. В самом начале 5 сезона проиграл выборы лорда-командующего Ночного Дозора. Был назначен первым разведчиком Ночного Дозора и не препятствовал казни Яноса Слинта. Выступил против предложения Джона Сноу насчёт поселения одичалых в Даре. Свидетель выступления Джона Сноу на Суровый Дом. Был недоволен тем, что Джон Сноу привёл одичалых из Сурового Дома в Чёрный Замок. В конце 5 сезона со словами «За Дозор» нанёс первый удар кинжалом Джону Сноу. После покушения на Джона Сноу фактически возглавил Ночной Дозор. В самом начале 6 сезона рассказал на совещании братьев Ночного Дозора про покушение на Джона Сноу. Арестован Скорбным Эддом за попытку развязать бойню за тело Джона Сноу. В 3 серии 6 сезона был казнён Джоном Сноу. Перед своей смертью сказал Джону Сноу, что он не жалеет о выборе, который сделал, и что Джон Сноу будет вечно участвовать в сражениях. |                                  |                                                             |                     |                     |
| |                                  |                                                             |                     |                     |
| Олли | Olly                             | Бренок О’Коннор                                             | 4, 5, 6             | 17                  |
| Маленький мальчик, который жил в деревне в Даре. В начале 4 сезона бежал в Чёрный Замок, где рассказал об нашествии одичалых. Игритт при помощи Стира убивает его родителей, а позже в Чёрном Замке во время его штурма одичалыми он сам убивает Игритт. Учится военному делу у Джона Сноу, личным стюардом которого стал. Был свидетелем победы Джона Сноу на выборах главы Ночного Дозора и ареста Яноса Слинта. Посчитал предложение Джона Сноу насчёт поселения одичалых в Даре несерьёзным. Свидетель выступления Джона Сноу на Суровый Дом. В беседе с Сэмом выразил сомнение насчёт доверия по отношению к одичалым. Был недоволен тем, что Джон Сноу привёл одичалых из Сурового Дома в Чёрный Замок. В конце 5 сезона принял участие в покушении на Джона Сноу. В самом начале 6 сезона принял участие в собрании братьев Ночного Дозора, на котором Аллисер Торн рассказал про покушение на Джона Сноу. Пытался убить Тормунда до того, как был арестован. В 3 серии 6 сезона был казнён Джоном Сноу. Перед своей смертью злобно посмотрел на Джона Сноу, но не сказал ему ни слова. |                                  |                                                             |                     |                     |
| |                                  |                                                             |                     |                     |
| Янос Слинт | Janos Slynt                      | Доминик Картер                                              | 1, 2, 4, 5          | 15                  |
| Командующий городской стражей Королевской Гавани, благодаря Джону Аррену, получивший свою должность. Получил от Эддарда Старка распоряжение — обеспечить безопасность на турнире Десницы короля. Принял участие в устроенном Серсеей Ланнистер государственном перевороте, получил титул лорда Харренхола. Находился в составе Малого Совета. От него Золотым плащам поступал непосредственный приказ убивать всех детей, заподозренных в том, что они зачаты от короля Роберта. Одного из бастардов Роберта убил лично в борделе Мизинца. За такое зверство был сослан Тирионом Ланнистером на Стену. В 4 сезоне стал правой рукой сира Аллисера Торна и не поверил показаниям Джона Сноу. Принимал участие в обороне Чёрного Замка от одичалых и выборах главы Ночного Дозора. В 3 серии 5 сезона был казнён Джоном Сноу. |                                  |                                                             |                     |                     |
| |                                  |                                                             |                     |                     |
| Отелл Ярвик | Othell Yarwyck                   | Брайан Форчун                                               | 1, 4, 5, 6          | 14                  |
| Первый строитель на Стене. В 1 сезоне сопровождал Джона и Сэма в Зачарованный лес для посвящения их в дозорные. Остался в Чёрном Замке во время похода Джиора Мормонта за Стену. В 4 сезоне был свидетелем дачи показаний Джоном Сноу перед руководством Ночного Дозора. В начале 5 сезона помогал мейстеру Эймону проводить выборы главы Ночного Дозора. Выступил против предложения Джона Сноу насчёт поселения одичалых в Даре. Свидетель выступления Джона Сноу на Суровый Дом. Был недоволен тем, что Джон Сноу привёл одичалых из Сурового Дома в Чёрный Замок. В конце 5 сезона принял участие в покушении на Джона Сноу. В самом начале 6 сезона принял участие в собрании братьев Ночного Дозора, на котором Аллисер Торн рассказал про покушение на Джона Сноу. Был пленён лояльными Джону Сноу братьями Ночного Дозора и одичалыми. В 3 серии 6 сезона был казнён Джоном Сноу, причём перед смертью попросил отправить его матери в Белую Гавань сообщение, что он погиб в бою с одичалыми. |                                  |                                                             |                     |                     |
| |                                  |                                                             |                     |                     |
| Пипар | Pypar                            | Джозеф Алтин                                                | 1, 3, 4             | 13                  |
| Брат Ночного Дозора. В кругу своих откликается на прозвище «Пип», большой шутник и балагур, хорошо поёт. В 1 сезоне имел конфликт с Джоном Сноу сразу же после его прибытия в Чёрный Замок. Один из друзей Джона Сноу, помешавших ему покинуть Стену. Был оставлен Джиором Мормонтом в гарнизоне Чёрного Замка. Погиб от стрелы Игритт во время штурма Чёрного Замка одичалыми. |                                  |                                                             |                     |                     |
| |                                  |                                                             |                     |                     |
| Раст | Rast                             | Люк Макьюэн                                                 | 1, 3, 4             | 12                  |
| Брат Ночного дозора. Обучался вместе с Джоном, Сэмом, Гренном и Пипом. Получил прозвище «Крыса». Неприятный человек, который привык издеваться над более слабыми. На Стену попал за изнасилование. В 1 сезоне имел конфликт с Джоном Сноу сразу же после его прибытия в Чёрный Замок. Принял участие в походе Джиора Мормонта в Застенье. В 3 сезоне стал участником мятежа Карла Таннера, во время которого убил Джиора Мормонта. В 4 сезоне издевался над пленённым в предыдущих сериях лютоволком Джона Сноу Призраком и был им убит во время вылазки дозорных во главе с Джоном Сноу против мятежников, засевших в Замке Крастера. |                                  |                                                             |                     |                     |
| |                                  |                                                             |                     |                     |
| |                                  |                                                             |                     |                     |
| Эймон | Aemon                            | Питер Вон                                                   | 1, 3, 4, 5          | 11                  |
| Мейстер Ночного дозора, старый и ослепший, но обладающий большими знаниями и опытом человек. Принадлежит к роду Таргариенов. Дядя Безумного Короля. Сын короля Мейкара Первого, брат Эйгона Пятого Невероятного. Один из долгожителей Вестероса. Получил своё имя в честь лорда-командующего Королевской Гвардией Эймона Рыцаря-Дракона — брата короля Эйгона Недостойного. При своём деде короле Дейроне Втором Добром был отправлен на учёбу в Цитадель. Исполнял функции мейстера Летнего Замка — дорнийской резиденции Таргариенов. Вступил в Ночной Дозор вместе со своим родственником Бринденом Риверсом. Трижды отказывался от Железного трона. В 3 серии 1 сезона был свидетелем приезда Беса на Стену. Во время душевных метаний Джона оказал ему поддержку, признавшись ему в своей родословной. Взял Сэма Тарли в ученики. Разослал воронов с письмами об помощи чёрным братьям по Семи Королевствам. В 3 сезоне принял под свою защиту Лилли. В 4 сезоне поверил показаниям Джона Сноу. В последней серии 4 сезона сжёг тела погибших во время штурма Чёрного Замка братьев Ночного Дозора в Чёрном Замке. В самом начале 5 сезона его голос на выборах лорда-командующего помог Джону Сноу одержать победу. Узнал от Сэма вести относительно положения своей двоюродной внучки Дейенерис Таргариен в Миэрине, дал Джону Сноу ценный совет. В 7 серии 5 сезона умер от старости. |                                  |                                                             |                     |                     |
| |                                  |                                                             |                     |                     |
| Боуэн Марш | Bowen Marsh                      | Майкл Кондрон                                               | 5, 6                | 10                  |
| Первый стюард Ночного дозора. Человек скучный и безэмоциональный. Любитель всё считать. Каждый день уверен, что завтра умрёт. Во время похода Джиора Мормонта за Стену формально выполнял роль коменданта Чёрного Замка. В начале 5 сезона стал свидетелем казни Манса и победы Джона Сноу на выборах главы Ночного Дозора. Выступил против предложения Джона Сноу насчёт поселения одичалых в Даре. Свидетель выступления Джона Сноу на Суровый Дом. Был недоволен тем, что Джон Сноу привёл одичалых из Сурового Дома в Чёрный Замок. В конце 5 сезона принял участие в покушении на Джона Сноу. В самом начале 6 сезона принял участие в собрании братьев Ночного Дозора, на котором Аллисер Торн рассказал про покушение на Джона Сноу. Принял участие в попытке Аллисера Торна развязать бойню за тело Джона Сноу, однако был пленён людьми Тормунда и Скорбного Эдда. В 3 серии 6 сезона был казнён Джоном Сноу, причём перед смертью сказал Джону Сноу, что считает несправедливым то, что Джон остался в живых. |                                  |                                                             |                     |                     |
| |                                  |                                                             |                     |                     |
| |                                  |                                                             |                     |                     |
| Бенджен Старк | Benjen Stark                     | Джозеф Моул Маттео Элези (6 сезон, Бенджен Старк в детстве) | 1, 6, 7             | 8                   |
| Первый разведчик Ночного Дозора, младший брат лорда Эддарда Старка. Ответственный и хладнокровный, Бенджен совершил ряд успешных рейдов за Стену — сам Манс-Налётчик называет его своим главным врагом. Принял участие в пиру по поводу прибытия Роберта Баратеона в Винтерфелл. Сопровождал Джона Сноу и Тириона на Стену. Бесследно исчез, когда уехал на поиски Уэймара Ройса. Был упомянут в 10 серии 5 сезона перед покушением на Джона Сноу. В начале 6 сезона в видениях прошлого Бран Старк наблюдает за тем, как юный Бенджен дерётся вместе с его отцом под руководством молодого сира Родрика Касселя. В другом видении прошлого Брана Старка юный Бенджен вместе со своим отцом Рикардом прощается со своим братом Эддардом. В 6 серии 6 сезона, будучи в виде Брата Леса, спас Брана и Миру от упырей и позже рассказал им, что был ранен Иными во время разведки, но от окончательного превращения в упыря его спасли Дети Леса. Сообщил своему племяннику Брану, что теперь Бран является Трёхглазым Вороном. Доставил Брана и Миру в богорощу Чёрного Замка, где их и оставил. В 6 серии 7 сезона спас жизнь Джону Сноу. Погиб от рук упырей. |                                  |                                                             |                     |                     |
| |                                  |                                                             |                     |                     |
| Йорен | Yoren                            | Фрэнсис Мэджи                                               | 1, 2                | 7                   |
| Вербовщик новобранцев в Ночной Дозор. Весельчак и выпивоха. Поступил на службу на Стену после того, как зарубил топором убийцу своего брата. Подружился с Тирионом Ланнистером во время его визита на Стену. Свидетель пленения Кейтилин Старк Беса. За всё время службы потерял лишь троих рекрутов. Принял под своё покровительство Арью Старк. Убит людьми Амори Лорха в стычке, однако сумел спасти жизни всех своих новобранцев. |                                  |                                                             |                     |                     |
| |                                  |                                                             |                     |                     |
| Карл Таннер | Karl Tanner                      | Бёрн Горман                                                 | 3, 4                | 4                   |
| Бывший наёмный убийца. Родом из Королевской Гавани. Возможно, является бастардом благородных кровей. Стюард Ночного Дозора. Принял участие в походе Джиора Мормонта в Застенье. В 3 сезоне поднял мятеж против Джиора Мормонта, в ходе которого захватил Замок Крастера. В 4 сезоне захватил в плен группу Брана Старка, погиб в поединке с Джоном Сноу. |                                  |                                                             |                     |                     |
| |                                  |                                                             |                     |                     |
| Куорен | Qhorin                           | Саймон Армстронг                                            | 2                   | 4                   |
| Куорен по прозвищу «Полурукий» — опытный разведчик Ночного Дозора из Сумеречной Башни. Принял участие в походе Джиора Мормонта в Застенье. Приказал Джону Сноу самостоятельно решить судьбу Игритт. Попал в плен к Гремучей Рубашке. Убит Джоном Сноу по собственному прямому приказу. Это было сделано для того, чтобы Джон смог втереться в доверие к одичалым и шпионить за ними. |                                  |                                                             |                     |                     |
| |                                  |                                                             |                     |                     |
| |                                  |                                                             |                     |                     |
| Уэймар Ройс | Waymar Royce                     | Роб Остлер                                                  | 1                   | 1                   |
| Младший сын лорда Рунного Камня Джона Ройса, разведчик Ночного дозора. Отряд во главе с Уэймаром отправляется за Стену, чтобы разыскать замеченную накануне группу одичалых. Во время обследования местности в Зачарованном лесу разведчики подвергаются нападению белых ходоков. Уэймар Ройс — первый персонаж, которого убивают в сериале. |                                  |                                                             |                     |                     |
| |                                  |                                                             |                     |                     |
| Гаред | Gared                            | Дермот Кини                                                 | 1                   | 1                   |
| Разведчик Ночного дозора. Вместе с Уэймаром и Уиллом отправляется за Стену, чтобы разыскать замеченную накануне группу одичалых. Убит белым ходоком. |                                  |                                                             |                     |                     |
| |                                  |                                                             |                     |                     |
| Уилл | Will                             | Бронсон Уэбб                                                | 1                   | 1                   |
| Разведчик Ночного дозора. Единственный из своего отряда, кто выжил после нападении белых ходоков. Дезертировал из Ночного дозора, за что был схвачен возле Винтерфелла. Пытался предупредить об опасности, возникшей за стеной. Казнён Эддардом Старком. |                                  |                                                             |                     |                     |
| |                                  |                                                             |                     |                     |
| |                                  |                                                             |                     |                     |
| Денис Маллистер | Denys Mallister                  | Джей Джей Мерфи                                             | 5                   | 1                   |
| Рыцарь благородного дома Речных земель, член Ночного дозора, командующий Сумеречной башни — одного из трёх действующих замков на Стене. Участвует в выборах 998-го лорда-командующего Ночного Дозора. Однако братья Дозора отдают предпочтение Джону Сноу, на что Денис делает лишь одобрительный жест рукой в сторону Сноу. |                                  |                                                             |                     |                     |

### Обитатели Застенья
| Имя на русском | Имя на английском   | Актёр                                                                | Появление в сезонах | Количество эпизодов |  |
| --- | ------------------- | -------------------------------------------------------------------- | ------------------- | ------------------- |  |
| |                     |                                                                      |                     |                     |  |
| Сэм | Sam                 | Уильям и Джеймс Уилсоны (Сезоны 6, 7) Финн и Логан Уотсоны (Сезон 8) | 3, 4, 5, 6, 7, 8    | 20                  |  |
| Сын Крастера и Лилли, одной из его жён-дочерей. Он был назван в честь Сэмвелла Тарли, который спас жизнь Лилли и её сыну. |                     |                                                                      |                     |                     |  |
| |                     |                                                                      |                     |                     |  |
| Король Ночи | Night’s King        | Ричард Брейк (Сезоны 4—5) Владимир Фурдик (Сезоны 6—8)               | 4, 5, 6, 7, 8       | 8                   |  |
| Предводитель и родоначальник Иных. На самом деле, являясь персонажем сказок Старой Нэн, был тринадцатым по счёту главой Ночного Дозора. Причём есть несколько теорий о его происхождении. В книге, увлёкшись представительницей Иных, поселил свою избранницу в Чёрном Замке и наложил колдовские заклятия на чёрных братьев, но был свергнут Королём Севера Брандоном Старком «Крушителем» и Королём-за-Стеной Джорамуном и нашёл убежище в Землях Вечной Зимы. В 4 сезоне в Землях Вечной Зимы прикоснулся к младенцу — сыну Крастера, после чего глаза у того стали синего цвета. В 5 сезоне участвовал в нападении Белых Ходоков на Суровый Дом, после чего оживил всех погибших одичалых, пополнив армию живых мертвецов. В 6 сезоне Бран в видении прошлого видел превращение неизвестного человека из Первых Людей в Короля Ночи Листочком с целью защиты чардрев от Первых Людей. Пометил Брана и убил Трёхглазого Ворона во время нападения Иных и живых мертвецов на его пещеру. В 6 серии 6 сезона мельком появлялся в видениях Брана Старка. Был замечен вместе со своей армией в видении Брана в 1 и 5 сериях 7 сезона. В 4 серии 7 сезона Джон Сноу показал Дейенерис изображение Короля Ночи, оставленное Детьми Леса в пещерах Драконьего Камня. Во время битвы против отряда Джона Сноу и пришедшей к нему на помощь Дейенерис убил Визериона и превратил его в упыря. В самом конце 7 сезона успешно атаковал Стену в районе замка Восточный Дозор. Короля Ночи убила Арья Старк валирийским кинжалом, что предсказывала ей Мелисандра в 3 сезоне. |                     |                                                                      |                     |                     |  |
| |                     |                                                                      |                     |                     |  |
| Орелл | Orell               | Маккензи Крук                                                        | 3                   | 6                   |  |
| Варг, один из людей Манса. Владеет ручным орлом. Имел симпатию к Игритт. Пытался убить Игритт. В конце 3 сезона был убит Джоном Сноу. |                     |                                                                      |                     |                     |  |
| |                     |                                                                      |                     |                     |  |
| Манс Налётчик | Mance Rayder        | Киаран Хайндс                                                        | 3, 4, 5             | 5                   |  |
| По происхождению является одичалым. Служил в Сумеречной Башне на Стене в качестве разведчика под началом сира Денниса Маллистера. Беглый дезертир Ночного Дозора. Верховный лидер вольного народа с титулом Короля за Стеной. Был знаком с Ошей. В 1 и 2 сезонах только упоминался. В начале 3 сезона принял Джона Сноу у себя в шатре, а затем отправил его вместе с Тормундом, Ореллом и Игритт позднее на разведку. Послал магнара теннов Стира на помощь Тормунду. Организовал штурм Чёрного Замка, после которого вёл переговоры с Джоном Сноу. В конце 4 сезона попал в плен во время разгрома Станнисом одичалых в битве под Стеной. Отказался служить Станнису и был осуждён им на казнь через сожжение на костре. В 1 серии 5 сезона был убит Джоном Сноу во время устроенной Мелисандрой казни. Был упомянут Тормундом в беседе с Джоном Сноу в 6 серии 7 сезона. |                     |                                                                      |                     |                     |  |
| |                     |                                                                      |                     |                     |  |
| Вун Вег Ван Дар Вун | Wun Weg Wun Dar Wun | Иэн Уайт                                                             | 5, 6                | 5                   |  |
| Представитель расы великанов. Возможно, принял участие в походе Манса Налётчика на Стену и после разгрома одичалых Станнисом в битве под Стеной укрылся в Суровом Доме. Принял участие в переговорах между лидерами одичалых и Джоном Сноу и в битве с Иными и живыми мертвецами. В 9 серии 5 сезона пришёл вместе с другими одичалыми под началом Тормунда в Чёрный Замок. В начале 6 сезона сломал ворота Чёрного Замка для того, чтобы остановить бойню за тело Джона Сноу, и убил одного из людей Аллисера Торна. Во время переговоров Джона Сноу с одичалыми поддержал бастарда Лианны Старк. Принял участие в Битве Бастардов. Проломил врата Винтерфелла, после чего был убит Рамси Болтоном. В связи с гибелью Вун Вуна, раса великанов прекратила своё существование. |                     |                                                                      |                     |                     |  |
| |                     |                                                                      |                     |                     |  |
| Крастер | Craster             | Роберт Пью                                                           | 2, 3                | 5                   |  |
| Сын одичалой и дозорного. Владелец усадьбы в Застенье. Живёт вместе с женщинами, которые приходятся ему одновременно жёнами, дочерьми и внучками. Имеет лояльные отношения с Ночным Дозором. Новорождённых сыновей отдаёт Иным, свидетелем чего стал Джон Сноу. Два раза принимал у себя братьев Ночного Дозора во время похода Джиора Мормонта в Застенье. В 4 серии 3 сезона вступил в конфликт с Карлом Таннером и был убит во время мятежа братьев Ночного Дозора. В 4 сезоне его последний сын был оставлен Растом в лесу, доставлен Иным в Земли Вечной Зимы и превращён Королём Ночи в Белого Ходока. |                     |                                                                      |                     |                     |  |
| |                     |                                                                      |                     |                     |  |
| Стир | Styr                | Юрий Колокольников                                                   | 4                   | 4                   |  |
| Магнар (вождь) Теннов — одичалого племени каннибалов. Присоединился к Тормунду по приказу Манса. Владел собственным варгом. Отпустил Олли во время нападения на его родную деревню в Даре. Взял Кротовый городок. Имел конфликт с Игритт по поводу Джона Сноу. При штурме Чёрного Замка сошёлся в поединке с Джоном Сноу и погиб от его руки. В 8 серии 5 сезона его преемник, новый магнар теннов Лобода принял участие в переговорах между Джоном Сноу и лидерами одичалых и погиб во время сражения с Иными и живыми мертвецами. |                     |                                                                      |                     |                     |  |
| |                     |                                                                      |                     |                     |  |
| |                     |                                                                      |                     |                     |  |
| Костяной Лорд | Lord of Bones       | Эдвард Дольяни (Сезоны 2—3) Росс О’Хеннесси (Сезон 5)                | 2, 3, 5             | 4                   |  |
| Другое прозвание-«Гремучая Рубашка». Один из людей Манса. Пленил Куорена. Имел конфликт с Игритт по поводу Джона Сноу. После штурма Чёрного Замка и битвы под Стеной бежал вместе с остатками одичалых на дальний север Застенья. В 8 серии 5 сезона был убит Тормундом во время прибытия Джона Сноу в Суровый Дом. |                     |                                                                      |                     |                     |  |
| |                     |                                                                      |                     |                     |  |
| Трёхглазый Ворон | Three-eyed Raven    | Струан Роджер (Сезон 4) Макс фон Сюдов (Сезон 6)                     | 4, 6                | 4                   |  |
| Ворон с тремя глазами, который являлся Брану во снах. Живёт в пещере в Застенье вместе с Детьми Леса. В конце 4 сезона предстал перед Браном в своём настоящем облике — образе сидящего в кроне деревьев седобородого старца. На самом деле, это Бринден Риверс — представитель династии Таргариенов. Бастард короля Эйгона Четвёртого Недостойного, альбинос, считавшийся чернокнижником и оборотнем. Имел прозвище Кровавый Ворон. Был владельцем таргариеновского фамильного клинка Тёмная Сестра. Принял участие в подавлении восстания своего единокровного брата Дэймона Блэйкфайра, во время которого потерял один глаз в битве на Краснотравном Поле. Был десницей при своих родственниках королях Эйрисе Первом Книжнике и Мейкаре Первом, подавил восстание лорда Железных Островов Дагона Грейджоя. При Эйгоне Невероятном был вынужден отправиться в ссылку на Стену и возглавить Ночной Дозор. В 252 году после В. Э. Кровавый Ворон без вести пропал во время вылазки за Стену, и дозорные посчитали его погибшим. В начале 6 сезона наблюдал с Браном Старком за тем, как проходит детство Эддарда, Бенджена и Лианны Старков. В 3 серии 6 сезона позволил Брану увидеть в видении бой у Башни Радости, но не позволил своему ученику заговорить с отцом. Погиб от руки Короля Ночи, но позволил Брану узнать в видении тайны происхождения Белых Ходоков и болезни Ходора. |                     |                                                                      |                     |                     |  |
| |                     |                                                                      |                     |                     |  |
| Листочек | Leaf                | Октавия Александру (Сезон 4) Кэй Александр (Сезон 6)                 | 4, 6                | 4                   |  |
| Дитя Леса. Представительница древнейшей расы Вестероса. Появляется в конце 4 сезона. Уничтожила тело Жойена во время стычки Брана с упырями. Познакомила Брана с Трёхглазым Вороном. В начале 6 сезона сообщила Мире Рид, что её помощь в ближайшее время может понадобиться Брану. Присутствовала при неприятном разговоре Бриндена Риверса и Брана, после того, как последний увидел в видении бой у Башни Радости и не сумел заговорить с отцом. В видении Брана способствовала появлению Иных. Погибла вместе с другими Детьми Леса во время нападения Короля Ночи на пещеру Бриндена Риверса, взорвав себя и несколько десятков вихтов. В 6 серии 6 сезона мельком появлялась в видениях Брана Старка. В связи с гибелью Листочка и её сородичей Дети Леса прекратили своё существование. |                     |                                                                      |                     |                     |  |
| |                     |                                                                      |                     |                     |  |
| Донго | Dongo               | Иэн Уайт                                                             | 3, 4                | 3                   |  |
| Представитель расы великанов. В составе армии Манса Налётчика нападает на Чёрный замок верхом на мамонте. Убит выстрелом огромной стрелы в спину. |                     |                                                                      |                     |                     |  |
| |                     |                                                                      |                     |                     |  |
| Дим Далба | Dim Dalba           | Мюррэй МакАртур                                                      | 5, 6                | 2                   |  |
| Один из лидеров одичалых. Принял участие в походе Манса на Семь Королевств, нашёл убежище в Суровом Доме. В 5 сезоне принял участие в переговорах лидеров одичалых с Джоном Сноу. Переселился вместе с одичалыми на земли Дара. В 6 сезоне поддержал Джона Сноу и Сансу Старк в борьбе с Болтонами. |                     |                                                                      |                     |                     |  |
| |                     |                                                                      |                     |                     |  |
| Мег Могучий | Mag the Mighty      | Нил Финглтон                                                         | 4                   | 1                   |  |
| Полное имя — Мег Map Тун Доб Вег. Великан из армии Манса Налётчика. Во время нападения на Чёрный замок пытался прорваться сквозь туннель через стену. Погиб от рук дозорных, оборонявших проход. |                     |                                                                      |                     |                     |  |
| |                     |                                                                      |                     |                     |  |
| Карси | Karsi               | Биргитта Йорт Сёренсен                                               | 5                   | 1                   |  |
| Одна из лидеров одичалых, укрывшихся в Суровом Доме после разгрома армии Манса Налётчика. Участвует в совете вождей племён в Суровом Доме, организованном Тормундом и Джоном Сноу. Соглашается переправить своё племя за Стену после того, как Тормунд поручается за Джона. Отправляет на корабли двух своих дочерей и обещает им позже присоединиться. Когда на поселение нападают мертвецы, она отважно прикрывает отступление одичалых к лодкам. Успешно отбивается от взрослых мертвецов, но не может поднять руку на мёртвых детей и, подвергшись их нападению, погибает. После битвы Король Ночи поднимает из мёртвых всех погибших одичалых, и Карси обращается в нежить. |                     |                                                                      |                     |                     |  |
| |                     |                                                                      |                     |                     |  |
| Лобода | Loboda              | Захари Бахаров                                                       | 5                   | 1                   |  |
| Один из лидеров вольного народа в Суровом Доме, предводитель теннов после гибели Стира и поражения Манса Налётчика. Участвует в совете вождей племён в Суровом Доме, организованном Тормундом и Джоном Сноу. Не соглашается на перемирие с Ночным Дозором и переселение за Стену. Во время атаки мертвецов берёт на себя командование, приказывает запереть ворота, оставив за ними десятки одичалых. Вместе с Джоном и Тормундом замечает белых ходоков, которые следят за боем с утёса над поселением. Оставляет Тормунда у ворот за главного, а сам с Джоном отправляется за драконьим стеклом, брошенным в доме, где проходил совет. Внутри их встречает один из ходоков. Лобода нападает на него, давая Джону время на поиски стекла. Секира тенна рассыпается от прикосновения копья ходока, которым затем ходок пронзает безоружного. |                     |                                                                      |                     |                     |  |

### Лютоволки
Лютоволки — вымышленный вид млекопитающих, выглядят как волки очень больших размеров. В Вестеросе встречаются к северу от Стены, на юг забредают крайне редко. Щенки могут приручаться. Лютоволк изображён на гербе дома Старков, поэтому, когда в первой серии первого сезона Эддард Старк и его домочадцы находят мёртвую лютоволчицу с шестерыми волчатами, он посчитал это знаком богов и разрешил детям воспитывать волчат как домашних питомцев.
| Имя на русском | Имя на английском | Появление в сезонах | Количество эпизодов |
| --- | ----------------- | ------------------- | ------------------- |
| |                   |                     |                     |
| |                   |                     |                     |
| Призрак | Ghost             | 1, 2, 3, 4, 5, 6, 8 | 19                  |
| Один из шести лютоволков, найденных детьми дома Старков. После того как Старки забрали пятерых лютоволчат, Джон Сноу нашёл ещё одного, альбиноса, и забрал его себе, назвав Призраком. Вместе с Джоном отправился на Стену, в Ночной Дозор. Именно он привлёк внимание Джона к ожившим трупам, напавшим на Джиора Мормонта. На Кулаке Первых Людей спас жизнь Сэму Тарли во время нападения на Ночной Дозор Белых Ходоков. В замке Крастера попал в руки мятежников, был посажен в клетку и затем освобождён отрядом во главе с Джоном Сноу. После возвращения в Чёрный замок какое-то время содержался в клетке по приказу Аллисера Торна. Участвовал в битве с одичалыми. Защитил Джилли от дозорных, пытавшихся её изнасиловать. На момент окончания седьмого сезона оставался в Винтерфелле. Появился во 2 серии финального сезона во время разговора Джона Сноу и Сэмвелла Тарли. |                   |                     |                     |
| |                   |                     |                     |
| Лето | Summer            | 1, 2, 3, 4, 6       | 15                  |
| Один из шести лютоволков, найденных детьми Дома Старков. Был взят Браном Старком. Всё время находился рядом с Браном после того, как тот упал с башни и стал калекой. Перегрыз горло наёмному убийце, подосланному к бессознательному Брану. После захвата Теоном Грейджоем Винтерфелла сбежал вместе с Ошей, Браном, Риконом, Ходором и Лохматиком. При нападении одичалых Бран вселился в тело Лето и убил нескольких человек. Попал в ловушку мятежников Ночного Дозора вместе с группой Брана, но во время осады замка Джоном Сноу бежал вместе со всей группой. Погиб, защищая Брана, во время проникновения мертвецов в пещеру Трёхглазого Ворона. |                   |                     |                     |
| |                   |                     |                     |
| Лохматик | Shaggydog         | 1, 2, 3, 6          | 8                   |
| Один из шести лютоволков, найденных детьми из дома Старков. Был взят Риконом Старком. Во время захвата Винтерфелла Теоном Грейджоем бежал вместе с группой Брана к Стене. По просьбе Брана отправился вместе с Ошей и Риконом в Последний Очаг. Убит людьми Джона Амбера после того, как тот узнал, что Джон Сноу перевёл через Стену войско одичалых; его голова была представлена в качестве доказательства того, что Рикон взят в плен. |                   |                     |                     |
| |                   |                     |                     |
| Серый Ветер | Gray Wind         | 1, 2, 3             | 8                   |
| Один из шести лютоволков, найденных детьми дома Старков. Был взят Роббом Старком. Откусил два пальца Большому Джону Амберу, когда тот, споря с Роббом, обнажил меч. Сыграл важную роль в битве в Шепчущем лесу, во время битвы у Окскросса. Позже стали ходить слухи, что Робб Старк натравил на лагерь Ланнистеров целую армию лютоволков. Убит в ходе резни на Красной Свадьбе. В качестве издевательства его голову пришили к мёртвому телу Робба и в таком виде возили труп на лошади вокруг замка. |                   |                     |                     |
| |                   |                     |                     |
| Нимерия | Nymeria           | 1, 7                | 3                   |
| Одна из шести лютоволков, найденных детьми дома Старков. Была взята Арьей Старк. Названа в честь воинственной королевы ройнаров, которая жила тысячу лет назад. Вместе с Арьей отправилась в Королевскую гавань, к месту службы Неда Старка. Во время ссоры на берегу реки Трезубец защитила Арью от принца Джоффри Баратеона, укусив его за руку, после чего по требованию Арьи нехотя бежала в лес, чтобы избежать казни. В седьмом сезоне Арья на пути в Винтерфелл разжигает костёр, и вскоре её окружает стая волков, в предводителе которых она узнаёт Нимерию. Арья говорит ей, что возвращается домой, и зовёт её с собой, но лютоволчица уходит. |                   |                     |                     |
| |                   |                     |                     |
| Леди | Lady              | 1                   | 2                   |
| Одна из шести лютоволков, найденных детьми дома Старков и первая погибшая среди них. Была взята Сансой Старк, вместе с которой отправилась в Королевскую гавань. После того как Нимерия напала на Джоффри, защищая свою хозяйку, а затем бежала в леса, Серсея убедила короля убить Леди. Эддард Старк сам исполнил приговор, заявив, что волчица — житель Севера, а значит заслуживает лучшей доли, чем смерть от палача. |                   |                     |                     |

### Драконы
| Имя на русском | Имя на английском | Появление в сезонах    | Количество эпизодов |
| --- | ----------------- | ---------------------- | ------------------- |
| |                   |                        |                     |
| Дрогон | Drogon            | 1, 2, 3, 4, 5, 6, 7, 8 | 26                  |
| Один из драконов Дейенерис. Назван в честь её покойного мужа кхала Дрого. Чёрный с красными пластинами на спине и шее. Вместе с братьями вылупился из яйца в погребальном костре кхала. По прибытии в Кварт был обучен извергать огонь по команде «Дракарис». Был якобы отдан работорговцу Кразнису в обмен на армию Безупречных, но сжёг его по команде Дейенерис. В 4 сезоне в Миэрине пастух приносит Дейенерис обгоревшие кости его ребёнка, сожжённого Дрогоном во время охоты, что вынуждает королеву заточить Рейегаля и Визериона в катакомбы, но Дрогон исчезает в неизвестном направлении. Вернулся в Миэрин, чтобы спасти Дейенерис от Сынов Гарпии на празднике в честь открытия бойцовых ям, но затем опять исчез. Вновь воссоединился с Дейенерис после её отъезда из Ваес Дотрак, где она стала кхалиси всех дотракийцев. Нанёс сокрушительное поражение армии Ланнистеров на Дороге Роз, едва не убив Джейме и Бронна, хотя был ранен последним из стреломёта; затем исполнил показательную казнь над Рендиллом и Диконом Тарли. Участвовал в спасении отряда Джона Сноу за Стеной. В начале финального сезона прилетает в Винтерфелл. |                   |                        |                     |
| |                   |                        |                     |
| Рейегаль | Rayegal           | 1, 2, 3, 4, 5, 6, 7, 8 | 21                  |
| Один из драконов Дейенерис Таргариен. Назван в честь её покойного брата Рейегара. Тело бронзового и зелёного цвета, крылья жёлто-оранжевые. Вместе с братьями вылупился из яйца в погребальном костре кхала Дрого. В 4 сезоне в Миэрине после убийства Дрогоном ребёнка содержался вместе с Визерионом в заточении в катакомбах. В 6 сезоне, после того, как Миссандея сообщает Тириону, что с момента исчезновения Дейенерис драконы ничего не едят, тот спускается в подземелье и снимает с них оковы. Вырвавшись из катакомб, участвовал в сожжении вражеских кораблей во время осады Миэрина работорговцами. Участвовал в спасении отряда Джона Сноу за Стеной. В начале финального сезона прилетает в Винтерфелл. Убит выстрелом из скорпиона. |                   |                        |                     |
| |                   |                        |                     |
| |                   |                        |                     |
| Визерион | Viserion          | 1, 2, 3, 4, 5, 6, 7, 8 | 21                  |
| Один из драконов Дейенерис. Назван в честь её покойного брата Визериса. Тело кремового и золотого цвета, крылья красно-оранжевые. Вместе с братьями вылупился из яйца в погребальном костре кхала Дрого. В 4 сезоне в Миэрине после убийства Дрогоном ребёнка содержался вместе с Рейегалем в заточении в катакомбах. Вырвавшись из заточения, участвовал в сожжении вражеских кораблей во время осады Миэрина работорговцами. Участвовал в спасении отряда Джона Сноу за Стеной; в разгаре битвы был ранен в шею ледяным копьём, брошенным Королём Ночи, и ушёл под лёд. Вытащен мертвецами из озера и оживлён Королём Ночи, превратившись в ледяного дракона. В конце 7 сезона по приказу Короля Ночи пробил своим пламенем брешь в Стене, через которую прошли мертвецы. После того, как Арья Старк убивает Короля Ночи, Визерион рассыпается в прах. |                   |                        |                     |
| |                   |                        |                     |
| Балерион | Balerion          | 7                      | 1                   |
| Дракон Эйгона Завоевателя, умерший до событий сериала. Известен также как Чёрный Ужас. Самый крупный и старый дракон Таргариенов. В 7 сезоне Серсея и Квиберн спускаются в подземелья Красного замка, где хранятся черепа драконов, и подходят к самому крупному — Балериона. Квиберн отмечает, что, несмотря на столь крупные размеры, дракон уязвим, и демонстрирует Серсее стреломёт. Серсея стреляет из него в череп Балериона — стрела, попадая в переносицу, пробивает её насквозь. |                   |                        |                     |

## Заметки и примечания

### Заметки
1. ↑  В «Песни Льда и Огня» персонажа зовут Роберт Аррен. В телесериале имя сменили на Робин, для того чтобы его не путали с Робертом Баратеоном.
2. ↑  Во втором сезоне персонаж Селисы появился в одном эпизоде; её сыграла неназванная статистка.
3. ↑  В «Песни Льда и Огня» персонажа зовут Аша Грейджой. В телесериале имя сменили на Яру, чтобы её не путали с одичалой Ошей.
4. ↑  В телесериале данного персонажа не называют по имени. Видимо, это сделано для того, чтобы избежать путаницы с его братом Эуроном.